# Liste des abréviations d'auteur en taxinomie végétale
Cette liste ne doit pas être modifiée.
- Attention, si vous souhaitez ajouter une nouvelle entrée, faites-le sur cette autre page à partir de laquelle la présente liste est mise à jour automatiquement.

- Cette liste est triée par ordre alphabétique des abréviations.
- Vous pouvez consulter la même liste classée par ordre alphabétique des patronymes.

Il s'agit des abréviations standard des noms d'auteurs en botanique, telles qu'elles sont couramment utilisées en taxinomie végétale (phycologie et mycologie incluses), science qui a pour objet de décrire les organismes vivants et de les regrouper en entités appelées taxons (familles, genres, espèces, etc.) afin de pouvoir les nommer (voir nomenclature botanique) et les classer (systématique).
Elles figurent notamment à la suite du nom binominal de plantes ou de champignons, pour indiquer de manière abrégée l’auteur (ou « inventeur »), c'est-à-dire la personne qui, la première, a décrit une nouvelle espèce. Les noms des personnes ayant opéré un changement de genre, d'épithète ou de rang taxinomique sont également mentionnés.
L'institution internationale qui gère la liste de ces abréviations est l'IPNI.
Remarque : « et al. », abréviation de et alii, « et les autres » en latin, est parfois utilisée à côté d'abréviations d'auteur. Dans ce cas, « al. » est toujours précédé par « et » ou « & » et l'ensemble n'est pas mis en italique dans cas précis.
Note : L'usage diffère en zoologie où l'on ne cite que l'auteur original, non abrégé. Les homonymes éventuels sont généralement distingués par l'initiale du prénom. Vous trouverez ici une liste de zoologistes.
Pour les microbiologistes, vous pouvez consulter la Liste d'auteurs en nomenclature des procaryotes.

## A
- Haut – A
- B
- C
- D
- E
- F
- G
- H
- I
- J
- K
- L
- M
- N
- O
- P
- Q
- R
- S
- T
- U
- V
- W
- X
- Y
- Z

- A.A.Fisch.Waldh. - Alexandre Alexandrovitch Fischer von Waldheim (1839-1920)
- A.A.Weber - A. Alois Weber (?-?)
- A.Arber - Agnes Arber (1879-1960)
- A.Arrh. - Johan Israel Axel Arrhenius (1858-1950)
- A.B.Frank - Albert Bernhard Frank (1839-1900)
- A.B.Jacks. - Albert Bruce Jackson (1876-1947)
- A.B.Low - Barry Low (fl. 2004)
- A.Bassi - Agostino Bassi (1773-1856)
- A.Berger - Alwin Berger (1871-1931)
- A.Berl. - Antonio Berlese (1863-1927)
- A.Bishop - Ann Bishop (1899-1890)
- A.Blytt - Axel Gudbrand Blytt (1843-1898)
- A.Br. - Addison Brown (1830-1913)
- A.Braun - Alexander Braun (1805-1877)
- A.C.Sm. - Albert Charles Smith (1906-1999)
- A.C.White - Alain White (1880-1951)
- A.Cabrera - Ángel Cabrera (zoologiste) (1879-1960)
- A.Cajander - Aimo Aarno Antero Cajander (1908-1977)
- A.Camus - Aimée Antoinette Camus (1879-1965)
- A.Chev. - Auguste Chevalier (1873-1956)
- A.Cook - Alice Carter Cook (1868-1943)
- A.Cunn. - Allan Cunningham (botaniste) (1791-1839)
- A.D.Orb. - Alcide Dessalines d'Orbigny (1802-1857)
- A.DC. - Alphonse Pyrame de Candolle (1806-1893)
- A.de Vos - André Pascal Alexandre De Vos (1834-1889)
- A.Dietr. - Albert Gottfried Dietrich (1795-1856)
- A.Dupont - André Dupont (rosiériste) (1742-1817)
- A.E.Br. - Alex E. Brown (fl. 2003)
- A.E.Estrada - Andrés Eduardo Estrada-Castillón (1960-…)
- A.E.Hoffm. - Adriana Hoffmann (1940-…)
- A.E.Murray - Albert Edward Murray (1935-…)
- A.E.Ortmann - Arnold Edward Ortmann (1863-1927)
- A.E.van Wyk - Abraham Erasmus van Wyk (1952-…)
- A.F.Mitch. - Alan Mitchell (1922-1995)
- A.Fedtsch. - Alexeï Fedtchenko (1844-1873)
- A.Froehner - Albrecht Froehner (fl. 1897)
- A.G.Mill. - Anthony G. Miller (1951-…)
- A.G.Parrot - Aimé Georges Parrot (1910-1991)
- A.Gepp - Anthony Gepp (1862-1955)
- A.Gibson - Alexander Gibson (botaniste) (1800-1867)
- A.Gray - Asa Gray (1810-1888)
- A.Gust. - Åke Gustafsson (1908-1988)
- A.H.Evans - Arthur Humble Evans (1855-1943)
- A.H.Gentry - Alwyn Howard Gentry (1945-1993)
- A.H.S.Lucas - Arthur Henry Shakespeare Lucas (1853-1936)
- A.H.Sm. - Alexander Hanchett Smith (1904-1986)
- A.Heller - Amos Arthur Heller (1867-1944)
- A.Henry - Augustine Henry (1857-1930)
- A.Huet - Alfred Huet du Pavillon (1829-1907)
- A.J.Hend. - Andrew James Henderson (1950-…)
- A.J.Scott - Andrew John Scott (1950-…)
- A.Juss. - Adrien de Jussieu (1797-1853)
- A.K.Skvortsov - Alexeï Skvortsov (1920-2008)
- A.Kern. - Anton Kerner von Marilaun (1831-1898)
- A.L.du Toit - Alexander du Toit (1878-1948)
- A.L.Sm. - Annie Lorrain Smith (1854-1937)
- A.Lesson - Pierre Adolphe Lesson (1805-1888)
- Á.Löve - Áskell Löve (1916-1994)
- A.Lwoff - André Lwoff (1902-1994)
- A.M.Carvalho - André Maurício Vieira de Carvalho (1951-2002)
- A.M.Ferguson - Alexander McGowan Ferguson (1874-1955)
- A.M.Sm. - Annie Morrill Smith (1856-1946)
- A.Marchand - André Marchand (mycologue) (?-1988)
- A.Massal. - Abramo Massalongo (1824-1860)
- A.Merlet - André Merlet (fl. 1998)
- A.Murray - Andrew Murray (naturaliste) (1812-1878)
- A.Nelson - Aven Nelson (1859-1952)
- A.P.Khokhr. - Andreï Khokhriakov (1933-1998)
- A.Pearson - Arthur Anselm Pearson (1874-1954)
- A.R.Clapham - Arthur Roy Clapham (1904-1990)
- A.R.Ferguson - Allan Ross Ferguson (1943-…)
- A.R.Mast - Austin Mast (1972-…)
- A.Raynal - Aline Raynal-Roques (1937-…)
- A.Rich. - Achille Richard (1794-1852)
- A.S.Calvert - Amelia Smith Calvert (1876-?)
- A.S.Foster - Adriance Sherwood Foster (1901-1973)
- A.S.George - Alexander Segger George (1939-…)
- A.Schatz - Albert Schatz (scientifique) (1920-2005)
- A.Schimp. - Andreas Franz Wilhelm Schimper (1856-1901)
- A.Soriano - Alberto Soriano (1920-1998)
- A.St.-Hil. - Auguste de Saint-Hilaire (1799-1853)
- A.Stahl - Agustín Stahl (1842-1917)
- A.Tanaka - Akihiko Tanaka (fl. 2003)
- A.V.Bobrov - Alexey Vladimir Bobrov (1969-…)
- A.V.Duthie - Augusta Vera Duthie (1881-1963)
- A.V.Roberts - Andrew Vaughan Roberts (1940-…)
- A.Vilm. - Philippe André de Vilmorin (1776-1862)
- A.W.Benn. - Alfred William Bennett (1833-1902)
- A.W.Douglas - Andrew W. Douglas (fl. 1996)
- A.W.Griffiths - Amelia Griffiths (1768-1858)
- A.W.Hill - Arthur William Hill (1875-1941)
- A.W.Howitt - Alfred William Howitt (1830-1908)
- A.Wigg. - Heinrich August Ludwig Wiggers (1803-1880)
- Aa - Hubertus Antonius van der Aa (1935-2017)
- Aarons. - Aaron Aaronsohn (1876-1919)
- Abbayes - Henry des Abbayes (1898-1974)
- Abbot - John Abbot (1751-1840 ou 1841)
- Abildg. - Peter Christian Abildgaard (1740-1801)
- Abrom. - Johannes Abromeit (1857-1946)
- Acerbi - Giuseppe Acerbi (1773-1846)
- Ach. - Erik Acharius (1757-1819)
- Achound. - Gaston Achoundong (1950-…)
- Acuña - Julián Baldomero Acuña Galé (1900-1973)
- Ad.Targ.Tozz. - Adolfo Targioni Tozzetti (1823-1902)
- Adachi - Rokuro Adachi (1931-…)
- Adams - Johannes Michael Friedrich Adams (1780-1838)
- Adamson - Robert Stephen Adamson (1885-1965)
- Adans. - Michel Adanson (1727-1806)
- Adema - Fredericus Arnoldus Constantin Basil Adema (1939-…)
- Adolphe - Patrick Adolphe (fl. 2008)
- Afzel. - Adam Afzelius (1750-1837)
- Agassiz - Louis Agassiz (1807-1873)
- Aggarwal - Ramesh Kumar Aggarwal (fl. 2007)
- Agnew - Andrew David Quentin Agnew (1929-…)
- Agosti - Giuseppe Agosti (1715-1785)
- Ahlb. - Hermann Ahlburg (1850-1878)
- Ahlstrom - Elbert Halvor Ahlstrom (1910-?)
- Ainsw. - Geoffrey Clough Ainsworth (1905-1998)
- Airy Shaw - Herbert Kenneth Airy Shaw (1902-1985)
- Aitch. - James Edward Tierney Aitchison (1836-1898)
- Aiton - William Aiton (1731-1793)
- Aké Assi - Laurent Aké Assi (1931-2014)
- Akiyama - Shigeo Akiyama (1906-1984)
- Al-Gifri - Abdul Nasser Al-Gifri (1957-…)
- Al-Shehbaz - Ihsan Ali Al-Shehbaz (1939-…)
- Al.Brongn. - Alexandre Brongniart (1770-1847)
- Alb. - Johannes Baptista von Albertini (1769-1831)
- Albov - Nikolaï Mikhaïlovitch Albov (1866-1897)
- Alderw. - Cornelis Rugier Willem Karel van Alderwerelt van Rosenburgh (1863-1936)
- Aldrovandi - Ulisse Aldrovandi[1] (1522-1605)
- Alef. - Friedrich Alefeld (1820-1872)
- Alessio - Carlo Luciano Alessio (1919-2006)
- Alexop. - Constantine John Alexopoulos (1907-1986)
- All. - Carlo Allioni (1728 ou 1729-1804)
- Allan - Harry Howard Barton Allan (1882-1957)
- Alleiz. - Aymar Charles d'Alleizette (1884-1967)
- Allem - Antonio Costa Allem (1949-…)
- Allemão - Francisco Freire Allemão (1797-1874)
- Alph.Wood - Alphonso Wood (1810-1881)
- Alpino - Prospero Alpini[1] (1553-1617)
- Alston - Arthur Hugh Garfit Alston (1902-1958)
- Ambrosi - Francesco Ambrosi (1821-1897)
- Ameka - Gabriel Ameka (1958-…)
- Amici - Giovanni Battista Amici (1786-1863)
- Amman - Johann Amman[1] (1707-1741)
- Amo - Mariano del Amo y Mora (1809-1896)
- Ander. - Johann Anderson (1674-1743)
- Anderb. - Arne Anderberg (1954-…)
- Anderson - James Anderson (1738-1809) (1738-1809)
- Andersson - Nils Johan Andersson (1821-1880)
- Andr. - Gábor Andreánszky (botaniste) (1895-1967)
- André - Édouard André (paysagiste) (1840-1911)
- Andrews - Henry Cranke Andrews (fl. 1794-vers 1830)
- Ångstr. - Johan Ångström (1813-1879)
- Añon - Delia Añon Suarez de Cullen (1917-…)
- anon. - Anonyme, auteur inconnu
- Ant.Juss. - Antoine de Jussieu (1686-1758)
- Ant.Molina - Antonio Molina (botaniste) (1926-2012)
- Ant.Targ.Tozz. - Antonio Targioni Tozzetti (1785-1856)
- Antinori - Orazio Antinori (1811-1882)
- Antoine - Franz Antoine (1815-1886)
- Appun - Carl Ferdinand Appun (fl. 1871)
- Aramb. - Angélica Arambarri (1945-…)
- Archer - Thomas Croxen Archer (1817-1885)
- Archila - Fredy Archila (1973-…)
- Ard. - Pietro Arduino (1728-1805)
- Ardi - Wisnu H. Ardi (fl. 2009)
- Ardiss. - Francesco Ardissone (1837-1910)
- Ardré - Françoise Ardré (1931-2010)
- Arechav. - Jose Arechavaleta y Balpardo (1838-1912)
- Arènes - Jean Arènes (1898-1960)
- Aresch. - Johan Erhard Areschoug (1811-1887)
- Arn. - George Arnott Walker Arnott (1799-1868)
- Arnold - Ferdinand Christian Gustav Arnold (1828-1901)
- Arnoldi - Vladimir Arnoldi (1871-1924)
- Arnould - Léon Arnould (fl. 1893)
- Arrh. - Johan Peter Arrhenius (1811-1889)
- Arruda - Manuel Arruda da Câmara (1752-1810)
- Arthur - Joseph Charles Arthur (1850-1942)
- Artsikh. - Vladimir Artsikhovski (1876-1931)
- Arv.-Touv. - Casimir Arvet-Touvet (1841-1913)
- Arx - Joseph Adolph von Arx (1922-1988)
- Asch. - Paul Ascherson (1834-1913)
- Ashe - William Willard Ashe (1872-1932)
- Asso - Ignacio Jordán Claudio de Asso y del Río (1742-1814)
- Ast - Suzanne Jovet-Ast (1914-2006)
- Aubl. - Jean Baptiste Christian Fusée-Aublet (1720-1778)
- Aubrév. - André Aubréville (1897-1982)
- Aubriet - Claude Aubriet[1] (1651-1742)
- Aubry-Lecomte - Charles Eugène Aubry-Lecomte (1821-1898)
- Aucher - Rémi Aucher-Éloy (1792-1838)
- auct. - Auteurs. Indique que le nom a été utilisé par plusieurs auteurs sans qu'aucun ne fasse autorité pour le sens donné au nom. N'est donc jamais le descripteur final d'un taxon valide.
- Audouin - Jean-Victor Audouin (1797-1841)
- Audubon - Jean-Jacques Audubon (1785-1851)
- Aug.DC. - Richard Émile Augustin de Candolle (1868-1920)
- Augier - Jean Augier (1909-1997)
- Auriv. - Carl Wilhelm Samuel Aurivillius (1854-1899)
- Austin - Coe Finch Austin (1831-1880)
- Av.-Saccá - Rosario Averna-Saccá (1883-1951)
- Avé-Lall. - Julius Léopold Eduard Avé-Lallemant (1803-1867)
- Aver. - Leonid Averyanov (1955-…)
- Aymard - Gerardo Antonio Aymard Corredor (1959-…)
- Aymonin - Gérard-Guy Aymonin (1934-2014)
- Azara - Félix de Azara (1746-1821)

## B
- Haut – A
- B
- C
- D
- E
- F
- G
- H
- I
- J
- K
- L
- M
- N
- O
- P
- Q
- R
- S
- T
- U
- V
- W
- X
- Y
- Z

- B.A.Stein - Bruce Alan Stein (1955-…)
- B.B.Simpson - Beryl Britnall Simpson (1942-…)
- B.Bock - Benoît Bock (1972-…)
- B.Boivin - Joseph Robert Bernard Boivin (1916-1985)
- B.D.Jacks. - Benjamin Daydon Jackson (1846-1927)
- B.Fedtsch. - Boris Fedtchenko (1872-1947)
- B.G.Briggs - Barbara Gillian Briggs (1934-…)
- B.G.Schub. - Bernice Giduz Schubert (1913-2000)
- B.Hansen - Bertel Hansen (1932-2005)
- B.Heyne - Benjamin Heyne (1770-1819)
- B.Hyland - Bernard Hyland (1937-…)
- B.Juss. - Bernard de Jussieu (1699-1777)
- B.L.Burtt - Brian Laurence Burtt (1913-2008)
- B.L.Rob. - Benjamin Lincoln Robinson (1864-1935)
- B.L.Turner - Billie Lee Turner (1925-…)
- B.M.Forst. - Benjamin Meggot Forster (1764-1829)
- B.Mathew - Brian Frederick Mathew (1936-…)
- B.Meeuse - Bastiaan Jacob Dirk Meeuse (1916-1999)
- B.Mey. - Bernhard Meyer (1767-1836)
- B.Nord. - Rune Bertil Nordenstam (1936-…)
- B.O.Dodge - Bernard Ogilvie Dodge (1872-1960)
- B.Otto - Bernhard Christian Otto (1745-1835)
- B.Ståhl - Bertil Ståhl (1957-…)
- B.Verl. - Pierre Bernard Lazare Verlot (1836-1897)
- B.Y.Sjöstedt - Bror Yngve Sjöstedt (1866-1948)
- Bab. - Charles Cardale Babington (1808-1895)
- Bach.Pyl. - Jean-Marie Bachelot de La Pylaie (1786-1856)
- Backeb. - Curt Backeberg (1894-1966)
- Backer - Cornelis Andries Backer (1874-1963)
- Backh. - James Backhouse (1794-1869)
- Backlund - Anders Backlund (fl. 1993)
- Baden - Claus Baden (1952-1999)
- Badré - Frédéric Jean Badré (1937-…)
- Baehni - Charles Baehni (1906-1964)
- Baen. - Carl Gabriel Baenitz (1837-1913)
- Baer - Karl Ernst von Baer (1792-1876)
- Bailey - Jacob Whitman Bailey (1811-1857)
- Baill. - Henri Ernest Baillon (1827-1895)
- Bain - Samuel McCutcheon Bain (1869-1919)
- Baker - John Gilbert Baker (1834-1920)
- Baker f. - Edmund Gilbert Baker (1864-1949)
- Balansa - Benjamin Balansa (1825-1891)
- Balb. - Giovanni Battista Balbis (1765-1831)
- Balbiani - Édouard-Gérard Balbiani (1823-1899)
- Baldwin - William Baldwin (botaniste) (1779-1819)
- Balech - Enrique Balech (1912-2007)
- Balete - Danny S. Balete (fl. 2009)
- Balf. - John Hutton Balfour (1808-1884)
- Balf.f. - Isaac Bayley Balfour (1853-1922)
- Balk. - B. E. Balkovsky (1899-?)
- Ball - John Ball (naturaliste) (1818-1889)
- Ballard - Francis Ballard (1896-1975)
- Balle - Simone Balle (1906-2000)
- Bally - Walter Bally (1882-?)
- Balmis - Francisco Xavier de Balmis i Berenguer (1753-1819)
- Bals.-Criv. - Giuseppe Gabriel Balsamo-Crivelli (1800-1874)
- Balslev - Henrik Balslev (1951-…)
- Baltet - Charles Baltet (1830-1908)
- Bañares - Ángel Bañares Baudet (1954-…)
- Bancr. - Edward Nathaniel Bancroft (1772-1842)
- Banister - John Banister[1] (1650-1692)
- Banks - Joseph Banks (1743-1820)
- Barb.Rodr. - João Barbosa Rodrigues (1842-1909)
- Barbey - William Barbey (1842-1914)
- Barcelona - Julie Barcelona (fl. 1999)
- Barla - Jean-Baptiste Barla (1817-1896)
- Barneby - Rupert Charles Barneby (1911-2000)
- Barnes - Charles Reid Barnes (1858-1910)
- Barnhart - John Hendley Barnhart (1871-1949)
- Barr - Peter Barr (1826-1909)
- Barrande - Joachim Barrande (1799-1883)
- Barrandon - Auguste Barrandon (1814-1897)
- Barratt - Joseph Barratt (1796-1882)
- Barratte - Gustave Barratte (1857-1920)
- Barrel. - Jacques Barrelier[1] (1606-1673)
- Barrère - Pierre Barrère[1] (1690-1755)
- Barros - Manuel Barros (1880-1973)
- Barrow - John Barrow (1764-1848) (1764-1848)
- Bartal. - Biagio Bartalini (1746-1822)
- Barthlott - Wilhelm Barthlott (1946-…)
- Bartl. - Friedrich Gottlieb Bartling (1798-1875)
- Barton - Benjamin Smith Barton (1766-1815)
- Bartram - John Bartram (1699-1777)
- Bas - Cornelis Bas (1928-…)
- Bässler - Manfred Bässler (1935-…)
- Bastard - Toussaint Bastard (1784-1846)
- Bataille - Frédéric Bataille (1850-1946)
- Batalin - Alexandre Bataline (1847-1896)
- Batch. - Frederick William Batchelder (1838-1911)
- Bateman - James Bateman (1811-1897)
- Batsch - August Johann Georg Karl Batsch (1761-1802)
- Batt. - Jules Aimé Battandier (1848-1922)
- Batters - Edward Arthur Lionel Batters (1860-1907)
- Baudet - Jean-Claude Baudet (1944-2021)
- Baudon - Alfred Baudon (1875-1932)
- Baum.-Bod. - Marcel Gustav Baumann-Bodenheim (1920-1996)
- Baumann - Constantin Auguste Napoléon Baumann (1804-1884)
- Baumg. - Johann Christian Gottlob Baumgarten (1765-1843)
- Baxter - William Baxter (naturaliste écossais) (1787-1871)
- Beal - William James Beal (1833-1924)
- Bean - William Jackson Bean (1863-1947)
- Beattie - Rolla Kent Beattie (1875-1960)
- Beauverd - Gustave Beauverd (1867-1942)
- Beauverie - Jean Beauverie (1874-1938)
- Beauvis. - Georges Eugène Charles Beauvisage (1852-1925)
- Becc. - Odoardo Beccari (1843-1920)
- Bechst. - Johann Matthäus Bechstein (1757-1822)
- Beck - Günther von Mannagetta und Lërchenau Beck (1856-1931)
- Becker - Johannes Becker (1769-1833)
- Bedd. - Richard Henry Beddome (1830-1911)
- Bedevian - Armenag K. Bedevian (fl. 1936)
- Beechey - Frederick William Beechey (1796-1856)
- Beentje - Henk Jaap Beentje (1951-…)
- Beer - Joseph Georg Beer (1803-1873)
- Bég. - Augusto Béguinot (1875-1940)
- Behnke - Heinz-Dietmar Behnke (fl. 1997)
- Behr - Hans Hermann Behr (1818-1904)
- Beij. - Martinus Willem Beijerinck (1861-1931)
- Beille - Lucien Beille (1862-1946)
- Beilschm. - Carl Traugott Beilschmied (1793-1848)
- Beissn. - Ludwig Beissner (1843-1927)
- Bek. - Andreï Beketov (1825-1902)
- Bél. - Charles Paulus Bélanger (1805-1881)
- Bellardi - Carlo Antonio Lodovico Bellardi (1741-1826)
- Bellynck - Auguste Bellynck (1814-1877)
- Beltr. - Francesco Beltramini de Casati (1828-1903)
- Benedí - Carles Benedí (1958-…)
- Benn. - John Joseph Bennett (1801-1876)
- Bennet - Sigamony Stephen Richard Bennet (1940-2009)
- Benoist - Raymond Benoist (1881-1970)
- Benth. - George Bentham (1800-1884)
- Bensin - Basil M. Bensin (1881-1973)
- Bentley - Robert Bentley (1821-1893)
- Bequaert - Joseph Charles Bequaert (1886-1982)
- Bérard - Édouard Bérard (chanoine) (1825-1889)
- Bercht. - Friedrich von Berchtold (1781-1876)
- Berendt - Georg Carl Berendt (1790-1850)
- Bergdolt - Ernst Bergdolt (1902-1948)
- Berger - Ernst Friedrich Berger (1814-1853)
- Bergeret - Jean Bergeret (botaniste) (1751-1813)
- Bergey - David Hendricks Bergey (1860-1937)
- Berggr. - Sven Berggren (1837-1917)
- Bergh - Rudolph Bergh (1859-1924)
- Berjak - Patricia Berjak (1939-2015)
- Berk. - Miles Joseph Berkeley (1803-1889)
- Berkenh. - John Berkenhout (1730-1791)
- Berkhout - Christine Marie Berkhout (1893-1932)
- Berl. - Augusto Napoleone Berlese (1864-1903)
- Berland. - Jean-Louis Berlandier (1803-1851)
- Bernardin - Jacques-Henri Bernardin de Saint-Pierre (1737-1814)
- Bernh. - Johann Jakob Bernhardi (1774-1850)
- Bernstein - Heinrich Agathon Bernstein (1828-1865)
- Bertero - Carlo Luigi Giuseppe Bertero (1789-1831)
- Berthel. - Sabin Berthelot (1794-1880)
- Berthold - Gottfried Dietrich Wilhelm Berthold (1854-1937)
- Bertill. - Louis-Adolphe Bertillon (1821-1883)
- Bertol. - Antonio Bertoloni (1775-1869)
- Bertoni - Moisés Santiago Bertoni (1857-1929)
- Bérubé - Jean A. Bérubé (fl. 1988)
- Besch. - Émile Bescherelle (1828-1903)
- Besler - Basilius Besler[1] (1561-1629)
- Besser - Wilibald Swibert Joseph Gottlieb von Besser (1784-1842)
- Bessey - Charles Edwin Bessey (1845-1915)
- Betche - Ernst Betche (1851-1913)
- Beurl. - Pehr Johan Beurling (1851-1913)
- Beurm. - Charles Lucien de Beurmann (1851-1923)
- Bhandari - Madan Mal Bhandari (1929-…)
- Bhandary - Hemanta Ram Bhandary (fl. 1982)
- Bianchi - Giovanni Bianchi (mycologue) (fl. 1907)
- Bianchin. - María Virginia Bianchinotti (fl. 1990)
- Biasol. - Bartolomeo Biasoletto (1793-1859)
- Bicheno - James Ebenezer Bicheno (1785-1851)
- Bidder - George Parker Bidder III (1863-1953)
- Bidwill - John Carne Bidwill (1815-1853)
- Bien. - Theophil Bienert (1833-1873)
- Bigelow - Jacob Bigelow (1787-1879)
- Bilaidi - A. S. Bilaidi (fl. 1971)
- Billb. - Gustav Johan Billberg (1772-1844)
- Billot - Paul-Constant Billot (1796-1863)
- Binn. - Simon Binnendijk (1821-1883)
- Bisby - Guy Richard Bisby (1889-1958)
- Bisch. - Gottlieb Wilhelm Bischoff (1797-1854)
- Bisse - Johannes Bisse (en) (1935–1984)
- Bitter - Friedrich August Georg Bitter (1873-1927)
- Biv. - Antonius de Bivona-Bernardi (1774-1837)
- Bjurzon - Jonas Bjurzon (1810-1882)
- Blackw. - Elizabeth Blackwell (botaniste) (1707-1758)
- Blainv. - Henri-Marie Ducrotay de Blainville (1777-1850)
- Blakely - William Blakely (1875-1941)
- Blakeslee - Albert Francis Blakeslee (1874-1954)
- Blanchet - Jacques Samuel Blanchet (1807-1875)
- Blanco - Francisco Manuel Blanco (1778-1845)
- Blaringhem - Louis Blaringhem (1878-1958)
- Blatt. - Ethelbert Blatter (1877-1934)
- Blaxell - Donald Frederick Blaxell (1934-…)
- Bleicher - Gustave-Marie Bleicher (1838-1901)
- Bluff - Mathias Joseph Bluff (1805-1837)
- Blume - Carl Ludwig Blume (1796-1862)
- Blytt - Matthias Numsen Blytt (1789-1862)
- Boccone - Paolo Silvio Boccone[1] (1633-1704)
- Böcher - Tyge Wittrock Böcher (1909-1983)
- Boeckeler - Johann Otto Boeckeler (1803-1899)
- Boehm. - Georg Rudolf Boehmer (1723-1803)
- Boerh. - Herman Boerhaave[1] (1668-1739)
- Boerl. - Jacob Gijsbert Boerlage (1849-1900)
- Boidin - Jacques Boidin (1893-?)
- Boira - Herminio Boira (1943-…)
- Bois - Désiré Georges Jean Marie Bois (1856-1946)
- Boisd. - Jean-Baptiste Alphonse Dechauffour de Boisduval (1799-1879)
- Boiss. - Edmond Boissier (1810-1885)
- Boissieu - Claude Victor de Boissieu (1784-1868)
- Boissonade - Jules Boissonnade (1831-1897)
- Boistel - Alphonse Boistel (1836-1908)
- Boitard - Pierre Boitard (1789-1859)
- Boiteau - Pierre Boiteau (1911-1980)
- Boivin - Louis Hyacinthe Boivin (1808-1852)
- Bojer - Wenceslas Bojer (1795-1856)
- Bol. - Henry Nicholas Bolander (1831-1897)
- Bolle - Carl August Bolle (1821-1909)
- Bolton - James Bolton (1735-1799)
- Bolus - Harry Bolus (1834-1911)
- Bon - Marcel Bon (1925-…)
- Bonaf. - Matthieu Bonafous (1793-1852)
- Bonamy - François Bonamy (1710-1786)
- Bonap. - Roland Bonaparte (1858-1924)
- Bonati - Gustave Henri Bonati (1873-1927)
- Bondar - Gregório Gregorievich Bondar (1881-1959)
- Bong. - August Gustav Heinrich von Bongard (1786-1839)
- Bonhomme - Jules Bonhomme (?-?)
- Bonnet - Edmond Bonnet (1848-1922)
- Bonnier - Gaston Bonnier (1853-1922)
- Bonord. - Hermann Friedrich Bonorden (1801-1884)
- Bonpl. - Aimé Bonpland (1773-1858)
- Boom - Boudewijn Karel Boom (1903-1980)
- Boott - Francis Boott (1792-1863)
- Bor - Norman Loftus Bor (1893-1972)
- Borbás - Vincze von Borbás (1844-1905)
- Boreau - Alexandre Boreau (1803-1875)
- Borgesen - Frederik Christian Emil Börgesen (1866-1956)
- Borhidi - Attila L. Borhidi (1932-…)
- Boriss. - Antonina Borissova (1903-1970)
- Borkh. - Moritz Balthasar Borkhausen (1760-1806)
- Börner - Carl Julius Bernhard Börner (1880-1953)
- Bornet - Jean-Baptiste Édouard Bornet (1828-1911)
- Bornm. - Joseph Friedrich Nicolaus Bornmüller (1862-1948)
- Borrel - Amédée Borrel (1867-1936)
- Borrer - William Borrer (1781-1862)
- Bory - Jean-Baptiste Bory de Saint-Vincent (1778-1846)
- Borza - Alexandru Borza (1887-1971)
- Borzi - Antonino Borzi (1852-1921)
- Bosc - Louis-Augustin Bosc d'Antic (1759-1828)
- Bosch - Roelof Benjamin van den Bosch (1810-1862)
- Bosser - Jean Bosser (1922-2013)
- Botsch. - Victor Botchantsev (1910-1990)
- Botschantz. - Zinaïda Botchantseva (1907-1973)
- Bouché - Peter Carl Bouché (1783-1856)
- Bouchet - Dominique Bouchet-Doumenq (1770-1845)
- Boud. - Émile Boudier (1828-1920)
- Boudour. - Charles-François Boudouresque (1941-…)
- Boulay - Jean-Nicolas Boulay (1837-1905)
- Boulenger - George Albert Boulenger (1858-1937)
- Boulos - Loutfy Boulos (1932-2015)
- Bourd. - Thomas Fulton Bourdillon (1849-1930)
- Bourdot - Hubert Bourdot (1861-1937)
- Boureau - Édouard Boureau (1913-?)
- Bourg. - Eugène Bourgeau (1813-1877)
- Bourn. - Marcel Bournérias (?-2010)
- Bouteille - Jean Bouteille (fl. 1946)
- Boutique - Raymond Boutique (1906-1985)
- Bouton - Louis Bouton (1800-1878)
- Bouvet - Georges Bouvet (1850-1929)
- Bové - Nicolas Bové (1802-1842)
- Bowdich - Sarah Bowdich Lee (1791-1856)
- Bower - Frederick Orpen Bower (1855-1948)
- Bowerb. - James Scott Bowerbank (1797-1877)
- Bowie - James Bowie (botaniste) (1789-1869)
- Braarud - Trygve Braarud (1903-1985)
- Brack. - William Dunlop Brackenridge (1810-1893)
- Brade - Alexander Curt Brade (1881-1971)
- Bradley - Richard Bradley (botaniste)[1] (1688-1732)
- Brady - Henry Bowman Brady (1835-1891)
- Bramwell - David Bramwell (1942-…)
- Brandegee - Townshend Stith Brandegee (1843-1925)
- Brandham - Peter Edward Brandham (1937-…)
- Brandt - Johann Friedrich von Brandt (1802-1879)
- Braun-Blanq. - Josias Braun-Blanquet (1884-1980)
- Brause - Guido Georg Wilhelm Brause (1847-1922)
- Bravo - Helia Bravo Hollis (1901-2001)
- Bray - François Gabriel de Bray (1765-1832)
- Bréb. - Louis Alphonse de Brébisson (1798-1872)
- Breda - Jacob Gijsbert Samuel van Breda (1788-1867)
- Breedlove - Dennis E. Breedlove (1939-2012)
- Bref. - Julius Oscar Brefeld (1839-1925)
- Breistr. - Maurice A. F. Breistroffer (1910-1986)
- Bremek. - Cornelis Eliza Bertus Bremekamp (1888-1984)
- Brenan - John Patrick Micklethwait Brenan (1917-1985)
- Bres. - Giacomo Bresadola (1847-1929)
- Breteler - Franciscus Jozef Breteler (1932-…)
- Brid. - Samuel Elisée Bridel-Brideri (1761-1828)
- Brilli-Catt. - Aldo Josef Bernhard Brilli-Cattarini (1924-2006)
- Briot - Pierre Louis Briot (1804-1888)
- Briq. - John Isaac Briquet (1870-1931)
- Brittinger - Christian Casimir Brittinger (1795-1869)
- Britton - Nathaniel Lord Britton (1859-1934)
- Brockm.-Jer. - Heinrich Brockmann-Jerosch (1879-1939)
- Bromhead - Edward Ffrench Bromhead (1789-1855)
- Brongn. - Adolphe Brongniart (1801-1876)
- Bronn - Heinrich Georg Bronn (1800-1862)
- Brooker - Murray Ian Hill Brooker (1934-…)
- Broome - Christopher Edmund Broome (1812-1886)
- Brot. - Felix de Avelar Brotero (1744-1828)
- Broth. - Viktor Ferdinand Brotherus (1849-1929)
- Brouillet - Luc Brouillet (1954-…)
- Brouss. - Pierre Marie Auguste Broussonet (1761-1807)
- Bruce - James Bruce (explorateur) (1730-1794)
- Bruch - Philipp Bruch (1781-1847)
- Brücher - Heinz Brücher (1915-1991)
- Brug. - Jean-Guillaume Bruguière (1750-1798)
- Brummitt - Richard Kenneth Brummitt (1937-2013)
- Brunet - Louis-Ovide Brunet (1826-1876)
- Brunfels - Otto Brunfels[1] (1488-1534)
- Brunner - Karl Brunner von Wattenwyl (1823-1914)
- Brygoo - Édouard-Raoul Brygoo (1920-2016)
- Bryson - Charles Bryson (1950-…)
- Bubani - Pietro Bubani (1806-1888)
- Buc'hoz - Pierre-Joseph Buc'hoz (1731-1807)
- Buch - Leopold von Buch (1774-1853)
- Buch.-Ham. - Francis Buchanan-Hamilton (1762-1829)
- Buchenau - Franz Georg Philipp Buchenau (1831-1906)
- Buchet - Samuel Buchet (1875-1956)
- Bucholtz - Fedor Bucholtz (1872-1924)
- Buckland - William Buckland (1784-1856)
- Buckley - Samuel Botsford Buckley (1809-1884)
- Buetschli - Otto Bütschli (1848-1920)
- Buffon - Georges-Louis Leclerc de Buffon (1707-1788)
- Buhse - Friedrich Alexander Buhse (1821-1898)
- Buining - Albert Frederik Hendrik Buining (1901-1976)
- Buisman - Christine Buisman (1900-1936)
- Bukasov - Sergueï Boukassov (1891-1983)
- Bull. - Pierre Bulliard (v. 1742-1793)
- Bullini - Luciano Bullini (fl. 1992)
- Bullock - Arthur Allman Bullock (1906-1980)
- Bunge - Alexander von Bunge (1803-1890)
- Burbank - Luther Burbank (1849-1926)
- Burch. - William John Burchell (1781-1863)
- Burdet - Hervé Maurice Burdet (1939-…)
- Bureau - Édouard Bureau (1830-1918)
- Burgeff - Hans Edmund Nicola Burgeff (1883-1976)
- Bürger - Heinrich Bürger (1804-1858)
- Burgt - Xander van der Burgt (fl. 2006)
- Burkart - Arturo Eduardo Burkart (1906-1975)
- Burkill - Isaac Henry Burkill (1870-1965)
- Burle-Marx - Roberto Burle Marx (1909-1994)
- Burm. - Johannes Burman (1707-1779)
- Burm.f. - Nicolaas Laurens Burman (1734-1793)
- Burmeist. - Hermann Burmeister (1807-1892)
- Burnett - Gilbert Thomas Burnett (1800-1835)
- Burret - Max Burret (1883-1964)
- Burrill - Thomas Jonathan Burrill (1839-1916)
- Burt - Edward Angus Burt (1859-1939)
- Burt-Utley - Kathleen Burt-Utley (1944-…)
- Burtt - Bernard Dearman Burtt (1902-1938)
- Burtt Davy - Joseph Burtt Davy (1870-1940)
- Bury - Priscilla Susan Bury (1799-1872)
- Buser - Robert Buser (1857-1931)
- Buxb. - Franz Buxbaum (1900-1979)
- Buyss. - Robert du Buysson (1861-1946)
- Byng - James W. Byng (fl. 2014)

## C
- Haut – A
- B
- C
- D
- E
- F
- G
- H
- I
- J
- K
- L
- M
- N
- O
- P
- Q
- R
- S
- T
- U
- V
- W
- X
- Y
- Z

- C.A.Arnold - Chester Arthur Arnold (1901-1977)
- C.A.Br. - Clair Alan Brown (1903-1982)
- C.A.Gardner - Charles Gardner (1896-1970)
- C.A.Mey. - Carl Anton von Meyer (1795-1855)
- C.A.Müll. - Carl Alfred Müller (1855-1907)
- C.A.Sm. - Christo Albertyn Smith (1898-1956)
- C.Abbot - Charles Abbot (botaniste) (1761-1817)
- C.Abel - Clarke Abel (1789-1826)
- C.Acosta - Cristobal Acosta[1] (1515-1594)
- C.Agardh - Carl Adolph Agardh (1785-1859)
- C.Archer - Clare Archer (fl. 1996)
- C.B.Clarke - Charles Baron Clarke (1832-1906)
- C.B.Niel - Cornelis B. Van Niel (1897-1985)
- C.B.Rob. - Charles Budd Robinson (1871-1913)
- C.Bab. - Churchill Babington (1821-1889)
- C.Bauhin - Gaspard Bauhin[1] (1560-1624)
- C.Bicknell - Clarence Bicknell (1842-1918)
- C.C.Berg - Cornelis Christiaan Berg (1934-2012)
- C.C.Gmel. - Carl Christian Gmelin (1762-1837)
- C.Chatel. - Cyrille Chatelain (1963-…)
- C.Chr. - Carl Frederik Albert Christensen (1872-1942)
- C.Commelijn - Caspar Commelijn[1] (1667/8-1731)
- C.Cordem. - Camille Jacob de Cordemoy (1840-1909)
- C.D.Adams - Charles Dennis Adams (1920-2005)
- C.D.Bacon - Christine D. Bacon (fl. 2011)
- C.D.Bouché - Carl David Bouché (1809-1881)
- C.D.Brickell - Christopher David Brickell (1932-…)
- C.D.Chu - Cheng De Chu (1928-…)
- C.D.Specht - Chelsea D. Specht (fl. 2006)
- C.DC. - Casimir Pyrame de Candolle (1836-1918)
- C.E.A.Winslow - Charles-Edward Amory Winslow (1877-1957)
- C.E.Bertrand - Charles Eugène Bertrand (1851-1917)
- C.E.Calderón - Cléofe E. Calderón (1940?-…)
- C.E.Cramer - Carl Eduard Cramer (1831-1901)
- C.E.Hubb. - Charles Edward Hubbard (1900-1980)
- C.E.Jarvis - Charles Edward Jarvis (1954-…)
- C.E.Salmon - Charles Edgar Salmon (es) (1872-1930)
- C.E.Turner - Charles Edward Turner (1945-1997)
- C.F.Baker - Charles Fuller Baker (1872-1927)
- C.F.Gaertn. - Karl Friedrich von Gärtner (1772-1850)
- C.F.Liang - Chou Fen Liang (1921-…)
- C.F.Schmidt - Carl Friedrich Schmidt (1811-1890)
- C.F.Wolff - Caspar Friedrich Wolff (1735-1794)
- C.Fraser - Charles Fraser (1788-1831)
- C.G.F.Hochst. - Ferdinand von Hochstetter (1829-1884)
- C.H.G.Pouchet - Georges Pouchet (1833-1894)
- C.H.Mull. - Cornelius Herman Muller (1909-1997)
- C.H.Stirt. - Charles Howard Stirton (1946-…)
- C.H.Wright - Charles Henry Wright (1864-1941)
- C.Huber - Charles Huber (1818-1907)
- C.I Peng - Ching I Peng (1950-2018)
- C.Jeffrey - Charles Jeffrey (1934-…)
- C.K.Allen - Caroline Kathryn Allen (1904-1975)
- C.K.Schneid. - Camillo Karl Schneider (1876-1951)
- C.K.Spreng. - Christian Konrad Sprengel (1750-1816)
- C.Knight - Charles Knight (botaniste) (1818-1895)
- C.L.Anderson - Charles Lewis Anderson (1827-1919)
- C.L.Hitchc. - Charles Leo Hitchcock (1902-1986)
- C.Lawson - Charles Lawson (1794-1873)
- C.M.Cooke - Charles Montague Cooke Jr (1874-1948)
- C.Merck - Carl Heinrich Merck (1761-1799)
- C.Moore - Charles Moore (1820-1905)
- C.Morren - Charles François Antoine Morren (1807-1858)
- C.N.Page - Christopher Nigel Page (1942-…)
- C.Nelson - Cirilo Nelson (1938-…)
- C.P.Robin - Charles Philippe Robin (1821-1885)
- C.P.Sm. - Charles Piper Smith (1877-1955)
- C.Presl - Karel Bořivoj Presl (1794-1852)
- C.Rchb. - Karl von Reichenbach (1788-1869)
- C.Rivière - Charles Marie Rivière (1845-…)
- C.S.Chao - Chi Son Chao (1936-…)
- C.S.P.Parish - Charles Samuel Pollock Parish (1822-1897)
- C.Schweinf. - Charles Schweinfurth (1890-1970)
- C.Shih - Chu Shih (1934-…)
- C.Siebold - Karl Theodor Ernst von Siebold (1804-1885)
- C.Sm. - Christen Smith (1785-1816)
- C.T.Brues - Charles Thomas Brues (fl. 1911)
- C.T.Gaudin - Charles-Théophile Gaudin (1822-1866)
- C.T.White - Cyril Tenison White (1890-1950)
- C.Troll - Carl Troll (1899-1975)
- C.Tul. - Charles Tulasne (1816-1884)
- C.V.Morton - Conrad Vernon Morton (1905-1972)
- C.W.Andrews - Charles William Andrews (1866-1924)
- C.W.Bacon - Charles W. Bacon (fl. 1996)
- C.W.Thomson - Charles Wyville Thomson (1830-1882)
- C.Walcott - Charles Doolittle Walcott (1850-1927)
- C.Weber - Claude Weber (1922-2011)
- C.Winkl. - Constantin Georg Alexander Winkler (1848-1900)
- C.Wright - Charles Wright (botaniste) (1811-1885)
- C.Y.Wu - Wu Zhengyi (1916-2013)
- C.Z.Zheng - Chao Zong Zheng (1934-…)
- Cabrera - Ángel Lulio Cabrera (1908-1999)
- Caddick - Lizabeth Caddick (fl. 2002)
- Cadet - Thérésien Cadet (1937-1987)
- Caill. - Frédéric Cailliaud (1787-1869)
- Cajander - Aimo Kaarlo Cajander (1879-1943)
- Caldas - Francisco José de Caldas (1741-1816)
- Caley - George Caley (1770-1829)
- Callay - Albert Callay (1822-1896)
- Calvert - Philip Powell Calvert (1871-1961)
- Cambess. - Jacques Cambessèdes (1799-1863)
- Cameron - Alexander Kenneth Cameron (1908-?)
- Camper - Petrus Camper (1722-1789)
- Cannart - Frédéric Cannart d'Hamale (1804-1888)
- Cantó - Paloma Cantó (botaniste) (1956-)
- Cantor - Theodore Edward Cantor (1809-1854)
- Capot - J. Capot (fl. 1975)
- Capuron - René Paul Raymond Capuron (1921-1971)
- Cárdenas - Martin Cárdenas (1899-1973)
- Cardew - Ruth Mary Tristram (1886-1950)
- Cardona - Maria Àngels Cardona i Florit (1940-1991)
- Cardot - Jules Cardot (1860-1934)
- Carmich. - Dugald Carmichael (1772-1827)
- Carrière - Élie-Abel Carrière (1818-1896)
- Carruth. - William Carruthers (1830-1922)
- Caruel - Théodore Caruel (1830-1898)
- Carus - Carl Gustav Carus (1789-1869)
- Carver - George Washington Carver (1864-1943)
- Casar. - Giovanni Casaretto (1812-1879)
- Casas - Creu Casas (1913-2007)
- Casp. - Robert Caspary (1818-1887)
- Casper - Siegfried Jost Casper (1929-…)
- Cass. - Alexandre Henri Gabriel de Cassini (1781-1832)
- Cassin - John Cassin (?-?)
- Castagne - Jean Louis Martin Castagne (1785-1858)
- Castelnau - Francis de Laporte de Castelnau (1810-1880)
- Castrov. - Santiago Castroviejo Bolibar (1946-2009)
- Catesby - Mark Catesby[1] (1683-1749)
- Catling - Paul Miles Catling (1947-…)
- Caullery - Maurice Caullery (1868-1958)
- Cav. - Antonio José Cavanilles (1745-1804)
- Caval.-Sm. - Thomas Cavalier-Smith (1942-2021)
- Cavara - Fridiano Cavara (1857-1929)
- Cejp - Karel Cejp (1900-1979)
- Cels - Jacques Philippe Martin Cels (1740-1806)
- Celsius - Olof Celsius (1670-1756)
- Cerv. - Vicente Cervantes (1755-1829)
- Ces. - Vincenzo de Cesati (1806-1883)
- Cesalpino - Andrea Cesalpino[1] (1519-1603)
- Cestoni - Giacinto Cestoni[1] (1637-1718)
- Chabaud - Justin-Benjamin Chabaud (1833-1915)
- Chabrey - Dominique Chabrey[1] (1610-1669)
- Chadef. - Marius Chadefaud (1900-1984)
- Chagas - Carlos Chagas (1879-1934)
- Chaix - Dominique Chaix (1730-1799)
- Chalon - Jean Chalon (botaniste) (1846-1921)
- Cham. - Adelbert von Chamisso (1781-1838)
- Chamb. - Charles Joseph Chamberlain (1863-1943)
- Champ. - John George Champion (1815-1854)
- Champl. - Dominique Champluvier (1953-…)
- Chapm. - Alvan Wentworth Chapman (1809-1899)
- Chase - Mary Agnes Meara Chase (1869-1963)
- Chass. - Maurice Chassagne (1880-1960)
- Châtel. - Jean Jacques Châtelain (1736-1822)
- Chater - Arthur Oliver Chater (1933-…)
- Chatin - Gaspard Adolphe Chatin (1813-1901)
- Chatton - Édouard Chatton (1883-1947)
- Chaub. - Louis Athanase Chaubard (1785-1854)
- Chaumeton - François-Pierre Chaumeton (1775-1819)
- Chaz. - Laurent de Chazelles (1724-1808)
- Cházaro - Miguel de Jesús Cházaro Basáñez (fl. 1995)
- Cheek - Martin Cheek (1960-…)
- Cheel - Edwin Cheel (1872-1951)
- Cheeseman - Thomas Frederic Cheeseman (1846-1923)
- Cheesman - Ernest Entwistle Cheesman (1898-1983)
- Cherler - Johann Heinrich Cherler[1] (1570-1610)
- Cherm. - Henri Chermezon (1885-1939)
- Chevall. - François Fulgis Chevallier (1796-1840)
- Chevassut - Georges Chevassut (1923-2003)
- Chew - Wee-Lek Chew (1932-…)
- Ching - Ren Chang Ching (1898-1986)
- Chiov. - Emilio Chiovenda (1871-1941)
- Chippend. - George McCartney Chippendale (1921-2010)
- Chisumpa - Sylvester Mudenda Chisumpa (1948-…)
- Chodat - Robert Chodat (1865-1934)
- Choisy - Jacques Denys Choisy (1799-1859)
- Chouard - Pierre Chouard (1903-1983)
- Christ - Konrad Hermann Heinrich Christ (1833-1933)
- Christenh. - Maarten Joost Maria Christenhusz (1976-…)
- Christenson - Eric Christenson (1956-2011)
- Christian - Hugh Basil Christian (1871-1950)
- Christm. - Gottlieb Friedrich Christmann (1752-1836)
- Christoph. - Erling Christophersen (1898-1994)
- Chrshan. - Vladimir Khrjanovski (1912-1985)
- Chrtek - Jindřich Chrtek (1930-2008)
- Chud. - René Chudeau (1864-1921)
- Chun - Woon Young Chun (1890-1971)
- Cif. - Raffaele Ciferri (1897-1964)
- Cinq-Mars - Lionel Cinq-Mars (1919-1973)
- Cirillo - Domenico Maria Leone Cirillo (1739-1799)
- Cl.Roux - Claude Roux (botaniste) (1945-…)
- Clairv. - Joseph Philippe de Clairville (1742-1830)
- Clapperton - Hugh Clapperton (1788-1827)
- Clarion - Jacques Clarion (1776-1844)
- Clayton - William Derek Clayton (1926-2023)
- Cleland - John Burton Cleland (1878-1971)
- Clem. - Frederic Edward Clements (1874-1945)
- Clemente - Simón de Rojas Clemente y Rubio (1777-1827)
- Cleve - Per Teodor Cleve (1840-1905)
- Clifford - Harold Trevor Clifford (1927-…)
- Clifton - George Clifton (1823-1913)
- Clinton - George William Clinton (1807-1885)
- Clokey - Ira Waddell Clokey (1878-1950)
- Cloquet - Hippolyte Cloquet (fl. 1822)
- Clos - Dominique Clos (1821-1908)
- Clus. - Charles de L'Écluse[1] (1525-1609)
- Cobb - Nathan Augustus Cobb (1859-1932)
- Cockayne - Leonard Cockayne (1855-1934)
- Cockerell - Theodore Dru Alison Cockerell (1866-1948)
- Codd - Leslie Edward Wastell Codd (1908-1999)
- Coem. - Henri Eugene Lucien Gaetan Coemans (1825-1871)
- Cogn. - Célestin Alfred Cogniaux (1841-1916)
- Cohn - Ferdinand Julius Cohn (1828-1898)
- Coincy - Auguste-Henri de Coincy (1837-1903)
- Coker - William Chambers Coker (1872-1953)
- Colden - Jane Colden (1724-1766)
- Colebr. - Henry Thomas Colebrooke (1765-1837)
- Colenso - William Colenso (1811-1899)
- Colla - Luigi Aloysius Colla (1766-1848)
- Collen. - Iris Sheila Collenette (1927-2017)
- Collett - Henry Collett (1836-1901)
- Collie - Alexander Collie (1793-1835)
- Collins - Frank Shipley Collins (1848-1920)
- Collinson - Peter Collinson (botaniste) (1694-1768)
- Colomb - Georges Colomb (auteur) (1856-1945)
- Coltm.-Rog. - Charles Coltman-Rogers (1854-1929)
- Comes - Orazio Comes (1848-1923)
- Comm. - Philibert Commerson (1727-1773)
- Compère - Pierre Compère (1934-2016)
- Conard - Henry Shoemaker Conard (1874-1971)
- Cond. - Charles Marie de La Condamine (1701-1774)
- Conn - Herbert William Conn (1859-1917)
- Conran - John Godfrey Conran (1960-…)
- Console - Michelangelo Console (1812-1897)
- Constance - Lincoln Constance (1909-2001)
- Contandr. - Juliette Contandriopoulos (1922-2011)
- Contejean - Charles Louis Contejean (1824-1907)
- Cook - James Cook (1728-1779)
- Cooke - Mordecai Cubitt Cooke (1825-1914)
- Copel. - Edwin Bingham Copeland (1873-1964)
- Coquerel - Charles Coquerel (1822-1867)
- Corb. - Louis Corbière (1850-1941)
- Corda - August Carl Joseph Corda (1809-1849)
- Cordem. - Eugène Jacob de Cordemoy (1835-1911)
- Cordier - François Simon Cordier (1797-1874)
- Corill. - Robert Corillion (1908-1997)
- Corliss - John Ozro Corliss (1922-2014)
- Corner - Edred John Henry Corner (1906-1996)
- Cornu - Maxime Cornu (1843-1901)
- Cornut - Jacques Philippe Cornut[1] (1606-1651)
- Correa - José Francisco Corrêa da Serra (1751-1823)
- Correll - Donovan Stewart Correll (1908-1983)
- Correns - Carl Correns (1864-1933)
- Correvon - Henry Correvon (1854-1939)
- Cosandey - Florian Cosandey (1897-1982)
- Coss. - Ernest Cosson (1819-1889)
- Costantin - Julien Noël Costantin (1857-1936)
- Couch - John Nathaniel Couch (1896-1986)
- Coult. - Thomas Coulter (1793-1843)
- Courtec. - Régis Courtecuisse (1956-…)
- Couvreur - Thomas Louis Peter Couvreur (1979-…)
- Coville - Frederick Vernon Coville (1867-1937)
- Coyle - C. Coyle (fl. 2009)
- Craib - William Grant Craib (1882-1933)
- Crantz - Heinrich Johann Nepomuk von Crantz (1722-1799)
- Cremers - Georges Cremers (1936-…)
- Crép. - François Crépin (1830-1903)
- Crins - William Crins (1955-…)
- Crisp - Michael Douglas Crisp (1950-…)
- Croizat - Léon Camille Marius Croizat (1894-1982)
- Cron - Glynis V. Cron (1962-…)
- Cronquist - Arthur Cronquist (1919-1992)
- Cuatrec. - José Cuatrecasas (1903-1996)
- Cuénod - Auguste Cuénod (1868-1954)
- Cufod. - Georg Cufodontis (1896-1974)
- Cullen - James Cullen (botaniste) (1936-…)
- Cuming - Hugh Cuming (1791-1865)
- Cumm. - Clara Eaton Cummings (1855-1906)
- Curran - Mary Katharine Brandegee (1844-1920)
- Curtis - William Curtis (1746-1799)
- Custer - Jakob Laurenz Custer (1755-1828)
- Custis - Peter Custis (1781-1842)
- Cuvier - Georges Cuvier (1769-1832)
- Czeczott - Hanna Czeczott (1888-1982)
- Czern. - Vassilii Matveievitch Czernajew (1796-1871)

## D
- Haut – A
- B
- C
- D
- E
- F
- G
- H
- I
- J
- K
- L
- M
- N
- O
- P
- Q
- R
- S
- T
- U
- V
- W
- X
- Y
- Z

- D'Archiac - Adolphe d'Archiac (1802-1868)
- D'Arcy - William Gerald D'Arcy (1931-1999)
- d'Hérelle - Félix d'Hérelle (fl. 1909)
- d'Urv. - Jules Dumont d'Urville (1790-1842)
- D.A.Good - David A. Good (fl. 1984)
- D.A.Reid - Derek Agutter Reid (1927-2006)
- D.A.Webb - David Allardyce Webb (1912-1994)
- D.Brândză - Dimitrie Brândză (1846-1895)
- D.Bruce - David Bruce (biologiste) (1855-1931)
- D.C.Eaton - Daniel Cady Eaton (1834-1895)
- D.C.McClint. - David Charles McClintock (1913-2001)
- D.C.Thomas - Daniel C. Thomas (fl. 2008)
- D.Dietr. - David Nathaniel Friedrich Dietrich (1799-1888)
- D.Don - David Don (1799-1841)
- D.Edwards - Dianne Edwards (1942-…)
- D.F.Austin - Daniel Frank Austin (1943-2015)
- D.F.Cutler - David Frederick Cutler (1939-…)
- D.Fairchild - David Fairchild (1869-1954)
- D.G.Mann - David G. Mann (1953-…)
- D.H.Scott - Dukinfield Henry Scott (1854-1934)
- D.J.Carr - Dennis John Carr (1915-…)
- D.J.Hibberd - David John Hibberd (1943-…)
- D.J.Patt. - David J. Patterson (?-…)
- D.K.Bailey - Dana K. Bailey (1916-…)
- D.K.Harder - Daniel Kenneth Harder (1960-…)
- D.K.Tian - Dai Ke Tian (fl. 2000)
- D.L.Denham - Dale Lee Denham (1922-1997)
- D.L.Jones - David L. Jones (botaniste) (1944-…)
- D.L.McKibbin - Dale L. McKibbin (?-?)
- D.Legrand - Carlos María Diego Enrique Legrand (es) (1901–1986)
- D.Löve - Doris Benta Maria Löve (1918-2000)
- D.M.Gates - David Murray Gates (1921-2016)
- D.M.Hend. - Douglas Mackay Henderson (1927-2007)
- D.M.Spooner - David M. Spooner (1949-…)
- D.M.Verma - D. M. Verma (1937-…)
- D.Müll.-Doblies - Dietrich Müller-Doblies (1938-…)
- D.P.Hannon - Dylan P. Hannon (1964-…)
- D.P.Petit - Daniel Pierre Petit (fl. 1987)
- D.Popenoe - Dorothy Popenoe (1899-1932)
- D.R.Hunt - David Richard Hunt (1938-…)
- D.Royen - David van Royen (1727-1799)
- D.S.Hardy - David Spencer Hardy (1931-1998)
- D.S.Johnson - Duncan Starr Johnson (1867-1937)
- D.S.Jord. - David Starr Jordan (1851-1931)
- D.S.Mitch. - David Searle Mitchell (1935-…)
- D.Tyteca - Daniel Tyteca (1950-…)
- D.Watling - Dick Watling (fl. 2004)
- D.Zohary - Daniel Zohary (1926-2016)
- Daday - Eugen von Daday (?-?)
- Dahl - Anders Dahl (1751-1789)
- Dahlst. - Hugo Dahlstedt (1856-1934)
- Daléchamps - Jacques Daléchamps[1] (1513-1588)
- Dalla Torre - Karl Wilhelm von Dalla Torre (1850-1928)
- Dallim. - William Dallimore (1871-1959)
- Dalpé - Yolande Dalpé (1948-…)
- Dalr. - Alexander Dalrymple (1737-1808)
- Dalzell - Nicol Alexander Dalzell (1817-1878)
- Dalziel - John McEwan Dalziel (1872-1948)
- Damboldt - Jürgen Damboldt (1937-1978)
- Dampier - William Dampier[1] (1652-1715)
- Dana - James Dwight Dana (1813-1895)
- Dandy - James Edgar Dandy (1903-1976)
- Danguy - Paul Auguste Danguy (1862-1942)
- Daniell - William Freeman Daniell (1818-1865)
- Darluc - Michel Darluc (1707-1783)
- Darracq - Ulysse Darracq (1798-1872)
- Darwin - Charles Darwin (1809-1882)
- Davall - Edmund Davall (1763-1798)
- David - Armand David (1826-1900)
- Davies - Hugh Davies (botaniste) (1739-1821)
- Dawe - Morley Thomas Dawe (1880-1943)
- Dawson - John William Dawson (1820-1899)
- Dayton - William Adams Dayton (1885-1958)
- DC. - Augustin Pyrame de Candolle (1778-1841)
- de Bary - Anton de Bary (1831-1888)
- De la Soie - Gaspard Abdon De la Soie (1818-1877)
- de Lannoy - de Lannoy (botaniste) (fl. 1863)
- de Laub. - David John de Laubenfels (1925-2016)
- De Man - Johannes Govertus de Man (1850-1930)
- De Moor - Victor Pierre Ghislain De Moor (1827-1895)
- de Noé - Vicomte de Noé (fl. 1854-1871)
- De Not. - Giuseppe De Notaris (1805-1877)
- De Puydt - Paul-Émile De Puydt (1810-1891)
- De Seynes - Jules de Seynes (1833-1912)
- De Toni - Giovanni Battista De Toni (1864-1924)
- De Vis - Charles Walter De Vis (1829-1915)
- de Vries - Hugo de Vries (1848-1935)
- de Vriese - Willem Hendrik de Vriese (1806-1862)
- De Wild. - Émile De Wildeman (1866-1947)
- de Wit - Hendrik Cornelis Dirk de Wit (1909-1999)
- Debeaux - Odon Debeaux (1826-1910)
- Decary - Raymond Decary (1891-1973)
- Decne. - Joseph Decaisne (1807-1882)
- Decorse - Gaston-Jules Decorse (1873-1907)
- DeFilipps - Robert Anthony DeFilipps (es) (1939–2004)
- Deflers - Albert Deflers (1841-1921)
- Degen - Árpád von Degen (1866-1934)
- Dehnh. - Friedrich Dehnhardt (1787-1870)
- Delacr. - Édouard Georges Delacroix (1858-1907)
- Delarbre - Antoine Delarbre (1724-1813)
- Delastre - Charles Jean Louis Delastre (1792-1859)
- Delavay - Jean-Marie Delavay (1834-1895)
- Delchev. - Gustave Delchevalerie (fl. 1867)
- Deless. - Benjamin Delessert (1773-1847)
- Deleuze - Joseph Philippe François Deleuze (1753-1835)
- Delf - Marion Delf-Smith (1883-1980)
- Delile - Alire Raffeneau-Delile (1778-1850)
- Delle Chiaje - Stefano Delle Chiaje (1794-1860)
- Delpino - Federico Delpino (1833-1905)
- Demaret - Fernand Demaret (1911-2008)
- Denham - Dixon Denham (1786-1828)
- Dennis - Richard William George Dennis (1910-2003)
- Dennst. - August Wilhelm Dennstaedt (1776-1826)
- Deplanche - Émile Deplanche (1824-1875)
- Deppe - Ferdinand Deppe (1794-1861)
- Derbès - Auguste Alphonse Derbès (1818-1894)
- Des Moul. - Charles des Moulins (1798-1875)
- Desc. - Bernard Descoings (1931-2018)
- Deschamps - Louis Auguste Deschamps de Pas (1765-1842)
- Descole - Horacio Raul Descole (1910-1984)
- Déségl. - Pierre Alfred Déséglise (1823-1883)
- Desf. - René Desfontaines (1750-1833)
- Desjardin - Dennis Desjardin (1950-…)
- Desm. - Jean Baptiste Henri Joseph Desmazières (1786-1862)
- Desp. - Jean-Baptiste-René Pouppé Desportes (1704-1748)
- Despr. - Louis Despréaux Saint-Sauveur (1794-1843)
- Desr. - Joseph-Auguste Desrousseaux (1753-1838)
- Dessur. - Michel Dessureault (fl. 1988)
- Desv. - Nicaise Augustin Desvaux (1784-1856)
- Deuter - M. Deuter (fl. 1993)
- Devesa - Juan Antonio Devesa Alcaraz (1955-…)
- Dewèvre - Alfred Dewèvre (1866-1897)
- Dewey - Chester Dewey (1784-1867)
- Deyrolle - Émile Deyrolle (1838-1917)
- Di Negro - Giovanni Carlo Di Negro (1769-1857)
- Dicks. - James Dickson (botaniste) (1738-1822)
- Didr. - Didrik Ferdinand Didrichsen (1814-1887)
- Dieck - Georg Dieck (1847-1925)
- Diels - Ludwig Diels (1874-1945)
- Diesing - Karl Moritz Diesing (1800-1867)
- Dijk - D. Eduard Van Dijk (?-?)
- Dill. - Johann Jacob Dillenius[1] (1684-1747)
- Dillon - Lawrence Samuel Dillon (1910-1999)
- Dillwyn - Lewis Weston Dillwyn (1778-1855)
- Ding Hou - Ding Hou (1921-2008)
- Dinkl. - Max Julius Dinklage (1864-1935)
- Dinter - Moritz Kurt Dinter (1868-1945)
- Dioli - Maurizio Dioli (fl. 2000)
- Dod - Donald Dungan Dod (1912-2008)
- Dode - Louis-Albert Dode (1875-1945)
- Dodoens - Rembert Dodoens[1] (1518-1585)
- Dodson - Calaway Dodson (1928-…)
- Doebley - John F. Doebley (fl. 1980)
- Doflein - Franz Doflein (1873-1925)
- Döll - Johann Christoph Döll (1808-1885)
- Dollfus - Gustave-Frédéric Dollfus (1850-1931)
- Dombey - Joseph Dombey (1742-1796)
- Dombrain - Henry Dombrain (1818-1905)
- Domin - Karel Domin (1882-1953)
- Domke - Friedrich Walter Domke (1899-1988)
- Don - George Don (1764-1814)
- Donati - Vitaliano Donati (1713-1762)
- Donk - Marinus Anton Donk (1908-1972)
- Donn - James Donn (1758-1813)
- Donn.Sm. - John Donnell Smith (1829-1928)
- Dörfl. - Ignaz Dörfler (1866-1950)
- Dougherty - Ellsworth Charles Dougherty (1921-1965)
- Douglas - David Douglas (1798-1834)
- Douglass M.Hend. - Douglass M. Henderson (1938-1996)
- Douin - Charles Isidore Douin (1858-1944)
- Douvillé - Henri Douvillé (1846-1937)
- Dowe - John Leslie Dowe (1962-…)
- Doweld - Alexander Borissovitch Doweld (1973-…)
- Downie - Dorothy Downie (1894-1960)
- Downs - Robert Jack Downs (1923-…)
- Dows.-Lem. - Françoise Dowsett-Lemaire (fl. 1996)
- Drake - Emmanuel Drake del Castillo (1855-1904)
- Drap. - Jacques Draparnaud (1772-1804)
- Drapiez - Auguste Drapiez (1778-1856)
- Drechsler - Charles Frank Drechsler (1892-1986)
- Drège - Jean François Drège (1794-1881)
- Drejer - Solomon Thomas Nicolai Drejer (1813-1842)
- Dressler - Robert Louis Dressler (1927-…)
- Drew - Elmer Reginald Drew (1865-1930)
- Druce - George Claridge Druce (1850-1932)
- Drude - Oscar Drude (1852-1933)
- Druten - Denise van Druten (1930-…)
- Dryand. - Jonas Carlsson Dryander (1748-1810)
- Du Rietz - Gustaf Einar Du Rietz (1895-1967)
- Du Roi - Johann Philipp Du Roi (1741-1785)
- Dubard - Marcel Marie Maurice Dubard (1873-1914)
- Duboscq - Octave Duboscq (1868-1943)
- Dubuisson - Jean-Yves Dubuisson (1968-…)
- Duby - Jean Étienne Duby (1798-1885)
- Duch. - Pierre Étienne Simon Duchartre (1811-1894)
- Duchass. - Édouard Placide Duchassaing de Fontbressin (1818-1873)
- Duchesne - Antoine Nicolas Duchesne (1747-1827)
- Ducke - Walter Adolpho Ducke (1876-1959)
- Ducommun - Jules-César Ducommun (1829-1892)
- Dufour - Jean-Marie Léon Dufour (1780-1865)
- Dugand - Armando Dugand (1906-1971)
- Dugès - Alfredo Dugès (1826-1910)
- Duhamel - Henri Louis Duhamel du Monceau (1700-1782)
- Duhem - Bernard Duhem (fl. 1989)
- Dujard. - Félix Dujardin (1801-1860)
- Dulac - Joseph Dulac (botaniste) (1827-1897)
- Dum.Cours. - Georges Louis Marie Dumont de Courset (1746-1824)
- Dümmer - Richard Arnold Dümmer (1887-1922)
- Dumort. - Barthélemy Dumortier (1797-1878)
- Dun - William Sutherland Dun (fl. 1890-1930)
- Dunal - Michel Félix Dunal (1789-1856)
- Dunn - Stephen Troyte Dunn (1868-1938)
- Duperrey - Louis Isidore Duperrey (1786-1865)
- Dupont - J. B. Dupont (fl. 1825)
- Dupuy - Dominique Dupuy (naturaliste) (1812-1885)
- Durand - Élie Magloire Durand (1794-1873)
- Durande - Jean-François Durande (1732-1794)
- Durazz. - Antonio Durazzini (fl. 1772)
- Durazzo - Ippolito Maurizio Maria Durazzo (1750-1818)
- Durieu - Michel Charles Durieu de Maisonneuve (1796-1878)
- Dusén - Per Karl Hjalmar Dusén (1855-1926)
- Duss - Antoine Duss (1840-1924)
- Dutr. - Henri Dutrochet (1776-1847)
- Duval - Henri Auguste Duval (1777-1814)
- Duval-Jouve - Joseph Duval-Jouve (1810-1883)
- Dwyer - John Duncan Dwyer (1915-2005)
- Dy Phon - Pauline Dy Phon (1933-2010)
- Dyb. - Benedykt Dybowski (1833-1930)
- Dyer - William Turner Thiselton-Dyer (1843-1928)

## E
- Haut – A
- B
- C
- D
- E
- F
- G
- H
- I
- J
- K
- L
- M
- N
- O
- P
- Q
- R
- S
- T
- U
- V
- W
- X
- Y
- Z

- E. Olivier - Ernest Olivier (1844-1914)
- E.'t Hart - E. 't Hart (fl. 1980)
- E.-J.Gilbert - Édouard-Jean Gilbert (1888-1954)
- E.A.Busch - Elizaveta Aleksandrovna Busch (1886-1960)
- E.A.Dick - Esther Amelia Dick (1909-1985)
- E.A.McGregor - Ernest Alexander McGregor (1880-?)
- E.A.Sm. - Eugene Allen Smith (1841-1927)
- E.Arber - Edward Alexander Newell Arber (1870-1918)
- E.B.Alexeev - Evgueni Alexeïev (1946-1987)
- E.B.Andrews - Ebenezer Baldwin Andrews (1821-1880)
- E.B.Knox - Eric B. Knox (fl. 1993)
- E.Britton - Elizabeth Britton (1858-1934)
- E.C.Hansen - Emil Christian Hansen (1842-1909)
- E.Cordus - Euricius Cordus[1] (1486-1535)
- E.D.Clarke - Edward Daniel Clarke (1769-1822)
- E.D.M.Kirchn. - Ernst Daniel Martin Kirchner (fl. 1831)
- É.Desv. - Émile Desvaux (1830-1854)
- E.F.A.Raoul - Édouard François Armand Raoul (1845-1898)
- E.F.Sm. - Erwin Frink Smith (1854-1927)
- E.Fisch. - Eduard Fischer (1861-1939)
- E.Forst. - Edward Forster (1765-1849)
- E.Fourn. - Eugène Pierre Nicolas Fournier (1834-1884)
- E.G.Andrews - E. G. Andrews (fl. 1993)
- E.G.Camus - Edmond-Gustave Camus (1852-1915)
- E.G.H.Oliv. - Edward George Hudson Oliver (1938-…)
- E.García - Evaristo Garcia (fl. 1896)
- E.Gepp - Ethel Sarel Barton Gepp (1864-1922)
- E.H.L.Krause - Ernst Hans Ludwig Krause (1859-1942)
- E.H.Wilson - Ernest Henry Wilson (1876-1930)
- E.Hern. - Efraín Hernández (fl. 1995)
- E.Hitchc. - Edward Hitchcock (1793-1864)
- E.Holmb. - Eduardo Ladislao Holmberg (1852-1937)
- E.Horak - Egon Horak (1937-…)
- E.Hossain - Enayet Hossain (1945-…)
- E.Huet - Édouard Huet du Pavillon (1819-1908)
- E.J.Hill - Ellsworth Jerome Hill (1833-1917)
- E.J.Lott - Emily Jane Lott (1947-…)
- E.J.Schmidt - Ernst Johannes Schmidt (1877-1933)
- E.James - Edwin James (botaniste) (1797-1861)
- E.L.Braun - Emma Lucy Braun (1889-1971)
- E.L.Jacques - Eliane de Lima Jacques (fl. 2004)
- E.L.Krause - Ernst Ludwig Krause (1839-1903)
- E.M.A.Petit - Ernest Petit (botaniste) (1927-2007)
- E.Martens - Eduard Carl von Martens (1831-1904)
- E.Mazel - Eugène Mazel (floruit 1981) (fl. 1981)
- E.Mey. - Ernst Heinrich Friedrich Meyer (1791-1858)
- E.Michener - Ezra Michener (1794-1887)
- E.Morren - Charles Jacques Édouard Morren (1833-1886)
- E.Müll. - Emil Müller (1920-2008)
- E.Nelson - Erich Nelson (1897-1980)
- E.O.Schmidt - Eduard Oscar Schmidt (1823-1886)
- E.O.Ulrich - Edward Oscar Ulrich (1857-1944)
- E.P.Bicknell - Eugene Pintard Bicknell (1859-1925)
- E.P.Perrier - Eugène Pierre Perrier de La Bâthie (es) (1825-1916)
- E.Perrier - Edmond Perrier (1844-1921)
- E.Pritz. - Ernst Georg Pritzel (1875-1946)
- E.S.Anderson - Edgar Shannon Anderson (1897-1969)
- E.S.Rand - Edward Sprague Rand Jr (1834-1897)
- E.Salisb. - Edward James Salisbury (1886-1978)
- E.Sheld. - Edmund Perry Sheldon (es) (1869-1913)
- E.Small - Ernest Small (1940-…)
- E.Strand - Embrik Strand (1876-1947)
- E.T.Newton - Edwin Tully Newton (1840-1930)
- E.Thomas - Famille Thomas (1788-1859)
- E.Vilm. - Élisa de Vilmorin (1826-1868)
- E.W.Berry - Edward Wilber Berry (1875-1945)
- E.W.Nelson - Edward William Nelson (1855-1934)
- E.W.Sm. - Elmer William Smith (1920-1981)
- E.Walther - Eric Walther (botaniste) (d) (1892-1959)
- E.Willm. - Ellen Willmott (1858-1934)
- E.Wulff - Evgueni Wulff (1885-1941)
- E.Y.Dawson - Elmer Yale Dawson (1918-1966)
- Earle - Franklin Sumner Earle (1856-1929)
- Eastw. - Alice Eastwood (1859-1953)
- Eaton - Amos Eaton (1776-1842)
- Ebihara - Atsushi Ebihara (fl. 2003)
- Eckfeldt - John Wiegand Eckfeldt (1851-1933)
- Eckl. - Christian Friedrich Ecklon (1795-1868)
- Edgew. - Michael Pakenham Edgeworth (1812-1881)
- Edmondston - Thomas Edmondston (1825-1846)
- Edwards - Sydenham Teast Edwards (1769-1819)
- Ehrenb. - Christian Gottfried Ehrenberg (1795-1876)
- Ehrend. - Friedrich Ehrendorfer (1927-…)
- Ehret - Georg Dionysius Ehret (1708-1770)
- Ehrh. - Jakob Friedrich Ehrhart (1742-1795)
- Eichler - August Wilhelm Eichler (1839-1887)
- Eichw. - Karl Eduard von Eichwald (1794-1876)
- Eig - Alexander Eig (1894-1938)
- Eikrem - Wenche Eikrem (fl. 1990)
- Ekman - Erik Leonard Ekman (1883-1931)
- El Azzouni - Marwan El Azzouni (fl. 2010)
- Ellert - Anthon Ellert (1948-…)
- Elliot - Walter Elliot (1803-1887)
- Elliott - Stephen Elliott (botaniste) (1771-1830)
- Ellis - Job Bicknell Ellis (1829-1905)
- Elmer - Adolph Daniel Edward Elmer (1870-1942)
- Elwes - Henry John Elwes (1846-1922)
- Em.Schmid - Emil Schmid (de) (1891-1982)
- Emb. - Louis Emberger (1897-1969)
- Emmons - Ebenezer Emmons (1799-1863)
- Emory - William Hemsley Emory (1811-1887)
- Enderlein - Günther Enderlein (?-?)
- Endl. - Stephan Ladislaus Endlicher (1804-1849)
- Engel - Franz Engel (1834-1920)
- Engelm. - George Engelmann (1809-1884)
- Engl. - Adolf Engler (1844-1930)
- Epling - Carl Clawson Epling (1894-1968)
- Er.Lindem. - Erich Lindemann (botaniste) (1888-1945)
- Eschsch. - Johann Friedrich von Eschscholtz (1793-1831)
- Esper - Eugen Johann Christoph Esper (1742-1810)
- Esser - Hans-Joachim Esser (1960-…)
- Estadès - Alain Estadès (fl. 1988)
- Esterh. - Elsie Elizabeth Esterhuysen (1912-2006)
- Ettingsh. - Constantin von Ettingshausen (1826-1897)
- Eudes-Desl. - Jacques-Amand Eudes-Deslongchamps (1794-1867)
- Euphrasén - Bengt Euphrasén (1756-1796)
- Eversm. - Eduard Friedrich von Eversmann (1794-1860)
- Evert - Erwin F. Evert (1940-…)
- Ewan - Joseph Andorfer Ewan (1909-1999)
- Ewango - Corneille Ewango (fl. 2001)
- Ewart - Alfred James Ewart (1872-1937)
- Exell - Arthur Wallis Exell (1901-1993)
- Eyssart. - Guillaume Eyssartier (1971-…)

## F
- Haut – A
- B
- C
- D
- E
- F
- G
- H
- I
- J
- K
- L
- M
- N
- O
- P
- Q
- R
- S
- T
- U
- V
- W
- X
- Y
- Z

- F.A.Barkley - Fred Alexander Barkley (1908-1989)
- F.A.Bauer - Franz Andreas Bauer (1758-1840)
- F.A.C.Weber - Frédéric Albert Constantin Weber (1830-1903)
- F.A.Wolf - Frederick Adolph Wolf (1885-1975)
- F.Allam. - Frédéric-Louis Allamand (1735-1803)
- F.Aresch. - Fredrik Wilhelm Christian Areschoug (1830-1908)
- F.B.White - Francis Buchanan White (1842-1894)
- F.Bolle - Friedrich Franz Bolle (1905-1999)
- F.Buyss. - François du Buysson (1825-1906)
- F.Cuvier - Frédéric Cuvier (1773-1838)
- F.D.Lamb. - Fred Dayton Lambert (1871-1931)
- F.Dietr. - Friedrich Gottlieb Dietrich (1768-1850)
- F.E.Drouet - Francis Elliott Drouet (1907-1982)
- F.E.Fritsch - Felix Eugen Fritsch (1879-1954)
- F.Gérard - F. Gérard (abbé et botaniste) (fl. 1885)
- F.H.Wigg. - Fridrich Hinrich Wiggers (1746-1811)
- F.Hallé - Francis Hallé (1938-…)
- F.Harper - Francis Harper (1886-1972)
- F.Hern. - Francisco Hernández[1] (1514-1587)
- F.J.Herm. - Frederick Joseph Hermann (1906-1987)
- F.J.Müll. - Fritz Müller (biologiste) (1822-1897)
- F.L.Bauer - Ferdinand Bauer (1760-1826)
- F.Lestib. - François-Joseph Lestiboudois (?-1815)
- F.M.Bailey - Frederick Manson Bailey (1827-1915)
- F.M.Knuth - Frederik Marcus Knuth (botaniste) (en) (1904-1970)
- F.M.Leight. - Frances Margaret Leighton (1909-2006)
- F.Magne - Francis Magne (1924-2014)
- F.Mangenot - François Mangenot (fl. 1953)
- F.Michx. - François André Michaux (1770-1855)
- F.Muell. - Ferdinand von Mueller (1825-1896)
- F.N.Blanch. - Frank Nelson Blanchard (1888-1937)
- F.N.Meyer - Frank Nicholas Meyer (1875-1918)
- F.Pedrotti - Franco Pedrotti (1938-…)
- F.Picard - François Picard (zoologiste) (1879-1939)
- F.Rchb. - F. Reichenbach (fl. 1896)
- F.Ritter - Friedrich Ritter (1898-1989)
- F.Rudolphi - Friedrich Karl Ludwig Rudolphi (1801-1849)
- F.Schmidt - Friedrich Schmidt (1832-1908)
- F.Schmitz - Carl Johann Friedrich Schmitz (es) (1850-1895)
- F.Schütt - Franz Schütt (de) (1859-1921)
- F.Silvestri - Filippo Silvestri (1873-1949)
- F.Stein - Samuel Friedrich Nathaniel Stein (1818-1885)
- F.T.Wang - Fa Tsuan Wang (1899-1985)
- F.Voigt - Friedrich Siegmund Voigt (1781-1850)
- F.W.Schmidt - Franz Wilibald Schmidt (1764-1796)
- F.W.Schultz - Friedrich Wilhelm Schultz (1804-1876)
- F.W.Stauffer - Fred Walter Stauffer (1969-…)
- F.Weber - Friedrich Weber (1781-1823)
- F.White - Frank White (botaniste) (1927-1994)
- F.Z.Li - Fa Zeng Li (fl. 1982-1988)
- F.Zenker - Friedrich Albert von Zenker (1825-1898)
- Fabr. - Philipp Conrad Fabricius (1714-1774)
- Fabre - Jean-Henri Fabre (1823-1915)
- Fabris - Humberto Antonio Fabris (1924-1976)
- Facchini - Francesco Angelo Facchini (1788-1852)
- Faegri - Knut Fægri (1909-2001)
- Fage - Louis Fage (1883-1964)
- Fagon - Guy-Crescent Fagon[1] (1638-1718)
- Falanruw - Marjorie Falanruw (1943-…)
- Falc. - Hugh Falconer (1808-1865)
- Falck - Richard Falck (1868-1955)
- Fantham - Harold Benjamin Fantham (1876-1937)
- Farges - Paul Guillaume Farges (1844-1912)
- Farjon - Aljos Farjon (1946-…)
- Farl. - William Gilson Farlow (1844-1919)
- Fassett - Norman Carter Fassett (1900-1954)
- Faure - Alphonse Faure (fl. 1923)
- Fauré-Frem. - Emmanuel Fauré-Fremiet (1883-1971)
- Faurie - Urbain Jean Faurie (1847-1915)
- Favell - P. Favell (fl. 1999)
- Favre - Louis Favre (écrivain) (1822-1904)
- Fawc. - William Fawcett (1851-1926)
- Fay W.Li - Fay Wei Li (fl. 2012)
- Fayod - Victor Fayod (1860-1900)
- Fed. - Andreï Fiodorov (1909-1987)
- Fedde - Friedrich Fedde (1873-1942)
- Fée - Antoine Laurent Apollinaire Fée (1789-1874)
- Feer - Heinrich Feer (1857-1892)
- Feldmann - Jean Feldmann (1905-1978)
- Felger - Richard Stephen Felger (fl. 1968)
- Félicité - Max Félicité (fl. 2008)
- Fen. - Luigi Fenaroli (1899-1980)
- Fenchel - Tom Fenchel (1940-…)
- Fendler - August Fendler (1813-1883)
- Fensholt - Dorothy Eunice Fensholt (1911-…)
- Fenzl - Eduard Fenzl (1808-1879)
- Ferguson - William Ferguson (botaniste) (en) (1820-1887)
- Fern.-Vill. - Celestino Fernández-Villar (1838-1907)
- Fernald - Merritt Lyndon Fernald (1873-1950)
- Fernando - Edwino Fernando (1953-…)
- Ferreira - Alexandre Rodrigues Ferreira (1756-1815)
- Ferry - René Joseph Justin Ferry (1845-1924)
- Férussac - André Étienne Justin Pascal Joseph François d'Audebert de Férussac (1786-1836)
- Feuillée - Louis Feuillée[1] (1660-1732)
- Fiala - Franz Fiala (de) (1861-1898)
- Fieber - Franz Xaver Fieber (1807-1872)
- Figlar - Richard B. Figlar (fl. 2000)
- Filhol - Henri Filhol (1843-1902)
- Finet - Achille Eugène Finet (1863-1913)
- Fingerh. - Carl Anton Fingerhuth (1802-1876)
- Fiori - Adriano Fiori (en) (1865-1950)
- Fisch. - Friedrich Ernst Ludwig von Fischer (1782-1854)
- Fisch.Waldh. - Alexandre Grigorievitch Fischer von Waldheim (1803-1884)
- Fitch - Walter Hood Fitch (1817-1892)
- Fitschen - Jost Fitschen (1869-1947)
- Fitter - Richard Fitter (1913-2005)
- Fitzg. - Robert Desmond Fitzgerald (1830-1892)
- Flahault - Charles Henri Marie Flahault (1852-1935)
- Flegel - T. Flegel (fl. 2009)
- Fleming - John Fleming (zoologiste) (1785-1857)
- Flod. - Björn Floderus (1867-1941)
- Florin - Carl Rudolf Florin (1894-1965)
- Flower - R. J. Flower (?-?)
- Flowers - Seville Flowers (1900-1968)
- Flueck. - Friedrich August Flückiger (en) (1828-1894)
- Flyr - Lowell David Flyr (1937-1971)
- Focke - Wilhelm Olbers Focke (1834-1922)
- Fodéré - François-Emmanuel Fodéré (1764-1835)
- Foëx - Gustave Foëx (1844-1906)
- Fomin - Alexandre Fomine (1869-1935)
- Font Quer - Pio Font Quer (1888-1964)
- Fontana - Felice Fontana (1730-1805)
- Formánek - Eduard Formánek (es) (1845-1900)
- Forneris - Guiliana Forneris (1946-…)
- Forrest - George Forrest (botaniste) (1873-1932)
- Fors.-Major - Charles Immanuel Forsyth Major (1843-1923)
- Forssk. - Pehr Forsskål (1732-1763)
- Forsyth - William Forsyth (1737-1804)
- Forsyth f. - William Forsyth, Jn. (?1772-1835)[1]
- Forti - Achille Italo Forti (1878-1937)
- Fortune - Robert Fortune (botaniste) (1812-1880)
- Fosberg - Francis Raymond Fosberg (1908-1993)
- Foslie - Mikael Heggelund Foslie (1855-1909)
- Foster - Michael Foster (physiologiste) (1836-1907)
- Foth. - John Fothergill (médecin) (1712-1780)
- Foucaud - Julien Foucaud (1847-1904)
- Foug. - Auguste-Denis Fougeroux de Bondaroy (1732-1789)
- Fouill. - Amédée Fouillade (1870-1954)
- Fourr. - Jules Pierre Fourreau (1844-1871)
- Foxw. - Frederick William Foxworthy (1877-1950)
- Fr. - Elias Magnus Fries (1794-1878)
- Franch. - Adrien René Franchet (1834-1900)
- Franco - João Manuel Antonio do Amaral Franco (1921-2009)
- Franklin - John Franklin (1786-1847)
- Franquev. - Albert Belhomme de Franqueville (1814-1891)
- Frapp. - Charles Frappier (fl. 1853-1895)
- Fraser - John Fraser (botaniste) (1750-1811)
- Fraser f. - John Fraser (1780-1852) (1780-1852)
- Fraser-Jenk. - Christopher Roy Fraser-Jenkins (1948-…)
- Frauenf. - Georg von Frauenfeld (1807-1873)
- Freitag - Helmut Freitag (1932-…)
- Frém. - John Charles Frémont (1813-1890)
- Frémy - Pierre Frémy (1880-1944)
- Fresen. - Johann Baptist Georg Wolfgang Fresenius (1808-1866)
- Frey - Eduard Frey (1888-1974)
- Freyc. - Louis Claude de Saulces de Freycinet (1779-1842)
- Freyn - Josef Franz Freyn (1845-1903)
- Freyr. - Georg Wilhelm Freyreiss (1789-1825)
- Frez. - Amédée François Frézier (1682-1773)
- Frič - Alberto Vojtěch Frič (1882-1944)
- Friedrich - Hans Christian Friedrich (1925-1992)
- Friis - Ib Friis (1945-…)
- Fritsch - Karl Fritsch (1864-1934)
- Friv. - Imre Frivaldszky (1799-1870)
- Frodin - David Gamman Frodin (en) (1940-…)
- From. - Louis Édouard Gourdan de Fromentel (1824-1901)
- Fron - Georges Fron (1870-1957)
- Fryxell - Paul Arnold Fryxell (1927-…)
- Fukuyo - Yasuwo Fukuyo (1948-…)
- Fulford - Margaret Hannah Fulford (en) (1904-1999)

## G
- Haut – A
- B
- C
- D
- E
- F
- G
- H
- I
- J
- K
- L
- M
- N
- O
- P
- Q
- R
- S
- T
- U
- V
- W
- X
- Y
- Z

- G.A.Klebs - Georg Albrecht Klebs (1857-1918)
- G.A.Romero - Gustavo Adolfo Romero (1955-…)
- G.A.Wheeler - Gerald Allen Wheeler (1940-…)
- G.Agostini - Getulio Agostini (1943-1990)
- G.Becker - Georges Becker (1905-1994)
- G.Benn. - George Bennett (médecin) (1804-1893)
- G.C.C.Gilbert - Georges Charles Clément Gilbert (1908-1983)
- G.C.Wall. - George Charles Wallich (1815-1899)
- G.Chacón - Gloria Chacón Roldán (1940-…)
- G.Clifford - George Clifford (botaniste) (1685-1760)
- G.Cortés - Gilberto Cortés (fl.1997)
- G.D.Duncan - Graham Duncan (1959-…)
- G.D.Rowley - Gordon Douglas Rowley (1921-…)
- G.Don - George Don (1798-1856)
- G.E.Haglund - Gustaf Emanuel Haglund (1900-1955)
- G.E.Hutch. - George Evelyn Hutchinson (1903-1991)
- G.E.Sm. - Gerard Edwards Smith (1804-1881)
- G.F.Atk. - George Francis Atkinson (1854-1918)
- G.Fisch.Waldh. - Gotthelf Fischer von Waldheim (1771-1853)
- G.Forst. - Georg Forster (1754-1794)
- G.G.J.Bange - G. G. J. Bange (fl. 1952)
- G.Gaertn. - Philipp Gottfried Gaertner (1754-1825)
- G.Gordon - George Gordon (éditeur) (1841-1914)
- G.H.Godfrey - George H. Godfrey (1888-?)
- G.H.Tate - George Henry Hamilton Tate (1894-1953)
- G.H.Ye - Guang Han Ye (1938-…)
- G.Hahn - Gotthold Hahn (fl. 1875-1911)
- G.Halliday - Geoffrey Halliday (1933-…)
- G.J.Allman - George James Allman (1812-1898)
- G.J.Lewis - Gwendoline Joyce Lewis (1909-1967)
- G.K.Warren - Gouverneur K. Warren (1830-1882)
- G.Kirchn. - Georg Kirchner (es) (1837-1885)
- G.Kunkel - Günther W.H. Kunkel (1928-2007)
- G.L.Barron - George L. Barron fl. 1961
- G.L.Nesom - Guy L. Nesom (1945-…)
- G.L.Webster - Grady Linder Webster (1927-2005)
- G.Lodd. - George Loddiges (1784-1846)
- G.López - Ginés Alejandro López González (1950-…)
- G.M.Barroso - Graziela Maciel Barroso (1912-2003)
- G.M.Sm. - Gilbert Morgan Smith (1885-1959)
- G.M.Thomson - George Malcolm Thomson (en) (1849-1933)
- G.Manetti - Giuseppe Manetti (fl. 1831-1858)
- G.Mann - Gustav Mann (1836-1916)
- G.Mey. - Georg Friedrich Wilhelm Meyer (1782-1856)
- G.Moore - George Thomas Moore (1871-1956)
- G.Murray - George Robert Milne Murray (1858-1911)
- G.Nicholson - George Nicholson (horticulteur) (1847-1908)
- G.P.Lewis - Gwilym Peter Lewis (en) (1952-…)
- G.Poirault - Georges Poirault (1858-1936)
- G.S.Mill. - Gerrit Smith Miller, Jr (1869-1956)
- G.Shaw - George Kearsley Shaw (1751-1813)
- G.Taylor - George Taylor (botaniste) (1904-1993)
- G.Trevir. - Gottfried Reinhold Treviranus (1776-1837)
- G.W.Rothwell - Gar W. Rothwell (1944-…)
- G.W.Saunders - Gary W. Saunders (?-…)
- G.W.Schimp. - Georg Wilhelm Schimper (1804-1878)
- G.Watt - George Watt (1851-1930)
- G.White - Gilbert White (1720-1793)
- G.Zenker - Georg August Zenker (1855-1922)
- Gaertn. - Joseph Gärtner (1732-1791)
- Gage - Andrew Thomas Gage (1871-1945)
- Gagnebin - Abraham Gagnebin (1707-1800)
- Gagnep. - François Gagnepain (1866-1952)
- Gaillon - Benjamin Gaillon (1782-1839)
- Gaimard - Joseph Paul Gaimard (1790-1858)
- Galbany - Mercè Galbany Casals (19XX-…)
- Galeano - Gloria Amparo Galeano Garcés (1958-2016)
- Galeotti - Henri Guillaume Galeotti (1814-1858)
- Galet - Pierre Galet (1921-…)
- Gallesio - Giorgio Gallesio (1772-1839)
- Galzin - Amédée Galzin (1853-1925)
- Gamble - James Sykes Gamble (1847-1925)
- Gams - Helmut Gams (1893-1976)
- Gand. - Michel Gandoger (1850-1926)
- Garay - Leslie Andrew Garay (1924-…)
- Garcia de Orta - Garcia de Orta[1] (fl. 1490-1570)
- García-Mend. - Abisai Josue García-Mendoza (1955-…)
- Garcke - Christian August Friedrich Garcke (1819-1904)
- Garden - Alexander Garden (1730-1792)
- Gardner - George Gardner (1812-1849)
- Garsault - François-Alexandre de Garsault (1691-1778)
- Gasp. - Guglielmo Gasparrini (1804-1866)
- Gassner - Johann Gustav Gassner (1881-1955)
- Gathoye - Jean-Louis Gathoye (1963-…)
- Gatt. - Augustin Gattinger (1825-1903)
- Gatty - Margaret Scott Gatty (1809-1873)
- Gaudich. - Charles Gaudichaud-Beaupré (1789-1854)
- Gaudin - Jean-François-Aimé-Philippe Gaudin (1766-1833)
- Gäum. - Ernst Albert Gäumann (1893-1963)
- Gaussen - Henri Gaussen (1891-1981)
- Gay - Claude Gay (1800-1873)
- Gáyer - Gyula Gáyer (1883-1932)
- Geddes - Patrick Geddes (1854-1932)
- Geh. - Adalbert Geheeb (1842-1909)
- Géhu - Jean-Marie Géhu (1930-…)
- Geiseler - Eduard Ferdinand Geiseler (1781-1827)
- Geitler - Lothar Geitler (1899-1990)
- Genev. - Gaston Genevier (1830-1880)
- Geniez - Philippe Geniez (fl. 1995)
- Gentry - Howard Scott Gentry (1903-1993)
- Georgi - Johann Gottlieb Georgi (1729-1802)
- Gérard - Louis Gérard (1733-1819)
- Gereau - Roy Emile Gereau (1947-…)
- Gerlach - W. Gerlach (fl. 1959)
- Germ. - Jacques Nicolas Ernest Germain de Saint-Pierre (1815-1882)
- Germar - Ernst Friedrich Germar (1786-1853)
- Gerold - Raymond Gerold (fl. 1994)
- Gesner - Conrad Gessner[1] (1516-1565)
- Gessner - Johannes Gessner (1709-1790)
- Gestro - Raffaello Gestro (1845-1936)
- Getliffe - Fiona Mary Getliffe (1941-…)
- Geyer - Carl Andreas Geyer (1809-1853)
- Geyl. - Hermann Theodor Geyler (1834-1889)
- Ghafoor - Abdul Ghafoor (1938-…)
- Ghiesbr. - Auguste Boniface Ghiesbreght (1810-1893)
- Ghini - Luca Ghini[1] (1490-1556)
- Giard - Alfred Giard (1846-1908)
- Gibbes - Lewis Reeve Gibbes (1810-1894)
- Gibbs - Lilian Suzette Gibbs (1870-1925)
- Gideon F.Sm. - Gideon Francois Smith (1959-…)
- Giebel - Christian Gottfried Andreas Giebel (1820-1881)
- Giess - Johan Wilhelm Heinrich Giess (1910-2000)
- Gilb. - Robert Lee Gilbertson (1925-…)
- Gilbert - Benjamin Davis Gilbert (1835-1907)
- Gilg - Ernst Friedrich Gilg (1867-1933)
- Gilib. - Jean-Emmanuel Gilibert (1741-1814)
- Gilkey - Helen Margaret Gilkey (1886-1972)
- Gillet - Claude-Casimir Gillet (1806-1896)
- Gillett - Margaret Clark Gillett (1878-1962)
- Gilli - Alexander Gilli (1904-2007)
- Gillies - John Gillies (1792-1834)
- Gillot - François-Xavier Gillot (1842-1910)
- Ging. - Frédéric Charles Jean Gingins de la Sarraz (1790-1863)
- Gir.-Chantr. - Justin Girod-Chantrans (1750-1841)
- Girm. - Deden Girmansyah (fl. 2009)
- Giseke - Paul Dietrich Giseke (1741-1796)
- Gleason - Henry Allan Gleason (1882-1975)
- Gled. - Johann Gottlieb Gleditsch (1714-1786)
- Glehn - Peter von Glehn (1835-1876)
- Glen - Hugh Francis Glen (1950-…)
- Glend. - Robert Glendinning (1805-1862)
- Glenn - Anthony Glenn (fl. 1994)
- Glocker - Ernst Friedrich Glocker (1793-1858)
- God.-Leb. - Alexandre Godefroy-Lebeuf (1852-1903)
- Godfery - Masters John Godfery (1856-1945)
- Godm. - Frederick DuCane Godman (1834-1919)
- Godr. - Alexandre Godron (1807-1880)
- Goeldi - Emílio Augusto Goeldi (1859-1917)
- Goethe - Johann Wolfgang von Goethe (1749-1832)
- Goldb. - Karl Ludwig Goldbach (1793-1824)
- Goldblatt - Peter Goldblatt (1943-…)
- Goldfuss - Georg August Goldfuss (1782-1848)
- Goldie - John Goldie (1793-1886)
- Goldman - Edward Alphonso Goldman (1873-1946)
- Goldring - William Goldring (1854-1919)
- Gomes - Bernardino António Gomes (1769-1823)
- Gooden. - Samuel Goodenough (1743-1827)
- Göpp. - Johann Heinrich Robert Göppert (1800-1884)
- Gordon - George Gordon (horticulteur) (1806-1879)
- Gorodkov - Boris Nikolaevich Gorodkov (1890-1953)
- Gorozh. - Ivan Gorojankine (1848-1904)
- Gosse - Philip Henry Gosse (1810-1888)
- Gottsche - Carl Moritz Gottsche (1808-1892)
- Gouan - Antoine Gouan (1733-1821)
- Gougerot - Henri Gougerot (1881-1955)
- Gould - Frank Walton Gould (1913-1981)
- Gourret - Paul Gourret (1859-1903)
- Govaerts - Rafaël Herman Anna Govaerts (1968-…)
- Graebn. - Paul Graebner (1871-1933)
- Graells - Mariano de la Paz Graëlls y de la Aguera (1809-1898)
- Graham - Robert Graham (1786-1845)
- Grande - Loreto Grande (1878-1965)
- Grandid. - Alfred Grandidier (1836-1921)
- Granv. - Jean-Jacques de Granville (1943-…)
- Grassé - Pierre-Paul Grassé (1895-1985)
- Grassi - Giovanni Battista Grassi (1854-1925)
- Gratel. - Jean Pierre Sylvestre Grateloup (1782-1861 ou 1862)
- Gravely - Frederic Henry Gravely (1885-?)
- Gray - Samuel Frederick Gray (1766-1828)
- Grayling - Peter Grayling (fl. 1996)
- Greene - Edward Lee Greene (1843-1915)
- Greenm. - Jesse More Greenman (1867-1951)
- Greg. - Eliza Standerwick Gregory (1840-1932)
- Gren. - Charles Grenier (1808-1875)
- Greuter - Werner Rodolfo Greuter (1938-…)
- Grev. - Robert Kaye Greville (1794-1866)
- Grevill. - Anders Yngve Grevillius (1864-1925)
- Grey - Charles Hervey Grey (1875-1955)
- Grierson - Andrew John Charles Grierson (1929-1990)
- Griff. - William Griffith (1810-1845)
- Gris - Jean Antoine Arthur Gris (1829-1872)
- Griscom - Ludlow Griscom (1890-1959)
- Griseb. - August Heinrich Rudolf Grisebach (1814-1879)
- Groenew. - Barend Hermanus Groenewald (1905-1976)
- Groenland - Johannes Groenland (1824-1891)
- Grognier - Louis-Furcy Grognier (naturaliste) (1776-1837)
- Grolle - Riclef Grolle (1934-2004)
- Grønlund - Carl Christian Howitz Grønlund (1825-1901)
- Gronov. - Jan Frederik Gronovius (1686-1762)
- Gross - Rudolf Gross (1872-?)
- Grossh. - Alexandre Grossheim (1888-1948)
- Grout - Abel Joel Grout (1867-1947)
- Gruby - David Gruby (1810-1898)
- Gruith. - Franz von Paula Gruithuisen (1774-1852)
- Grumm-Grzhim. - Grigori Grumm-Gerdjimaïlo (1860-1936)
- Grüss - Johannes Grüss (1860-?)
- Guatteri - Giambattista Guatteri (1743-1793)
- Gueldenst. - Johann Anton Güldenstädt (1745-1781)
- Guers. - Louis Benoît Guersant (1777-1848)
- Guett. - Jean-Étienne Guettard (1715-1786)
- Guignard - Léon Guignard (1852-1928)
- Guilding - Lansdown Guilding (1797-1831)
- Guill. - Jean Baptiste Antoine Guillemin (1796-1842)
- Guillaumin - André Guillaumin (1885-1974)
- Guillierm. - Marie Antoine Alexandre Guilliermond (1876-1945)
- Guinier - Philibert Guinier (1876-1962)
- Gunckel - Hugo Gunckel Lüer (1901-1997)
- Gunnerus - Johan Ernst Gunnerus (1718-1773)
- Gürke - Robert Louis August Maximilian Gürke (1854-1911)
- Guss. - Giovanni Gussone (1787-1866)
- Guthnick - Heinrich Josef Guthnick (1800-1880)
- Guthrie - Francis Guthrie (1831-1899)
- Guzmán - Gastón Guzmán (1938-…)
- Györffy - István Győrffy (1880-1959)

## H
- Haut – A
- B
- C
- D
- E
- F
- G
- H
- I
- J
- K
- L
- M
- N
- O
- P
- Q
- R
- S
- T
- U
- V
- W
- X
- Y
- Z

- H.B.Guppy - Henry Brougham Guppy (1854-1926)
- H.B.Ward - Henry Baldwin Ward (en) (1865-1945)
- H.Baumann - Helmut Baumann (de) (1937-2014)
- H.Bock - Jérôme Bock[1] (1498-1554)
- H.Bruggen - Heinrich Wilhelm Eduard van Bruggen (en) (1927-…)
- H.C.Bold - Harold Charles Bold (1909-1987)
- H.C.Watson - Hewett Cottrell Watson (1804-1881)
- H.Crouan - Hippolyte-Marie Crouan (1802-1871)
- H.E.Bigelow - Howard E. Bigelow (1923-1987)
- H.E.Moore - Harold Emery Moore (1917-1980)
- H.F.Copel. - Herbert Copeland (1902-1968)
- H.Friedrich - Heimo Friedrich (de) (1911-1987)
- H.Groves - Henry Groves (en) (1855-1912)
- H.H.Johnst. - Harry Johnston (1858-1927)
- H.H.Thomas - Hugh Hamshaw Thomas (1885-1962)
- H.Huber - Herbert Huber (en) (1931-2005)
- H.Ikeda - Hiroshi Ikeda (botaniste) (1961-…)
- H.Iltis - Hugo Iltis (1882-1952)
- H.Ito - Ito Hiroshi (1909-2006)
- H.J.Br. - Helen Jean Brown (1903-1982)
- H.J.Coste - Hippolyte Coste (1858-1924)
- H.J.Lam - Herman Johannes Lam (1892-1977)
- H.J.P.Winkl. - Hubert Winkler (1875-1941)
- H.Jaeger - Hermann Jäger (1815-1890)
- H.K.A.Winkl. - Hans Winkler (1877-1945)
- H.K.Walter - Heinrich Karl Walter (en) (1898-1989)
- H.Karst. - Gustav Hermann Karsten (1817-1908)
- H.L.Sm. - Hamilton Lanphere Smith (en) (1819-1903)
- H.L.Wendl. - Heinrich Ludolph Wendland (1792-1869)
- H.Lév. - Hector Léveillé (1863-1918)
- H.Lindb. - Harald Lindberg (1871-1963)
- H.Low - Hugh Low (1824-1905)
- H.Luther - Harry Luther (1952-2012)
- H.M.Hall - Harvey Monroe Hall (en) (1874-1932)
- H.M.Ward - Harry Marshall Ward (1854-1906)
- H.Moseley - Henry Nottidge Moseley (1844-1891)
- H.Müll. - Heinrich Ludwig Hermann Müller (1829-1883)
- H.N.Andrews - Henry Nathaniel Andrews (1910-2002)
- H.Nicholson - Henry Alleyne Nicholson (1844-1899)
- H.O.Forbes - Henry Ogg Forbes (1851-1932)
- H.Ohba - Hideaki Ohba (1943-…)
- H.Øllg. - Hans Øllgaard (fi) (1937-…)
- H.P.Fuchs - Hans Peter Fuchs-Eckert (1928-1999)
- H.P.Linder - Hans Peter Linder (es) (1954-…)
- H.P.Tsui - Hung Pin Tsui (1928-1994)
- H.Pearson - Henry Harold Welch Pearson (en) (1870-1916)
- H.Perrier - Henri Perrier de La Bâthie (1873-1958)
- H.Rob. - Harold Ernest Robinson (1932-…)
- H.Shaw - Henry Shaw (1800-1889)
- H.Sibth. - Humphrey Sibthorp (1713-1797)
- H.St.John - Harold St. John (1892-1991)
- H.Thomas - Hermann Thomas (fl. 2008)
- H.Vilm. - Henry de Vilmorin (1843-1899)
- H.W.Anderson - Harvey Warren Anderson (1885-1971)
- H.W.Johans. - Hans William Johansen (1932-…)
- H.Wendl. - Hermann Wendland (1825-1903)
- H.Witte - Hernfrid Witte (1877-1945)
- H.Wolff - Karl Friedrich August Hermann Wolff (es) (1866-1929)
- Haan - Willem de Haan (1801-1855)
- Hablitz - Carl Ludwig Hablitz (1752-1821)
- Hack. - Eduard Hackel (1850-1926)
- Hacq. - Belsazar Hacquet (1739-1815)
- Haeckel - Ernst Haeckel (1834-1919)
- Hágsater - Eric Hágsater (es) (1945-…)
- Halda - Josef Jakob Halda (1943-…)
- Halim - Youssef Halim (?-2015)
- Haller - Albrecht von Haller (1708-1777)
- Haller f. - Albrecht von Haller (1758-1823)
- Hallier - Ernst Hans Hallier (en) (1831-1904)
- Hallier f. - Johannes Gottfried Hallier (en) (1868-1932)
- Halling - Roy Edward Halling (en) (1950-…)
- Halst. - Byron David Halsted (en) (1852-1918)
- Hamel - Gontran Hamel (1883-1944)
- Hamlin - Bruce Gordon Hamlin (1929-1976)
- Hammen - Thomas van der Hammen (1924-2010)
- Hampe - Ernst Hampe (1795-1880)
- Hamy - Ernest Hamy (1842-1908)
- Hance - Henry Fletcher Hance (1827-1886)
- Hand.-Mazz. - Heinrich von Handel-Mazzetti (1882-1940)
- Handro - Osvaldo Handro (en) (1908-1986)
- Hanelt - Peter Hanelt (1930-2019)
- Hanin - Jean-Louis Hanin (fl. 1800)
- Hanlin - Richard Thomas Hanlin (1931-…)
- Hanna - G. Dallas Hanna (1887-1970)
- Hannon - Joseph-Désiré Hannon (1822-1870)
- Hanry - Hippolyte Hanry (en) (1807-1893)
- Hansg. - Anton Hansgirg (en) (1854-1917)
- Hanst. - Johannes Ludwig Emil Robert von Hanstein (en) (1822-1880)
- Har. - Paul Auguste Hariot (1854-1917)
- Hara - Kanesuke Hara (1885-1962)
- Hardw. - Thomas Hardwicke (1757-1835)
- Hardy - John Hardy (1817-1884)
- Harlan - Richard Harlan (1796-1843)
- Harling - Gunnar Wilhelm Harling (en) (1920-…)
- Harmaja - Harri Harmaja (fi) (1944-…)
- Harms - Hermann Harms (1870-1942)
- Harris - Thaddeus William Harris (1795-1856)
- Harshb. - John William Harshberger (1869-1929)
- Hartig - Theodor Hartig (1805-1880)
- Hartm. - Carl Johan Hartman (1790-1849)
- Hartog - Cornelis den Hartog (1931-…)
- Hartw. - Karl Theodor Hartweg (1812-1871)
- Harv. - William Henry Harvey (1811-1866)
- Harz - Carl Otto Harz (1842-1906)
- Hasselq. - Fredric Hasselquist (1722-1752)
- Hasselt - Johan Coenraad van Hasselt (1797-1823)
- Hassk. - Justus Carl Hasskarl (1811-1894)
- Hassl. - Emil Hassler (1864-1937)
- Haudr. - André-Georges Haudricourt (1911-1996)
- Hauman - Lucien Léon Hauman (en) (1880-1965)
- Hauser - Margit Luise Hauser (fl. 1975)
- Hausskn. - Heinrich Carl Haussknecht (1838-1903)
- Havil. - George Darby Haviland (en) (1857-1901)
- Haw. - Adrian Hardy Haworth (1767-1843)
- Hawkes - John Gregory Hawkes (1915-2007)
- Hay - William Perry Hay (1872-1947)
- Hayata - Bunzō Hayata (1874-1934)
- Hayden - Ferdinand Vandeveer Hayden (1829-1887)
- Hayek - August von Hayek (1871-1928)
- Hayne - Friedrich Gottlob Hayne (1763-1832)
- Heads - Michael Heads (1957-…)
- Heatubun - Charlie Danny Heatubun (1973-…)
- Hebding - René Hebding (fl. 1993)
- Heckel - Édouard Marie Heckel (1843-1916)
- Hector - James Hector (1834-1907)
- Hedin - Sven Hedin (1865-1952)
- Hedjar. - Ghorban-Ali Hedjaroude (fl. 1969)
- Hedrick - Ulysses Prentiss Hedrick (en) (1870-1951)
- Hedw. - Johannes Hedwig (1730-1799)
- Heer - Oswald Heer (1809-1883)
- Hegetschw. - Johannes Jacob Hegetschweiler (1789-1839)
- Hegi - Gustav Hegi (1876-1932)
- Heim - Georg Christoph Heim (1743-1807)
- Heimerl - Anton Heimerl (en) (1857-1942)
- Heine - Hermann Heino Heine (1922-1996)
- Heinem. - Paul Heinemann (1916-1996)
- Heinr. - Emil Johann Lambert Heinricher (1856-1934)
- Heinr.Braun - Heinrich Braun (botaniste) (1851-1920)
- Heintze - August Heintze (en) (1881-1941)
- Heiser - Charles Bixler Heiser (en) (1920-2010)
- Heist. - Lorenz Heister (1683-1758)
- Heldr. - Theodor von Heldreich (1822-1902)
- Hellm. - Carl Edward Hellmayr (1877-1944)
- Hemprich - Wilhelm Hemprich (1796-1825)
- Hemsl. - William Botting Hemsley (1843-1924)
- Hendey - Norman Ingram Hendey (1903-2004)
- Henkel - Johann Baptist Henkel (de) (1825-1871)
- Henn. - Paul Christoph Hennings (1841-1908)
- Henneg. - Louis-Félix Henneguy (1850-1928)
- Hénon - Jacques-Louis Hénon (1802-1872)
- Henrard - Johannes Theodoor Henrard (es) (1881-1974)
- Henrickson - James Solberg Henrickson (1940-…)
- Hensl. - John Stevens Henslow (1796-1861)
- Hepper - Frank Nigel Hepper (1929-2013)
- Herb. - William Herbert (botaniste) (1778-1847)
- Herb.H.Sm. - Herbert Huntington Smith (1852-1919)
- Herborg - Joachim Herborg (fl. 1987)
- Hérincq - François Hérincq (1820-1891)
- Herink - Josef Herink (1915-1999)
- Herm. - Paul Hermann (botaniste)[1] (1646-1695)
- Herr.-Schaeff. - Gottlieb August Wilhelm Herrich-Schäffer (1799-1874)
- Herre - Albert William Christian Theodore Herre (1868-1962)
- Herrero - Alberto Herrero (fl. 1995)
- Herrm. - Jean Hermann (1738-1800)
- Hertel - Hannes Hertel (en) (1939-…)
- Herter - Wilhelm Franz Herter (1884-1958)
- Hertlein - Leo George Hertlein (1898-1972)
- Hertwig - Richard Hertwig (1850-1937)
- Herzog - Theodor Carl Julius Herzog (en) (1880-1961)
- Hesler - Lexemuel Ray Hesler (1888-1977)
- Hesselbo - August Hesselbo (1874-1952)
- Heward - Robert Heward (1791-1877)
- Heynh. - Gustav Heynhold (1800-1860)
- Heywood - Vernon Hilton Heywood (1927-…)
- Hibberd - James Shirley Hibberd (1825-1890)
- Hickel - Paul Robert Hickel (1865-1935)
- Hiepko - Paul Hubertus Hiepko (1932-…)
- Hiern - William Philip Hiern (1839-1925)
- Hieron. - Georg Hans Emmo Wolfgang Hieronymus (1846-1921)
- Hiitonen - Henrik Ilmari Augustus Hiitonen (es) (1898-1986)
- Hildebr. - Friedrich Hermann Gustav Hildebrand (es) (1835-1915)
- Hildebrandt - Johann Maria Hildebrandt (1847-1881)
- Hill - John Hill (1716-1775)
- Hillebr. - Wilhelm Hillebrand (1821-1886)
- Hillh. - William Hillhouse (1850-1910)
- Hilliard - Olive Mary Hilliard (1925-…)
- Hils. - Karl Theodor Hilsenberg (1802-1824)
- Hinds - Richard Brinsley Hinds (1811-1846)
- Hirats.f. - Naohide Hiratsuka (1903-2000)
- Hirn - Karl Engelbrecht Hirn (en) (1872-1907)
- Hising. - Wilhelm Hisinger (1766-1852)
- Hitchc. - Albert Spear Hitchcock (1865-1935)
- Hochst. - Christian Ferdinand Friedrich Hochstetter (1787-1860)
- Hodk. - Trevor Hodkinson (fl. 2001)
- Hoffm. - Georg Franz Hoffmann (1760-1826)
- Hoffmanns. - Johann Centurius von Hoffmannsegg (1766-1849)
- Hoffmeister - Werner Hoffmeister (1819-1845)
- Hofmeist. - Wilhelm Hofmeister (1824-1877)
- Hohen. - Rudolph Friedrich Hohenacker (1798-1874)
- Hohenw. - Sigmund von Hohenwarth (en) (1745-1822)
- Höhn. - Franz Xaver Rudolf von Höhnel (en) (1852-1920)
- Holandre - Jean Joseph Jacques Holandre (1778-1857)
- Holl - Friedrich Holl (de) (actif vers 1820 - † 1850)
- Hollande - André-Charles Hollande (1881-1964)
- Hollingsw. - Peter M. Hollingsworth (fl. 2003)
- Holm - Herman Theodor Holm (1854-1932)
- Holm-Niels. - Lauritz Holm-Nielsen (da) (1946-…)
- Holmboe - Jens Holmboe (1880-1943)
- Holmes - Edward Morell Holmes (en) (1843-1930)
- Holmsk. - Theodor Holmskjold (1731-1793)
- Holthuis - Lipke Bijdeley Holthuis (fl. 1942)
- Holttum - Richard Eric Holttum (1895-1990)
- Holub - Josef Holub (1930-1999)
- Holyoak - David T. Holyoak (de) (fl. 1995)
- Hombr. - Jacques Bernard Hombron (1800-1852)
- Homolle - Anne-Marie Homolle (1912-2006)
- Honck. - Gerhard August Honckeny (en) (1724-1805)
- Hongo - Tsuguo Hongō (1923-2007)
- Hoog - Johannes Marius Cornelis Hoog (es) (1865-1950)
- Hoogland - Ruurd Dirk Hoogland (en) (1922-1994)
- Hook. - William Jackson Hooker (1785-1865)
- Hook.f. - Joseph Dalton Hooker (1817-1911)
- Hoover - Robert Francis Hoover (es) (1913-1970)
- Hoppe - David Heinrich Hoppe (1760-1846)
- Hopper - Stephen Donald Hopper (1951-…)
- Horák - Bonslaw Horák (1877-1942)
- Horan. - Pavel Gorianinov (1796-1865)
- Horkel - Johann Horkel (1769-1846)
- Hornem. - Jens Wilken Hornemann (1770-1841)
- Hornst. - Claës Fredric Hornstedt (1758-1809)
- Horsf. - Thomas Horsfield (1773-1859)
- Hort - Fenton John Anthony Hort (1828-1892)
- hort. - Hortulanorum
- Horvat - Ivo Horvat (1897-1963)
- Hosack - David Hosack (1769-1835)
- Hosseus - Carl Curt Hosseus (1878-1950)
- Host - Nicolaus Thomas Host (en) (1761-1834)
- Houghton - Arthur Duvernoix Houghton (en) (1870-1938)
- Houlbert - Constant Vincent Houlbert (1857-1947)
- Houllet - Jean-Baptiste Houllet (1815-1890)
- House - Homer Doliver House (1878-1949)
- Houtt. - Maarten Houttuyn (1720-1798)
- Houz. - Jean-Charles Houzeau de Lehaie (1820-1888)
- Howard - John Eliot Howard (1807-1883)
- Howell - Thomas Jefferson Howell (1842-1912)
- Hryn. - Bolesław Hryniewiecki (1875-1963)
- Hu - Hu Xiansu (1894-1968)
- Hub.-Mor. - Arthur Huber-Morath (es) (1901-1990)
- Hub.-Pest. - Gottfried Huber-Pestalozzi (1877-1966)
- Huber - Jacques Huber (1867-1914)
- Huds. - William Hudson (1730-1793)
- Hue - Auguste Marie Hue (1840-1917)
- Hügel - Carl von Hügel (1794-1870)
- Huisman - John Marinus Huisman (1958-…)
- Hull - John Hull (1761-1843)
- Hultén - Eric Hultén (1894-1981)
- Humb. - Alexander von Humboldt (1769-1859)
- Humbert - Henri Jean Humbert (1887-1967)
- Humblot - Léon Humblot (1852-1914)
- Hume - Allan Octavian Hume (1829-1912)
- Humphries - Christopher John Humphries (1947-2009)
- Hunz. - Armando Theodoro Hunziker (1919-2001)
- Hürl. - Hans Hürlimann (botaniste) (1921-…)
- Husn. - Pierre Tranquille Husnot (1840-1929)
- Hust. - Friedrich Hustedt (1886-1968)
- Hutch. - John Hutchinson (1884-1972)
- Hutton - William Hutton (1797-1860)

## I
- Haut – A
- B
- C
- D
- E
- F
- G
- H
- I
- J
- K
- L
- M
- N
- O
- P
- Q
- R
- S
- T
- U
- V
- W
- X
- Y
- Z

- I.C.Nielsen - Ivan Christian Nielsen (1946-2007)
- I.Deg. - Isa Degener (1924-…)
- I.M.Johnst. - Ivan Murray Johnston (1898-1960)
- I.M.Lamb - Ivan Mackenzie Lamb (1911-1990)
- I.Miyake - Ichirō Miyake (1881-1964)
- I.Preston - Isabella Preston (1881-1965)
- I.Ramírez - Ivón Mercedes Ramírez Morillo (1965-…)
- I.Sprague - Isaac Sprague (1811-1895)
- I.Verd. - Inez Clare Verdoorn (1896-1989)
- I.W.Bailey - Irving Widmer Bailey (1884-1967)
- Ibisch - Pierre Leonhard Ibisch (1967-…)
- Ibn Tattou - Mohammed Ibn Tattou (fl. 1993)
- Ichimura - Tsutomi Ichimura (1867-1946)
- Iljin - Modeste Iline (1889-1967)
- Iltis - Hugh Hellmut Iltis (1925-…)
- Imaz. - Rokuya Imazeki (1904-1991)
- Imbach - Emil J. Imbach (1897-1970)
- Incarv. - Pierre Nicolas Le Chéron d'Incarville (1706-1757)
- Ingram - Collingwood Ingram (1880-1981)
- Irmsch. - Edgar Irmscher (1887-1968)
- Isab. - Arsène Isabelle (1807-1888)
- Isert - Paul Erdmann Isert (1756-1789)
- Isnard - Antoine-Tristan Danty d'Isnard[1] (1663-1743)
- Issel - Raffaele Issel (1878-1936)
- Issler - Émile Issler (1872-1952)
- Ito - Itō Keisuke (1803-1901)
- Iversen - Johannes Iversen (1904-1971)

## J
- Haut – A
- B
- C
- D
- E
- F
- G
- H
- I
- J
- K
- L
- M
- N
- O
- P
- Q
- R
- S
- T
- U
- V
- W
- X
- Y
- Z

- J.-B.Castillon - Jean-Bernard Castillon (1940-…)
- J.-F.Leroy - Jean-François Leroy (botaniste) (1915-1999)
- J.-M.Tison - Jean-Marc Tison (fl. 1993)
- J.-P.Castillon - Jean-Philippe Castillon (1965-…)
- J.-P.Frahm - Jan-Peter Frahm (1945-2014)
- J.A.Long - John A. Long (?-?)
- J.A.Schmidt - Johann Anton Schmidt (en) (1823-1905)
- J.A.Scott - James Alexander Scott (fl. 1992)
- J.Agardh - Jakob Georg Agardh (1813-1901)
- J.B.Fisch. - Johann Baptist Fischer (1803-1832)
- J.B.Imlay - Joan B. Imlay (fl. 1939)
- J.Bauhin - Jean Bauhin[1] (1541-1613)
- J.Bommer - Joseph Édouard Bommer (1829-1895)
- J.Bradbury - John Bradbury (botaniste) (1768-1823)
- J.Buchholz - John Theodore Buchholz (1888-1951)
- J.C.Buxb. - Johann Christian Buxbaum[1] (1693-1730)
- J.C.David - John Charles David (1964-…)
- J.C.Manning - John C. Manning (fl. 1985)
- J.C.Mikan - Johann Christian Mikan (1769-1844)
- J.C.Ross - James Clark Ross (1800-1862)
- J.C.Sowerby - James De Carle Sowerby (1787-1871)
- J.C.Walker - John Charles Walker (1893-1994)
- J.C.Wendl. - Johann Christoph Wendland (1755-1828)
- J.Clayton - John Clayton (botaniste) (1686-1773)
- J.Commelijn - Jan Commelijn[1] (1629-1692)
- J.D.Freeman - John Daniel Freeman (1941-1997)
- J.D.Grierson - James D. Grierson (1931-1991)
- J.Dransf. - John Dransfield (1945-…)
- J.Drumm. - James Drummond (1784-1863)
- J.Dyb. - Jean Dybowski (1855-1928)
- J.E.Gray - John Edward Gray (1800-1875)
- J.E.Lange - Jakob Emanuel Lange (1864-1941)
- J.E.Vidal - Jules Eugène Vidal (1914-2020)
- J.Ellis - John Ellis (naturaliste) (1710-1776)
- J.F.Arnold - Johann Franz Xaver Arnold (fl. 1785)
- J.F.Bailey - John Frederick Bailey (1866-1938)
- J.F.Gmel. - Johann Friedrich Gmelin (1748-1804)
- J.F.Macbr. - James Francis Macbride (1892-1976)
- J.F.Mill. - John Frederick Miller (1715-1794)
- J.F.Wolff - Johann Friedrich Wolff (1778-1806)
- J.Fabr. - Johan Christian Fabricius (1745-1808)
- J.Favre - Jules Favre (géologue) (1882-1959)
- J.Florence - Jacques Florence (1951-…)
- J.Forbes - James Forbes (botaniste) (1773-1861)
- J.Fraser - John Fraser (1854-1935) (1854-1935)
- J.G.Br. - James Greenlief Brown (1880-1957)
- J.G.Cooper - James Graham Cooper (1830-1902)
- J.G.Gmel. - Johann Georg Gmelin (1709-1755)
- J.G.Kühn - Julius Kühn (1825-1910)
- J.G.Mikan - Josef Gottfried Mikan (1743-1814)
- J.G.Wood - Joseph Garnett Wood (1900-1959)
- J.G.Zimm. - Johann Georg Zimmermann (1728-1795)
- J.Garden - Joy Garden (1923-…)
- J.Garden bis - Jean-Joseph Garden (fl. 1887)
- J.Gay - Jacques Étienne Gay (1786-1864)
- J.Gerard - John Gerard[1] (1545-1612)
- J.Gillet - Justin Gillet (1866-1943)
- J.Groves - James Groves (1858-1933)
- J.H.Kirkbr. - Joseph Harold Kirkbride (1943-…)
- J.H.Schaffn. - John Henry Schaffner (1866-1939)
- J.H.Schult.bis - Julius Hermann Schultes (1820-1887) (1820-1887)
- J.H.Veitch - James Herbert Veitch (1868-1907)
- J.H.Willis - James Hamlyn Willis (1910-1995)
- J.Hall - James Hall (paléontologue) (1811-1898)
- J.Hjort - Johan Hjort (?-?)
- J.Hogg - John Hogg (1800-1869)
- J.Houz. - Jean Houzeau de Lehaie (1867-1959)
- J.J.de Wilde - Jan Jacobus Friedrich Egmond de Wilde (1932-…)
- J.J.Kickx - Jean Jacques Kickx (1842-1887)
- J.J.Scheuchzer - Johann Jakob Scheuchzer[1] (1672-1733)
- J.J.Sm. - Johannes Jacobus Smith (1867-1947)
- J.Jacq. - Joseph Franz von Jacquin (1766-1839)
- J.Juss. - Joseph de Jussieu (1704-1779)
- J.K.Towns. - John Kirk Townsend (1809-1851)
- J.Kern. - Johann Simon von Kerner (1755-1830)
- J.Kickx - Jean Kickx (1775-1831) (1775-1831)
- J.Kickx f. - Jean Kickx (1803-1864) (1803-1864)
- J.Kirk - John Kirk (1832-1922)
- J.Koenig - Johann Gerhard König (1728-1785)
- J.L.Scott - Joseph Lee Scott (1943-…)
- J.Lee - James Lee (1715-1795)
- J.Léonard - Jean Léonard (1920-…)
- J.Lestib. - Jean-Baptiste Lestiboudois (1715-1804)
- J.Lloyd - James Lloyd (1810-1896)
- J.M.Allen - Jan M. Allen (fl. 1995)
- J.M.Bigelow - John Milton Bigelow (1804-1878)
- J.M.Black - John McConnell Black (1855-1951)
- J.M.C.Rich. - Jean Michel Claude Richard (1784-1868)
- J.M.Coult. - John Merle Coulter (1851-1928)
- J.M.Greef - J. M. Greef (fl. 1993)
- J.M.Webber - John Milton Webber (1897-?)
- J.MacGill. - John MacGillivray (1822-1867)
- J.Magnin - Joëlle Magnin-Gonze (1961-…)
- J.Martyn - John Martyn (botaniste) (1699-1768)
- J.Meyrán - Jorge Meyrán (1918-…)
- J.Moravec - Jiří Moravec (1942-…)
- J.Muir - John Muir (1838-1914)
- J.N.Vallot - Jacques-Nicolas Vallot (1771-1860)
- J.Nelson - John Nelson (botaniste) (fl. 1860)
- J.O.Rudbeck - Johan Olof Rudbeck (1711-1790)
- J.Oda - Jiro Oda (fl. 2003)
- J.Oxley - John Oxley (1781-1828)
- J.P.Bergeret - Jean-Pierre Bergeret (1752-1813)
- J.Parkinson - James Parkinson (1755-1824)
- J.Phillips - John Phillips (géologue) (1800-1874)
- J.Poiss. - Jules Poisson (1833-1919)
- J.Presl - Jan Svatopluk Presl (1791-1849)
- J.R.Forst. - Johann Reinhold Forster (1729-1798)
- J.R.Harlan - Jack Harlan (1917-1999)
- J.R.I.Wood - John Richard Ironside Wood (1944-…)
- J.Raynal - Jean Raynal (1933-1979)
- J.Rémy - Jules Rémy (1826-1893)
- J.Rev. - Julien Reverchon (1837-1905)
- J.Robin - Jean Robin (botaniste)[1] (1550-1629)
- J.Rothman - Johan Stensson Rothman (1684-1763)
- J.Rousseau - Jacques Rousseau (botaniste) (1905-1970)
- J.Roux - Jean Roux (1876-1939)
- J.S.Muell. - John Sebastian Miller (1715-c.1790)
- J.Salt - Jonathan Salt (1759-1810)
- J.Schröt. - Joseph Schröter (1837-1894)
- J.Sierra - Jorge Sierra (fl. 1989)
- J.Sm. - John Smith (botaniste) (1798-1888)
- J.Small - James Small (1889-1955)
- J.Soulié - Jean-André Soulié (1858-1905)
- J.St.-Hil. - Jean Henri Jaume Saint-Hilaire (1772-1845)
- J.T.Howell - John Thomas Howell (1903-1994)
- J.Thomson - Joseph Thomson (explorateur) (1858-1895)
- J.V.Lamour. - Jean Vincent Félix Lamouroux (1779-1825)
- J.V.Thomps. - John Vaughan Thompson (1779-1847)
- J.Vahl - Jens Vahl (1796-1854)
- J.W.Grimes - James Walter Grimes (1953-…)
- J.W.Ingram - John William Ingram (1924-…)
- J.W.Landon - John W. Landon (fl. 1975)
- J.W.Loudon - Jane Wells Loudon (1807-1858)
- J.W.Moore - John William Moore (1901-?)
- J.W.Powell - John Wesley Powell (1834-1902)
- J.W.Salter - John William Salter (en) (1820-1869)
- J.W.Sturm - Johann Wilhelm Sturm (1808-1865)
- J.W.Zetterst. - Johan Wilhelm Zetterstedt (1785-1874)
- J.Wahlb. - Johan August Wahlberg (1810-1856)
- J.White Dubl. - John White (c.1760-1837) (c.1760-1837)
- J.White R.N. - John White (chirurgien) (1757-1832)
- J.Wiśn. - Jerzy Wiśniewski (fl. 1974)
- J.Woods - Joseph Woods (1776-1864)
- J.Wund. - Jörg Wunderlich (fl. 2003)
- J.Y.Johnson - James Yate Johnson (1820-1900)
- Jaap - Otto Jaap (1864-1922)
- Jabl. - Eugene Jablonszky (1892-1975)
- Jack - William Jack (1795-1822)
- Jacob-Makoy - Lambert Jacob-Makoy (1790-1873)
- Jacobi - Georg Albano von Jacobi (1805-1874)
- Jacot Guill. - Amy Jacot Guillarmod (1911-1992)
- Jacq. - Nikolaus Joseph von Jacquin (1727-1817)
- Jacq.-Fél. - Henri Jacques-Félix (1907-2008)
- Jacquem. - Victor Jacquemont (1801-1832)
- Jacquemart - Albert Jacquemart (1808-1875)
- Jacques - Henri-Antoine Jacques (1782-1866)
- Jacquet - Pierre Jacquet (botaniste) (fl. 1997)
- Jacquinot - Honoré Jacquinot (1814-1887)
- Jaeger - Georg Friedrich von Jäger (1785-1866)
- Jahand. - Émile Jahandiez (1876-1938)
- Jakow. - Anton Jakowatz (1872-1964)
- Jakubz. - Moisej Markovic Jakubziner (1898-?)
- James - Thomas Potts James (1803-1882)
- Jan - Giorgio Jan (1791-1866)
- Jan.Ammal - Edavalath Kakkath Janaki Ammal (1897-1984)
- Janch. - Erwin Emil Alfred Janchen-Michel von Westland (1882-1970)
- Janka - Victor Janka von Bulcs (1837-1900)
- Játiva - Carlos D. Játiva (fl. 1963)
- Jaub. - Hippolyte François Jaubert (1798-1874)
- Jauzein - Philippe Jauzein (1953-…)
- Jean F.Brunel - Jean-Frédéric Brunel (1945-…)
- Jeanj. - Alexis Félix Jeanjean (1867-1941)
- Jeff W.Grimes - Jeffrey William Grimes (1950-…)
- Jekyll - Gertrude Jekyll (1843-1932)
- Jenkins - Anna Eliza Jenkins (1886-1972)
- Jenman - George Samuel Jenman (1845-1902)
- Jenny - Rudolf Jenny (fl. 1980s-1990s)
- Jeps. - Willis Linn Jepson (1867-1946)
- Jess. - Karl Friedrich Wilhelm Jessen (1821-1889)
- Jn.Dalton - John Dalton (1766-1844)
- Joffe - Abraham Joffe (1909-2000)
- John Parkinson - John Parkinson[1] (1567-1650)
- Johnst. - George Johnston (1797-1855)
- Joly - Nicolas Joly (1812-1885)
- Jolycl. - Nicolas Marie Thérèse Jolyclerc (1746-1817)
- Jones - William Jones (linguiste) (1746-1794)
- Jonst. - Jan Jonston[1] (1603-1675)
- Jord. - Alexis Jordan (1814-1897)
- Jord.Puyf. - Eugène Jordan de Puyfol (1819-1891)
- Jordaan - Marie Jordaan (1948-…)
- Jos.Martin - Joseph Martin (jardinier) (ca. 1760-1826)
- Joss. - Marcel Josserand (1900-1992)
- Jovet-Ast - Suzanne Jovet-Ast (1914-2006)
- Joy Thomps. - Joy Thompson (1923-…)
- Js.Murray - James A. Murray (mycologue) (1923-1961)
- Juill. - Jules Juillet (fl. 1831)
- Jul.Schäff. - Julius Schäffer (1882-1944)
- Jülich - Walter Jülich (1942-…)
- Jum. - Henri Lucien Jumelle (1866-1935)
- Jung - Joachim Jung[1] (1587-1657)
- Jungh. - Franz Wilhelm Junghuhn (1809-1864)
- Jungner - Johan Richard Jungner (1858-1929)
- Juss. - Antoine-Laurent de Jussieu (1748-1836)
- Juz. - Sergueï Iouzeptchouk (1893-1959)

## K
- Haut – A
- B
- C
- D
- E
- F
- G
- H
- I
- J
- K
- L
- M
- N
- O
- P
- Q
- R
- S
- T
- U
- V
- W
- X
- Y
- Z

- K.A.Ford - Kerry Alison Ford (1964-…)
- K.Bergius - Karl Heinrich Bergius (v. 1790-1818)
- K.Brandegee - Mary Katharine Brandegee (1844-1920)
- K.Bremer - Kåre Bremer (1948-…)
- K.D.Hill - Kenneth D. Hill (1948-…)
- K.D.Koenig - Karl Dietrich Eberhard König (1774-1851)
- K.D.Stewart - Kenneth D. Stewart (1932-2013)
- K.F.Schimp. - Karl Friedrich Schimper (1803-1867)
- K.Harz - Kurt Harz (1858-1939) (1858-1939)
- K.Hoffm. - Käthe Hoffmann (1883-1931)
- K.I.Goebel - Karl Immanuel Eberhard Goebel (1855-1932)
- K.Iwats. - Kunio Iwatsuki (1934-…)
- K.Koch - Karl Koch (botaniste) (1809-1879)
- K.Kondo - Katsuhiko Kondo (fl. 1984)
- K.Krause - Kurt Krause (1883-1963)
- K.L.T.Liebe - Karl Theodor Liebe (1828-1894)
- K.Larsen - Kai Larsen (1926-…)
- K.Le-Cong - Kiet Le-Cong (1936-…)
- K.M.Curtis - Kathleen Curtis (1892-1994)
- K.M.Drew - Kathleen Mary Drew-Baker (1901-1957)
- K.M.Matthew - Koyapillil Mathai Matthew (1930-2004)
- K.Mert. - Karl Heinrich Mertens (1796-1830)
- K.Möbius - Karl Möbius (1825-1908)
- K.Perss. - Karin Persson (botaniste) (sv) (1891-1971)
- K.R.Thiele - Kevin Thiele (fl. 1988)
- K.Richt. - Karl Richter (botaniste) (1855-1891)
- K.Schum. - Karl Moritz Schumann (1851-1904)
- K.T.Fu - Kun Tsun Fu (1912-…)
- K.Wilh. - Karl Wilhelm (botaniste) (1848-1933)
- K.Y.Guan - Kai Yun Guan (fl. 1993)
- Kablík. - Josephine Kablick (1787-1863)
- Kaempf. - Engelbert Kaempfer[1] (1651-1716)
- Kalela - Aimo Aarno Antero Kalela (sv) (1908-1977)
- Kalkman - Cornelis Kalkman (1928-1998)
- Källersjö - Mari Källersjö (es) (1954-…)
- Kalm - Pehr Kalm (1716-1779)
- Kaltenb. - Johann Heinrich Kaltenbach (1807-1876)
- Kamel - Jiří Josef Camel[1] (1661-1706)
- Kamelin - Rudolph Kaméline (1938-…)
- Kämmer - Franco Kämmer (es) (1945-…)
- Kaneh. - Ryōzō Kanehira (en) (1882-1948)
- Kanitz - August Kanitz (1843-1896)
- Kar. - Grigori Kareline (1801-1872)
- Karpinsky - Alexandre Karpinski (1847-1936)
- Kartesz - John T. Kartesz (es) (fl. 1990)
- Kauffm. - Nikolaï Kauffmann (1834-1870)
- Kaulf. - Georg Friedrich Kaulfuss (1786-1830)
- Kausel - Eberhard Max Leopold Kausel (es) (1910-1972)
- Kawam. - Seiichi Kawamura (?-1946)
- Kearney - Thomas Henry Kearney (en) (1874-1956)
- Keating - William Keating (1799-1840)
- Keay - Ronald William John Keay (1920-1998)
- Keck - Karl Keck (es) (1825-1894)
- Keilin - David Keilin (fl. 1921)
- Kelaart - Edward Frederick Kelaart (1818-1860)
- Kelway - James Kelway (es) (1815-1899)
- Keng - Yi Li Keng (1897-1975)
- Keng f. - Pai Chieh Keng (1917-…)
- Kensit - Harriet Margaret Louisa Bolus (1877-1970)
- Kent - William Saville-Kent (1845-1908)
- Ker Gawl. - John Bellenden Ker Gawler (1764-1842)
- Keraudren - Monique Keraudren (1928-1981)
- Kerguélen - Michel Kerguélen (1928-1999)
- Kerstin Koch - Kerstin Koch (fl. 2006)
- Kessler - Paul Joseph Antonius Kessler (nl) (1958-…)
- Keyserl. - Alexander von Keyserling (1815-1891)
- Khawkine - Waldemar Haffkine (1860-1930)
- Kieff. - Jean-Jacques Kieffer (1857-1925)
- Kiew - Ruth Kiew (1946-…)
- Kiggel. - Franz Kiggelaer[1] (1648-1722)
- Killick - Donald Joseph Boomer Killick (1926-…)
- Kimnach - Myron William Kimnach (es) (1922-2018)
- Kindt - Christian Sommer Kindt (en) (1816-1903)
- King - George King (botaniste) (1840-1909)
- Kippist - Richard Kippist (1812-1882)
- Kirk - Thomas Kirk (1828-1898)
- Kirp. - Moïsseï Kirpitchnikov (1913-1995)
- Kirschl. - Frédéric Kirschleger (1804-1869)
- Kirschner - Jan Kirschner (1955-…)
- Kit. - Pál Kitaibel (1757-1817)
- Kitag. - Masao Kitagawa (1910-1995)
- Kitam. - Shiro Kitamura (1906-2002)
- Kittlitz - Heinrich von Kittlitz (1799-1871)
- Kjellm. - Frans Reinhold Kjellman (1846-1907)
- Klatt - Friedrich Wilhelm Klatt (1825-1897)
- Klein - Jacob Theodor Klein (1685-1759)
- Klopper - Ronell Renett Klopper (1974-…)
- Klotzsch - Johann Friedrich Klotzsch (1805-1860)
- Klugh - Alfred Brooker Klugh (1882-1932)
- Kluk - Jan Krzysztof Kluk (1739-1796)
- Knaut - Christian Knauth[1] (1654-1716)
- Knauth - Christoph Knauth[1] (1638-1694)
- Kneuck. - Johann Andreas Kneucker (1862-1946)
- Kniep - Hans Kniep (1881-1930)
- Knight - Joseph Knight (1777?-1855)
- Knobl. - Emil Friedrich Knoblauch (1864-1936)
- Knoll - Fritz Knoll (1883-1981)
- Knoop - Johann Hermann Knoop (vers 1700-1769)
- Knorring - Olga Knorring (1896-1979)
- Knowles - George Beauchamp Knowles (fl. 1820-1852)
- Knowlt. - Frank Hall Knowlton (1860-1926)
- Knuth - Paul Erich Otto Wilhelm Knuth (en) (1854-1899)
- Kobuski - Clarence Emmeren Kobuski (1900-1963)
- Koch - Johann Friedrich Wilhelm Koch (1759-1831)
- Koehne - Bernhard Adalbert Emil Koehne (1848-1918)
- Koell. - Albert von Kölliker (1817-1905)
- Kof. - Charles Atwood Kofoid (1865-1947)
- Kohlm. - Jan Kohlmeyer (1928-…)
- Koidz. - Gen-Iti Koidzumi (1883-1953)
- Kol - Erzsébet Kol (1897-1980)
- Kolen. - Friedrich Anton Rudolph Kolenati (1813-1864)
- Kölr. - Joseph Gottlieb Kölreuter (1733-1806)
- Kom. - Vladimir Leontievitch Komarov (1869-1945)
- Korall - Petra Korall (fl. 2006)
- Koren' - Nina Fedorovna Koren' (1920-…)
- Körn. - Friedrich August Körnicke (1828-1908)
- Kornmann - Peter Kornmann (1907-1993)
- Korovin - Evgueni Korovine (1891-1963)
- Korsh. - Sergueï Korjinski (1861-1900)
- Korshikov - Aleksandr Arkadievich Korshikov (1889-1942)
- Körte - Heinrich Friedrich Franz Körte (1782-1845)
- Korth. - Pieter Willem Korthals (1807-1892)
- Kosh. - Dmitri Kojevnikov (1858-1882)
- Koso-Pol. - Boris Kozo-Polianski (1890-1957)
- Kostel. - Vincenz Franz Kosteletzky (1801-1887)
- Kosterm. - André Joseph Guillaume Henri Kostermans (1907-1994)
- Kostina - Klaudia Fedorovna Kostina (1900-?)
- Kotl. - František Kotlaba (1927-…)
- Kotschy - Karl Georg Theodor Kotschy (1813-1866)
- Kovalev - Nikolai Vasilevich Kovalev (es) (1888-?)
- Kraenzl. - Fritz Kränzlin (1847-1934)
- Kraep. - Karl Matthias Friedrich Magnus Kraepelin (1848-1915)
- Kral - Robert Kral (es) (1926-…)
- Kramer - Wilhem Heinrich Kramer (?-1765)
- Krapov. - Antonio Krapovickas (1921-2015)
- Krasn. - Andreï Krasnov (1862-1914)
- Krassiln. - Nikolay Aleksandrovich Krassilnikov (en) (1896-1973)
- Krassilov - Valentin Abramovich Krassilov (fl. 1967)
- Kräusel - Richard Oswald Karl Kräusel (1890-1966)
- Kreutz - Carolus Adrianus Johannes Kreutz (en) (1954-)
- Kreuz. - Kurt G. Kreuzinger (en) (1905-1989)
- Kritz. - Kobus Kritzinger (fl. 1985)
- Krok - Thorgny Ossian Bolivar Napoleon Krok (es) (1834-1921)
- Krombh. - Julius Vincenz von Krombholz (1782-1843)
- Krug - Carl Wilhelm Leopold Krug (1833-1898)
- Krysht. - Afrikan Krichtofovitch (1885-1953)
- Kuang - Ko Zen Kuang (1914-1977)
- Kuff. - Hubert Kufferath (1882-1957)
- Kuhl - Heinrich Kuhl (1796-1821)
- Kuhlm. - João Geraldo Kuhlmann (1882-1958)
- Kuhn - Friedrich Adalbert Maximilian Kuhn (1842-1894)
- Kühner - Robert Kühner (1903-1996)
- Kuhnh.-Lord. - Georges Kuhnholtz-Lordat (fl. 1949)
- Kük. - Georg Kükenthal (1864-1955)
- Kukkonen - Ilkka Toivo Kalervo Kukkonen (es) (1926-…)
- Künkele - Siegfried Künkele (es) (1931-…)
- Kunth - Karl Sigismund Kunth (1788-1850)
- Kuntze - Otto Kuntze (1843-1907)
- Kunze - Gustav Kunze (1793-1851)
- Kupicha - Frances Kristina Kupicha (es) (1947-2013)
- Kuprian. - Lioudmila Kouprianova (1914-1987)
- Kurl. - Bogouslav Kourlovitch (1948-…)
- Kurtzman - Cletus P. Kurtzman (1938-…)
- Kurz - Wilhelm Sulpiz Kurz (1834-1878)
- Kusn. - Nikolaï Kouznetsov (botaniste) (1864-1932)
- Kütz. - Friedrich Traugott Kützing (1807-1893)
- Kuyper - Thomas Wilhelmus Kuyper (1954-…)
- Kylin - Johan Harald Kylin (1879-1949)

## L
- Haut – A
- B
- C
- D
- E
- F
- G
- H
- I
- J
- K
- L
- M
- N
- O
- P
- Q
- R
- S
- T
- U
- V
- W
- X
- Y
- Z

- L'Hér. - Charles Louis L'Héritier de Brutelle (1746-1800)
- L'Herm. - Ferdinand Joseph L'Herminier (1802-1866)
- L. - Carl von Linné (1707-1778) - C'est, à titre d'hommage, la seule abréviation d'une seule lettre.
- L.A.Johnst. - Laverne A. Johnston (1930-…)
- L.A.S.Johnson - Lawrence Alexander Sidney Johnson (1925-1997)
- L.Allorge - Lucile Boiteau-Allorge (1937-…)
- L.Andersson - Bengt Lennart Andersson (1948-2005)
- L.B.Sm. - Lyman Bradford Smith (1904-1997)
- L.Beauvis. - L. Beauvisage (fl. 1959)
- L.Bolus - Harriet Margaret Louisa Bolus (1877-1970)
- L.C.Beck - Lewis Caleb Beck (1798-1853)
- L.C.Leach - Leslie Charles Leach (1909-1996)
- L.E.Mora - Luis Eduardo Mora-Osejo (1931-2004)
- L.E.Navas - Luisa Eugenia Navas (1918-…)
- L.E.Newton - Leonard Eric Newton (1936-…)
- L.E.Skog - Laurence Skog (1943-…)
- L.f. - Carl von Linné le Jeune (1741-1783)
- L.F.Hend. - Louis Forniquet Henderson (1853-1942)
- L.Fuchs - Leonhart Fuchs[1] (1501-1566)
- L.G.Clark - Lynn G. Clark (1956-…)
- L.Graves - Louis Graves (1791-1857)
- L.Gross - Ludwig Gross (botaniste) (1860-?)
- L.Gubellini - Leonardo Gubellini (botaniste) (1954-)
- L.Guthrie - Louise Guthrie (1879-1966)
- L.H.Bailey - Liberty Hyde Bailey (1858-1954)
- L.Henry - Louis Henry (botaniste) (1853-1903)
- L.I.Davis - Louie Irby Davis (1862-1945)
- L.K.Dai - Lun Kai Dai (fl. 1963)
- L.Kollmann - Ludovic Jean Charles Kollmann (1965-…)
- L.L.Daniel - Lucien Louis Daniel (1856-1940)
- L.L.Forrest - Laura L. Forrest (fl. 2003)
- L.Linden - Lucien Linden (1851-1940)
- L.Lortet - Louis Charles Émile Lortet (1836-1909)
- L.M.A.Robill. - Louis Marc Antoine Robillard d'Argentelle (1777-1828)
- L.M.Dufour - Léon Marie Dufour (1862-1942)
- L.M.Perry - Lily May Perry (1895-1992)
- L.Marsili - Luigi Ferdinando Marsigli[1] (1656-1730)
- L.Mend. - Leonel Mendoza (fl. 1987)
- L.O.Williams - Louis Otho Williams (1908-1991)
- L.Saéz - Llorenç Saéz (1965-…)
- L.Thienem. - Ludwig Thienemann (1793-1858)
- L.Uribe - Antonio Lorenzo Uribe Uribe (1900-1980)
- L.Vaill. - Léon Vaillant (1834-1914)
- L.Walton - Lee Barker Walton (1871-1937)
- L.Winter - Ludovic Winter (1846-1912)
- La Llave - Pablo de La Llave (1773-1833)
- Labill. - Jacques-Julien Houtou de La Billardière (1755-1834)
- Labour. - J. Labouret (fl. 1853-1858)
- Laest. - Lars Levi Læstadius (1800-1861)
- Lag. - Mariano Lagasca y Segura (1776-1839)
- Lagerh. - Nils Gustaf Lagerheim (1860-1926)
- Laichard. - Johann Nepomuk von Laicharting (1754-1797)
- Lam. - Jean-Baptiste de Lamarck (1744-1829)
- Lamb. - Aylmer Bourke Lambert (1761-1842)
- Lambertye - Léonce de Lambertye (1810-1877)
- Lambinon - Jacques Lambinon (1936-2015)
- Landrum - Leslie R. Landrum (en) (1946-)
- Landsb. - David Landsborough (1779-1854)
- Laness. - Jean-Marie de Lanessan (1843-1919)
- Lange - Johan Lange (1818-1898)
- Langeron - Maurice Langeron (1874-1950)
- Langl. - Auguste Barthélemy Langlois (1832-1900)
- Langsd. - Georg Heinrich von Langsdorff (1774-1852)
- Langst. - Friedrich Ludwig Langstedt (1750-1804)
- Lanj. - Joseph Lanjouw (1902-1984)
- Lank. - Edwin Ray Lankester (1847-1929)
- Lannoy - Gilbert Lannoy (1925-2013)
- Lapeyr. - Philippe-Isidore Picot de Lapeyrouse (1744-1818)
- Larrañaga - Dámaso Antonio Larrañaga (1771-1848)
- Larreat. - Joseph Dionisio Larreategui (fl. 1795-c.1805)
- Larter - Clara Ethelinda Larter (1847-1936)
- Lasègue - Antoine Lasègue (1793-1873)
- Lassen - Per Lassen (1942-…)
- Lasser - Tobías Lasser (1911-2006)
- Latap. - François-de-Paule Latapie (1739-1823)
- Latourr. - Marc Antoine Louis Claret de La Tourrette (1729-1793)
- Lauche - Wilhelm Lauche (1827-1883)
- Lauterb. - Karl Lauterbach (1864-1937)
- Lauterer - Josef Lauterer (1848-1911)
- Lauth - Thomas Lauth (1758-1826)
- Lavallée - Pierre Alphonse Martin Lavallée (1835-1884)
- Lavranos - John Jacob Lavranos (1926-2018)
- Lawalrée - André Gilles Célestin Lawalrée (1921-2005)
- Laxm. - Erich Laxmann (1737-1796)
- Le Cointe - Paul Le Cointe (1870-1956)
- Le Gall - Nicolas Joseph Marie Le Gall (1787-1860)
- Le Houér. - Henri-Noël Le Houérou (1928-2009)
- Le Jol. - Auguste-François Le Jolis (1823-1904)
- Le Maout - Emmanuel Le Maout (1799-1877)
- Le Monn. - Louis Guillaume Le Monnier (1717-1799)
- Le Prévost - Auguste Le Prévost (1787-1859)
- Le Turq. - Joseph-Alexandre Le Turquier de Longchamp (1748-1829)
- Leandri - Jacques Désiré Leandri (1903-1982)
- Leav. - Robert Greenleaf Leavitt (1865-1942)
- Lebert - Hermann Lebert (1813-1878)
- Leclair - Albert Leclair (fl. 1932)
- Leclercq - Suzanne Leclercq (1901-1994)
- Lecomte - Paul Lecomte (1856-1934)
- Leconte - John Eatton Le Conte (1784-1860)
- Lecoq - Henri Lecoq (1802-1871)
- Ledeb. - Karl Friedrich von Ledebour (1785-1851)
- Leedale - Gordon Frank Leedale (1932-…)
- Leeke - Georg Gustav Paul Leeke (1883-1933)
- Leenh. - Pieter Willem Leenhouts (1926-2004)
- Leers - Johann Georg Daniel Leers (1727-1774)
- Lees - Edwin Lees (1800-1887)
- Lefèvre - Louis-Victor Lefèvre (1810-1878)
- Lehm. - Johann Georg Christian Lehmann (1792-1860)
- Leichh. - Ludwig Leichhardt (1813-1848)
- Leidy - Joseph Leidy (1823-1891)
- Lej. - Alexandre Louis Simon Lejeune (1779-1858)
- Lejoly - Jean Lejoly (1945-…)
- Lem. - Charles Lemaire (1801-1871)
- Léman - Dominique Sébastien Léman (1781-1829)
- Leme - Elton Leme (1960-…)
- Lemmerm. - Ernst Lemmermann (1867-1915)
- Lemoine - Victor Lemoine (1823-1911)
- Lenné - Peter Joseph Lenné (1789-1866)
- Lenz - Harald Othmar Lenz (1798-1870)
- León - Frère León (1871-1955)
- Leonard - Emery Clarence Leonard (1892-1968)
- Lepech. - Ivan Lepekhine (1737-1802)
- Lepr. - François Mathias René Leprieur (1799-1869)
- Leroy - André Leroy (1801-1875)
- Lesch. - Jean-Baptiste Leschenault de La Tour (1773-1826)
- Leske - Nathanael Gottfried Leske (1751-1786)
- Leskov - Alexandr Ivanovich Leskov (1902-1942)
- Lesq. - Charles Léo Lesquereux (1806-1889)
- Less. - Christian Friedrich Lessing (1809-1862)
- Leszcz.-Sum. - Michał Hieronim Leszczyc-Sumińsky (1820-1898)
- Letouzey - René Letouzey (1918-1989)
- Letr.-Gal. - Marie-Agnès Letrouit-Galinou (1931-…)
- Letty - Cythna Lindenberg Letty (1895-1985)
- Leuck. - Karl Georg Friedrich Rudolf Leuckart (1823-1898)
- Lév. - Joseph-Henri Léveillé (1796-1870)
- Levichev - Igor Germanovich Levichev (1945-…)
- Levier - Emilio Levier (1839-1911)
- Levine - Norman Dion Levine (1912-1999)
- Levyns - Margaret Levyns (1890-1975)
- Lewis - Meriwether Lewis (1774-1809)
- Lewton - Frederick Lewis Lewton (1874-1959)
- Leyens - Teresa Leyens (fl. 1995)
- Liais - Emmanuel Liais (1826-1900)
- Lib. - Marie-Anne Libert (1782-1865)
- Liben - Louis Liben (1926-2006)
- Licht. - Martin Lichtenstein (1780-1857)
- Lidén - Magnus Lidén (1951-…)
- Liebl. - Franz Kaspar Lieblein (1744-1810)
- Liebm. - Frederik Michael Liebmann (1813-1856)
- Lightf. - John Lightfoot (biologiste) (1735-1788)
- Lign. - Élie Antoine Octave Lignier (1855-1916)
- Lignières - Joseph Léon Lignières (1868-1933)
- Lillo - Miguel Lillo (1862-1931)
- Lim - Gloria Lim (1930-…)
- Limpr. - Karl Gustav Limpricht (1834-1902)
- Lincz. - Igor Lintchevski (1908-1997)
- Lindau - Gustav Lindau (1866-1923)
- Lindb. - Sextus Otto Lindberg (1835-1889)
- Lindeb. - Carl Johan Lindeberg (1815-1900)
- Linden - Jean Linden (1817-1898)
- Lindh. - Ferdinand Jacob Lindheimer (1801-1879)
- Lindl. - John Lindley (1799-1865)
- Lindm. - Carl Axel Magnus Lindman (1856-1928)
- Lindr. - Johan Ivar Lindroth (1872-1943)
- Link - Heinrich Friedrich Link (1767-1851)
- Linn - Manson Bruce Linn (1908-1983)
- Linsbauer - Karl Linsbauer (1872-1934)
- Lint - Harold LeRoy Lint (1917-…)
- Lippmaa - Teodor Lippmaa (1892-1943)
- Lipsky - Vladimir Ippolitovich Lipsky (1863-1937)
- Liro - Johan Ivar Lindroth (1872-1943)
- Litard. - René Verriet de Litardière (1888-1957)
- Litv. - Dmitri Litvinov (1854-1929)
- Lloyd - Curtis Gates Lloyd (1859-1926)
- Lobel - Mathias de l'Obel[1] (1538-1616)
- Lockh. - David Lockhart (?-1845)
- Locq. - Marcel Locquin (1922-…)
- Lodd. - Conrad Loddiges (1738-1826)
- Lodé - Joël Lodé (1952-…)
- Loefgr. - Albert Löfgren (1854-1919)
- Loefl. - Pehr Löfling (1729-1756)
- Loes. - Ludwig Eduard Theodor Loesener (1865-1941)
- Loesel - Johannes Loesel[1] (1607-1655)
- Loisel. - Jean-Louis-Auguste Loiseleur-Deslongchamps (1774-1849)
- Lojac. - Michele Lojacono-Pojero (1853-1919)
- Lonitzer - Adam Lonitzer[1] (1528-1586)
- Lönnrot - Elias Lönnrot (1802-1884)
- Looser - Gualterio Looser (1898-1982)
- Lorence - David Lorence (1946-…)
- Lorenzi - Harri Lorenzi (fl. 2010)
- Loret - Henri Loret (1811-1888)
- Lortet - Clémence Lortet (1772-1835)
- Lothian - Thomas Robert Noel Lothian (1915-2004)
- Lotsy - Johannes Paulus Lotsy (1867-1931)
- Loubière - Auguste Loubière (1888-1963)
- Loudon - John Claudius Loudon (1783-1843)
- Louis-Marie - Louis-Marie Lalonde (1896-1978)
- Lour. - João de Loureiro (1717-1791)
- Lourteig - Alicia Lourteig (1913-2003)
- Lovett - Jon C. Lovett (fl. 1999)
- Lowe - Richard Thomas Lowe (1802-1874)
- Lowrie - Allen Lowrie (?-?)
- Lowry - Porter Peter Lowry (1956-…)
- Lubbers - Louis Lubbers (1832-1905)
- Lucand - Jean-Louis Lucand (1821-1896)
- Ludlow - Frank Ludlow (1885-1972)
- Ludw. - Christian Gottlieb Ludwig (1709-1773)
- Luer - Carlyle August Luer (1922-…)
- Luerss. - Christian Luerssen (1843-1916)
- Luizet - Marie Dominique Luizet (1851-1930)
- Lukman. - Athanase de Lukmanoff (1825-1890)
- Lund - Niels Tønder Lund (1749-1809)
- Lundell - Cyrus Longworth Lundell (1907-1994)
- Lunell - Joël Lunell (1851-1920)
- Lutken - Christian Frederik Lütken (1827-1901)
- Luttr. - Everett Stanley Luttrell (1916-1988)
- Lutz - Bertha Lutz (1894-?)
- Lyall - David Lyall (1817-1895)
- Lyell - Charles Lyell (botaniste) (1767-1849)
- Lynch - Richard Irwin Lynch (1850-1924)
- Lyngb. - Hans Christian Lyngbye (1782-1837)
- Lyons - Israel Lyons (1739-1775)

## M
- Haut – A
- B
- C
- D
- E
- F
- G
- H
- I
- J
- K
- L
- M
- N
- O
- P
- Q
- R
- S
- T
- U
- V
- W
- X
- Y
- Z

- M.A.Clem. - Mark Alwin Clements (1949-…)
- M.A.Curtis - Moses Ashley Curtis (1808-1872)
- M.B.Allen - Mary Belle Allen (1922-1973)
- M.B.Mill. - M. Barry Miller (fl. 1999)
- M.Backlund - Maria Backlund (fl. 2007)
- M.Bieb. - Friedrich August Marschall von Bieberstein (1768-1826)
- M.C.Chang - Mei Chen Chang (1933-…)
- M.C.Ferguson - Margaret Clay Ferguson (1863-1951)
- M.C.Johnst. - Marshall Conring Johnston (1930-…)
- M.Choisy - Maurice Gustave Benoît Choisy (1897-1966)
- M.E.Barr - Margaret Elizabeth Barr-Bigelow (1923-2008)
- M.E.Galiano - María Elena Galiano (fl. 1974)
- M.E.Jones - Marcus E. Jones (1852-1934)
- M.F.Fay - Michael Francis Fay (1960-…)
- M.F.Ray - Martin Forbes Ray (fl. 1998)
- M.Fleisch. - Max Fleischer (bryologiste) (1861-1930)
- M.G.Gilbert - Michael George Gilbert (1943-…)
- M.Gómez - Manuel Gómez de la Maza y Jiménez (1867-1916)
- M.Hughes - Mark Hughes (botaniste) (fl. 2002)
- M.J.Lai - Ming Jou Lai (fl. 1977)
- M.Knowles - Matilda Cullen Knowles (1864-1933)
- M.Kuhlm. - Moysés Kuhlmann (1906-1972)
- M.Laínz - Manuel Laínz (1923-…)
- M.Lebour - Marie Victoire Lebour (1876-1971)
- M.Lemoine - Marcel Lemoine (géologue) (1924-2009)
- M.Martens - Martin Martens (1797-1863)
- M.Martins - Marcio Martins (fl. 1999)
- M.Neal - Marie Catherine Neal (1889-1965)
- M.P.de Vos - Miriam Phoebe de Vos (1912-2005)
- M.Peck - Morton Eaton Peck (1871-1959)
- M.Pignal - Marc M. Pignal (1964-…)
- M.R.Schomb. - Moritz Richard Schomburgk (en) (1811-1891)
- M.Roem. - Max Joseph Roemer (1791-1849)
- M.Rousseau - Mariette Rousseau (1850-1926)
- M.S.Br. - Margaret Sibella Brown (1866-1961)
- M.Schultze - Max Johann Sigismund Schultze (1825-1874)
- M.Serres - Pierre Toussaint Marcel de Serres de Mesplès (1783-1862)
- M.Sm. - Matilda Smith (1854-1926)
- M.Teissier - Marc Teissier (fl. 1996)
- M.V.Hayden - M. Victoria Hayden (?-?)
- M.Verlaque - Marc Verlaque (?-…)
- M.Villarreal - Manuel Villarreal (fl. 1997)
- M.Vilm. - Maurice de Vilmorin (1849-1918)
- M.W.Chase - Mark Wayne Chase (1951-…)
- M.W.Lyon - Marcus Ward Lyon (1875-1942)
- Ma - Yu Chuan Ma (1916-…)
- Maas - Paulus Johannes Maria Maas (1939-…)
- Maas Geest. - Rudolph Arnold Maas Geesteranus (1911-2003)
- Mabb. - David John Mabberley (1948-…)
- Mabille - Paul Mabille (1835-1923)
- Macfad. - James Macfadyen (1798-1850)
- Macfarl. - John Muirhead Macfarlane (1855-1943)
- Mack. - Kenneth Kent Mackenzie (1877-1934)
- MacKee - Hugh Shaw MacKee (1912-1995)
- Macklot - Heinrich Christian Macklot (1799-1832)
- MacLeod - Julius Mac Leod (1857-1919)
- Macloskie - George Macloskie (1834-1919)
- Maclure - William Maclure (1763-1840)
- Maconochie - John Richard Maconochie (1941-1984)
- Macoun - John Macoun (1831-1920)
- Macquart - Pierre Justin Marie Macquart (1778-1855)
- Maggs - Christine Maggs (1956-…)
- Magnin - Antoine Magnin (1848-1926)
- Magnol - Pierre Magnol[1] (1638-1715)
- Maguire - Bassett Maguire (1904-1991)
- Maiden - Joseph Henry Maiden (1859-1925)
- Mains - Edwin Butterworth Mains (1890-1968)
- Maire - René Charles Joseph Maire (1878-1949)
- Maitland - Thomas Douglas Maitland (1885-1976)
- Majevski - Piotr Maïevski (1851-1892)
- Makino - Tomitarō Makino (1862-1957)
- Malherbe - Alfred Malherbe (1804-1865)
- Malinv. - Louis Jules Ernest Malinvaud (1836-1913)
- Malmgren - Anders Johan Malmgren (1834-1897)
- Maly - Joseph Karl Maly (1797-1866)
- Mamede - Maria Candida Henrique Mamede (1956-…)
- Mandon - Gilbert Mandon (1799-1866)
- Manetti - Saverio Manetti (1723-1785)
- Manfr.Binder - Manfred Binder (fl. 1991)
- Mangelsd. - Paul Christoph Mangelsdorf (1899-1989)
- Mangelsdorff - Ralph Daniel Mangelsdorff (1958-…)
- Manhart - J. R. Manhart (fl. 1987)
- Mannoni - Octave Mannoni (1899-1989)
- Mansf. - Rudolf Mansfeld (1901-1960)
- Mantell - Gideon Mantell (1790-1852)
- Manton - Irene Manton (1904-1988)
- Marais - Wessel Marais (1929-2013)
- Maranta - Bartolomeo Maranta[1] (v. 1500-1571)
- Marc.-Berti - Luis Marcano-Berti (fl. 1967)
- Marcgr. - Georg Markgraf[1] (1610-1644)
- Maréchal - Robert Joseph Jean-Marie Maréchal (1926-…)
- Maresq. - Henri Jean Maresquelle (1898-1977)
- Margalef - Ramon Margalef (1919-2004)
- Margot - Henri Margot (1807-1894)
- Margulis - Lynn Margulis (1938-2011)
- Marion - Antoine-Fortuné Marion (1846-1900)
- Markgr. - Friedrich Markgraf (1897-1987)
- Markham - Clements Markham (1830-1916)
- Marloth - Hermann Wilhelm Rudolf Marloth (1855-1931)
- Marriott - Neil Marriott (fl. 1993)
- Marsden - William Marsden (orientaliste) (1754-1836)
- Marsh - Charles Dwight Marsh (1855-1932)
- Marshall - Humphry Marshall (1722-1801)
- Marsili - Giovanni M. Marsili (1727-1794)
- Mart. - Carl Friedrich Philipp von Martius (1794-1868)
- Mart.Gord. - Martha Martínez Gordillo (fl. 1994)
- Martínez - Maximino Martínez (1888-1964)
- Martinov - Ivan Martynov (1771-1833)
- Martins - Charles Frédéric Martins (1806-1889)
- Martyn - Thomas Martyn (1736-1825)
- Marum - Martin van Marum (1750-1837)
- Masam. - Genkei Masamune (1899-1993)
- Maskell - William Miles Maskell (1840-1898)
- Maslin - Bruce Maslin (1946-…)
- Massart - Jean Massart (1865-1925)
- Masson - Francis Masson (1741-1805)
- Mast. - Maxwell Tylden Masters (1833-1907)
- Maton - William George Maton (1774-1835)
- Matr. - Louis Matruchot (1863-1921)
- Matsum. - Ninzo Matsumura (1856-1928)
- Matt. - Heinrich Gottfried von Mattuschka (1734-1779)
- Mattei - Giovanni Ettore Mattei (1865-1943)
- Mattf. - Johannes Mattfeld (1895-1951)
- Matthäs - Ursula Matthäs (1949-…)
- Mattick - Wilhelm Fritz Mattick (1901-1984)
- Mattioli - Pierandrea Mattioli[1] (1501-1577)
- Mattos - João Rodrigues de Mattos (es) (1926-)
- Mattox - Karl R. Mattox (1936-…)
- Matuda - Eizi Matuda (1894-1978)
- Maubl. - André Maublanc (1880-1958)
- Maumené - Albert Maumené (fl. 1894-1902)
- Maurizio - Adam Maurizio (1862-1941)
- Mavrodiev - Evgueni Mavrodiev (fl. 1999)
- Maxim. - Carl Maximowicz (1827-1891)
- Mazel - Eugène Mazel (1828-1890)
- McAlpine - Daniel McAlpine (1849-1932)
- McCalla - William McCalla (1814-1849)
- McCann - Yule Merwyn Charles McCann (1899-1980)
- McClell. - John McClelland (naturaliste) (1805-1883)
- McClure - Floyd Alonso McClure (1897-1970)
- McCormick - Robert McCormick (1800-1890)
- McCoy - Frederick McCoy (1817-1899)
- McGill. - Donald McGillivray (1935-2012)
- McKie - Ernest Norman McKie (1882-1948)
- McKinney - Harold Hall McKinney (1889-?)
- McNabb - Robert Francis Ross McNabb (1934-1972)
- McVaugh - Rogers McVaugh (1909-2009)
- Me.Lemoine - Marie Lemoine (1887-1984)
- Mearns - Edgar Alexander Mearns (1856-1916)
- Medik. - Friedrich Kasimir Medikus (1736-1808)
- Medlicott - Henry Benedict Medlicott (1829-1905)
- Meerow - Alan Meerow (1952-…)
- Meeuwen - Maria Sophia Knaap-van Meeuwen (1936-…)
- Meigen - Johann Wilhelm Meigen (1764-1845)
- Meijden - Ruud van der Meijden (1945-2007)
- Meijer Drees - E. Meijer Drees (fl. 1938)
- Meikle - Robert Desmond Meikle (1923-…)
- Meinsh. - Karl Friedrich Meinshausen (1819-1899)
- Meisn. - Carl Meissner (1800-1874)
- Melch. - Hans Melchior (1894-1984)
- Melikyan - Aleksander Pavlovich Melikyan (1935-2008)
- Melvill - James Cosmo Melvill (1845-1929)
- Mendel - Gregor Mendel (1822-1884)
- Mendonça - Francisco de Ascensão Mendonça (1889-1982)
- Mendum - Mary Mendum (botaniste) (1945-2004)
- Menegh. - Giuseppe Giovanni Antonio Meneghini (1811-1889)
- Menge - Anton Menge (1808-1880)
- Menzies - Archibald Menzies (1754-1842)
- Mérat - François Victor Mérat de Vaumartoise (1780-1851)
- Merc.S.Foster - Mercedes S. Foster (fl. 1984)
- Mereschk. - Constantin Merejkovski (1855-1921)
- Merr. - Elmer Drew Merrill (1876-1956)
- Merrem - Blasius Merrem (1761-1824)
- Merriam - Clinton Hart Merriam (1855-1942)
- Mert. - Franz Carl Mertens (1764-1831)
- Merxm. - Hermann Merxmüller (1920-1988)
- Mesnil - Félix Mesnil (1868-1938)
- Metlesics - Hans Metlesics (fl. 1976)
- Mett. - Georg Heinrich Mettenius (1823-1866)
- Metzg. - Johann Metzger (1789-1852)
- Meunier - Alphonse Meunier (1857-1918)
- Meyen - Franz Julius Ferdinand Meyen (1804-1840)
- Meyl. - Charles Meylan (1868-1941)
- Mez - Carl Christian Mez (1866-1944)
- Michalet - Eugène Michalet (1829-1862)
- Michx. - André Michaux (1746-1803)
- Miciurin - Ivan Mitchourine (1855-1935)
- Middend. - Alexander von Middendorff (1815-1894)
- Miers - John Miers (1789-1879)
- Mies - Bruno A. Mies (fl. 1994)
- Mig. - Walter Migula (1863-1938)
- Mik - Josef Mik (1839-1900)
- Miki - Shigeru Miki (1901-1974)
- Mildbr. - Johannes Mildbraed (1879-1954)
- Milde - Julius Milde (1824-1871)
- Mill. - Philip Miller (1691-1771)
- Millard - Wilfrid Arthur Millard (1880-?)
- Millardet - Alexis Millardet (1838-1902)
- Millsp. - Charles Frederick Millspaugh (1854-1923)
- Milne-Edw. - Alphonse Milne-Edwards (1835-1900)
- Milne-Redh. - Edgar Wolston Bertram Handsley Milne-Redhead (1906-1996)
- Miq. - Friedrich Anton Wilhelm Miquel (1811-1871)
- Mirb. - Charles-François Brisseau de Mirbel (1776-1854)
- Mitch. - John Mitchell (médecin) (1711-1768)
- Mitt. - William Mitten (1819-1906)
- Miyake - Kiichi Miyake (1876-1964)
- Miyoshi - Manabu Miyoshi (1861-1939)
- Moc. - José Mariano Mociño (1757-1820)
- Moench - Conrad Moench (1744-1805)
- Mohl - Hugo von Mohl (1805-1872)
- Möhring - Paul Heinrich Gerhard Möhring (1710-1792)
- Moldenh. - Johann Jacob Paul Moldenhawer (1766-1827)
- Moldenke - Harold Norman Moldenke (1909-1996)
- Molina - Juan Ignacio Molina (1737-1829)
- Molliard - Marin Molliard (1866-1944)
- Monod - Théodore Monod (1902-2000)
- Mont. - Camille Montagne (1784-1866)
- Montrouz. - Xavier Montrouzier (1820-1897)
- Moq. - Alfred Moquin-Tandon (1804-1863)
- Mora-Ret. - Dora Emilia Mora de Retana (1939-2001)
- Moraldo - Benito Moraldo (1938-…)
- Morales - Sebastiàn Alfredo de Morales (1823-1900)
- Moran - Reid Venable Moran (1916-…)
- Morat - Philippe Morat (1937-…)
- Morelet - Pierre Marie Arthur Morelet (1809-1892)
- Morgan-Jones - Gareth Morgan-Jones (1940-…)
- Moric. - Stefano Moricand (1779-1854)
- Morière - Jules Morière (1817-1888)
- Moris - Giuseppe Giacinto Moris (1796-1869)
- Morison - Robert Morison[1] (1620-1683)
- Moritzi - Alexandre Moritzi (1807-1850)
- Morley - Thomas Morley (botaniste) (1917-2002)
- Morong - Thomas Morong (1827-1894)
- Morrone - Osvaldo Morrone (1957-2011)
- Moug. - Jean-Baptiste Mougeot (botaniste) (1776-1858)
- Mouton-Font. - Marie Jacques Philippe Mouton-Fontenille de La Clotte (1769-1837)
- Muhl. - Henry Ernest Muhlenberg (1753-1815)
- Müll.-Thurg. - Hermann Müller (Thurgovie) (1850-1927)
- Müll.Arg. - Jean Müller (1828-1896)
- Müll.Hal. - Karl Müller (bryologiste) (1818-1899)
- Müll.Stuttg. - Carl Müller (botaniste) (1820-1889)
- Muma - Martin Hammond Muma (fl. 1966)
- Mun.-Chalm. - Ernest Munier-Chalmas (1843-1903)
- Münchh. - Otto von Münchhausen (1716-1774)
- Muñoz - Carlos Muñoz Pizarro (1913-1976)
- Muñoz Garm. - José Félix Muñoz Garmendia (1949-…)
- Munro - William Munro (1818-1889)
- Munson - Thomas Volney Munson (1843-1913)
- Münster - Georg de Münster (1776-1844)
- Murb. - Svante Samuel Murbeck (1859-1946)
- Murch. - Roderick Murchison (1792-1871)
- Mure - Benoît Jules Mure (1809-1858)
- Murray - Johan Andreas Murray (1740-1791)
- Murrill - William Alphonso Murrill (1869-1957)
- Musil - Albina Frances Musil (1894-?)
- Muss.Puschk. - Apollon Moussine-Pouchkine (1760-1805)
- Mutis - José Celestino Bruno Mutis y Bosio (1732-1808)

## N
- Haut – A
- B
- C
- D
- E
- F
- G
- H
- I
- J
- K
- L
- M
- N
- O
- P
- Q
- R
- S
- T
- U
- V
- W
- X
- Y
- Z

- N.A.Br. - Nellie Brown (1876-1956)
- N.Bernard - Noël Bernard (1874-1911)
- N.Busch - Nikolaï Busch (1869-1941)
- N.Carter - Nellie Carter (1895-?)
- N.E.Br. - Nicholas Edward Brown (1849-1934)
- N.H.F.Desp. - Narcisse Henri François Desportes (1776-1856)
- N.H.Holmgren - Noel Herman Holmgren (1937-…)
- N.Hallé - Nicolas Hallé (1927-2017)
- N.Jacobsen - Niels Henning Gunther Jacobsen (1941-…)
- N.Kilian - Norbert Kilian (es) (1957-…)
- N.L.Alcock - Nora Lilian Alcock (1874-1972)
- N.L.Gardner - Nathaniel Lyon Gardner (1864-1937)
- N.P.Balakr. - Nambiyath Puthansurayil Balakrishnan (1935-…)
- N.P.Barker - Nigel P. Barker (fl. 1993)
- N.R.Crouch - Neil Robert Crouch (1967-…)
- N.Robert - Nicolas Robert[1] (1610-1684)
- N.Robson - Norman Keith Bonner Robson (1928-…)
- N.Rosén - Nils Rosén von Rosenstein (1706-1773)
- N.T.Burb. - Nancy Tyson Burbidge (1912-1977)
- N.T.Sauss. - Nicolas Théodore de Saussure (1767-1845)
- N.Taylor - Norman Taylor (1883-1967)
- N.W.Uhl - Natalie Whitford Uhl ((1919-2017)
- Nábělek - František Nábělek (1884-1965)
- Nacht. - Gustav Nachtigal (1834-1885)
- Naczi - Robert Francis Cox Naczi (1963-…)
- Nadeaud - Jean Nadeaud (1834-1898)
- Nagas. - Eiji Nagasawa (1948-…)
- Nägeli - Karl Wilhelm von Nägeli (1817-1891)
- Nakai - Takenoshin Nakai (1882-1952)
- Nann.-Bremek. - Neltje Elizabeth Nannenga-Bremekamp (1916-1996)
- Nannf. - John Axel Frithiof Nannfeldt (1904-1985)
- Nardo - Giovanni Domenico Nardo (1802-1877)
- Nash - George Valentine Nash (1864-1921)
- Nath. - Alfred Gabriel Nathorst (1850-1921)
- Naudin - Charles Naudin (1815-1899)
- Naumann - Einar Christian Leonard Naumann (1891-1934)
- Naurois - René de Naurois (fl. 1965)
- Navás - Longinos Navás (1858-1938)
- Navashin - Sergueï Navachine (1857-1930)
- Neck. - Noël Martin Joseph de Necker (1730-1793)
- Née - Luis Née (fl. 1789-1794)
- Neerg. - Paul Neergaard (1907-?)
- Nees - Christian Gottfried Daniel Nees von Esenbeck (1776-1858)
- Neger - Franz Wilhelm Neger (1868-1923)
- Nehring - Alfred Nehring (fl. 1892)
- Neilr. - August Neilreich (1803-1871)
- Nelmes - Ernest Nelmes (1895-1959)
- Nelson - David Nelson (botaniste) (v. 1740-1789)
- Nemejc - František Nemejc (1901-1976)
- Neudecker - Tilman Neudecker (fl. 1990)
- Neushul - Michael Neushul (1933-1993)
- Nevski - Sergueï Nevski (1908-1938)
- Newb. - John Strong Newberry (1822-1892)
- Newc. - Frederick Charles Newcombe (1858-1927)
- Newman - Edward Newman (1801-1876)
- Newton - Isaac Newton (bryologiste) (1840-1906)
- Nguema - Norberto Nguema (fl. 2004)
- Nichols - George Elwood Nichols (1882-1939)
- Nicolau - Stefan Nicolau (fl. 1913)
- Nicolson - Dan Henry Nicolson (1933-2016)
- Niebuhr - Carsten Niebuhr (1733-1815)
- Nied. - Franz Josef Niedenzu (1857-1937)
- Nimmo - Joseph Nimmo (?-1854)
- Nissole - Guillaume Nissole[1] (1647-1735)
- Nitzsch - Christian Ludwig Nitzsch (1782-1837)
- Nixon - Kevin Nixon (1953-…)
- Nkongm. - Bernard-Aloys Nkongmeneck (1948-2017)
- Noblick - Larry Ronald Noblick (1948-…)
- Noerdl. - Herman von Nördlinger (1818-1897)
- Nois. - Louis Claude Noisette (1772-1849)
- Noltie - Henry John Noltie (1957-…)
- Noordel. - Machiel Evert Noordeloos (1949-…)
- Noot. - Hans Peter Nooteboom (1934-…)
- Nordal - Inger Nordal (1944-…)
- Nordensk. - Adolf Erik Nordenskiöld (1832-1901)
- Nordh. - Rolf Nordhagen (1894-1979)
- Nördl. - Herman von Nördlinger (1818-1897)
- Nordm. - Alexander von Nordmann (1803-1866)
- Norman - Johannes Musaeus Norman (1823-1903)
- Noronha - Francisco Noroña (circa 1748-1788)
- Norrl. - Johan Petter Norrlin (1842-1917)
- Noulet - Jean-Baptiste Noulet (1802-1890)
- Novák - František Antonín Novák (1892-1964)
- Nowicke - Joan Nowicke (1938-…)
- Nutt. - Thomas Nuttall (1786-1859)
- Nyl. - Wilhelm Nylander (1822-1899)
- Nyman - Carl Fredrik Nyman (1820-1893)

## O
- Haut – A
- B
- C
- D
- E
- F
- G
- H
- I
- J
- K
- L
- M
- N
- O
- P
- Q
- R
- S
- T
- U
- V
- W
- X
- Y
- Z

- O.Berg - Otto Karl Berg (1815-1866)
- O.Bolòs - Oriol de Bolòs (en) (1924-2007)
- O.C.Schmidt - Otto Christian Schmidt (1900-1951)
- O.Deg. - Otto Degener (1899-1988)
- O.E.Erikss. - Ove Erik Eriksson (1935-…)
- O.E.Schulz - Otto Eugen Schulz (1874-1936)
- O.F.Cook - Orator Fuller Cook (1867-1949)
- O.F.Müll. - Otto Friedrich Müller (1730-1784)
- O.Fedtsch. - Olga Fedtchenko (1845-1921)
- O.J.Rudbeck - Olof Rudbeck[1] (1630-1702)
- O.K.Mill. - Orson Knapp Miller (1930-2006)
- O.Kuhn - Oskar Kuhn (fl. 1955)
- O.Lang - Otto Friedrich Lang (1817-1847)
- O.Muñiz - Onaney Muñiz (1937-2002)
- O.O.Rudbeck - Olof Rudbeck le Jeune[1] (1660-1740)
- Ó.Sánchez - Óscar Sánchez Pedraja (1959-…)
- O.Targ.Tozz. - Ottaviano Targioni Tozzetti (1755-1829)
- Oakes - William Oakes (1799-1848)
- Oakman - Neil A. Oakman (1962-…)
- Oberm. - Anna Amelia Obermeyer (1907-2001)
- Oberw. - Franz Oberwinkler (1939-2018)
- Ochoa - Carlos Manuel Ochoa (1929-2008)
- Ochyra - Ryszard Ochyra (1949-…)
- Oeder - Georg Christian Oeder (1728-1791)
- Oerst. - Anders Sandøe Ørsted (botaniste) (1816-1872)
- Ohashi - Hiro Ohashi (1882-?)
- Ohwi - Jisaburo Ohwi (1905-1977)
- Okamura - Kintarō Okamura (1867-1935)
- Oken - Lorenz Oken (1779-1851)
- Olde - Peter Olde (fl. 1993)
- Oldham - Thomas Oldham (1816-1878)
- Oliv. - Daniel Oliver (1830-1916)
- Olivi - Giuseppe Olivi (1769-1795) (1769-1795)
- Olivier - Guillaume-Antoine Olivier (1756-1814)
- Olmstead - Richard Glenn Olmstead (1951-…)
- Olmsted - Frederick Law Olmsted (1822-1903)
- Olney - Stephen Thayer Olney (1812-1878)
- Oltm. - Friedrich Oltmanns (1860-1945)
- Omura - Satoshi Ōmura (1935-…)
- Onana - Jean-Michel Onana (1961-…)
- Ong - Perry S. Ong (fl. 2005)
- Onno - Max Onno (1903-?)
- Opiz - Philipp Maximilian Opiz (1787-1858)
- Orb. - Charles Henry Dessalines d'Orbigny (1806-1876)
- Orcutt - Charles Russell Orcutt (1864-1929)
- Orlando - Giuseppe Orlando (fl. 2003)
- Ortega - Casimiro Gómez Ortega (1740-1818)
- Ortgies - Eduard Ortgies (1829-1916)
- Osbeck - Pehr Osbeck (1723-1805)
- Otth - Carl Adolf Otth (1803-1839)
- Otto - Christoph Friedrich Otto (1783-1856)
- Oudem. - Cornelius Anton Jan Abraham Oudemans (1825-1906)
- Oudney - Walter Oudney (1790-1824)
- Ovcz. - Pavel Ovtchinnikov (botaniste) (1903-1979)
- Ovrebo - Clark Ovrebo (fl. 1983)
- Owen - Maria Tallant Owen (1825-1913)
- Ozenda - Paul Ozenda (1920-2019)

## P
- Haut – A
- B
- C
- D
- E
- F
- G
- H
- I
- J
- K
- L
- M
- N
- O
- P
- Q
- R
- S
- T
- U
- V
- W
- X
- Y
- Z

- P.-M.L.Jaeger - Peter-Martin Lind Jaeger (fl. 1986)
- P.A.Dang. - Pierre Augustin Dangeard (1862-1947)
- P.A.Duvign. - Paul Duvigneaud (1913-1991)
- P.A.Smirn. - Pavel Smirnov (1896-1980)
- P.Allorge - Pierre Allorge (1891-1944)
- P.Beauv. - Ambroise Marie François Joseph Palisot de Beauvois (1752-1820)
- P.Bertrand - Paul Bertrand (botaniste) (1879-1944)
- P.Browne - Patrick Browne (1720-1790)
- P.C.Li - Pei Chun Li (fl. 1981)
- P.C.Silva - Paul Claude Silva (1922-…)
- P.Chabert - Pierre Chabert (botaniste) (1796-1867)
- P.Crouan - Pierre-Louis Crouan (1798-1871)
- P.D.Orton - Peter Darbishire Orton (1916-2005)
- P.Delforge - Pierre Delforge (1945-…)
- P.Duncan - Peter Martin Duncan (1824-1891)
- P.Dupont - Pierre Dupont (botaniste) (1925-2017)
- P.E.Berry - Paul Edward Berry (1952-…)
- P.Edwards - Peter Edwards (1943-…)
- P.F.Hunt - Peter Francis Hunt (1936-…)
- P.F.Stevens - Peter F. Stevens (1944-…)
- P.Fourn. - Paul-Victor Fournier (1877-1964)
- P.G.Waterman - Peter G. Waterman (d) (fl. 1975)
- P.H.Allen - Paul Hamilton Allen (1911-1963)
- P.H.Davis - Peter Hadland Davis (1918-1992)
- P.H.Hô - Pham-Hoàng Hô (1931-…)
- P.H.Raven - Peter Hamilton Raven (1936-…)
- P.I.Forst. - Paul Irwin Forster (1961-…)
- P.J.Adey - Patricia J. Adey (1936-…)
- P.J.Bergius - Peter Jonas Bergius (1730-1790)
- P.J.L.Dang. - Pierre Jean Louis Dangeard (1895-1970)
- P.J.Lang - Peter J. Lang (1955-…)
- P.J.Müll. - Philippe-Jacques Müller (1832-1889)
- P.J.Mull.bis - Piet J. Muller (fl. 1973)
- P.J.S.Cramer - Pieter Johannes Samuel Cramer (1879-1952)
- P.Jørg. - Peter Møller Jørgensen (1958-…)
- P.K.Endress - Peter Karl Endress (1942-…)
- P.K.Holmgren - Patricia Kern Holmgren (1940-…)
- P.Karst. - Petter Adolf Karsten (1834-1917)
- P.Kumm. - Paul Kummer (1834-1912)
- P.M.Jørg. - Per Magnus Jørgensen (1944-…)
- P.Micheli - Pier Antonio Micheli[1] (1679-1737)
- P.Parm. - Paul Évariste Parmentier (1860-1941)
- P.Preuss - Paul Rudolph Preuss (1861-ca.1922/1925)
- P.R.O.Bally - Peter René Oscar Bally (1895-1980)
- P.Renault - Pierre Antoine Renault (1750-1835)
- P.Rev. - Paul-Alphonse Reverchon (1833-1907)
- P.Rossi - Pietro Rossi (1871-1950) (1871-1950)
- P.Rothr. - Paul Rothrock (fl. 1996)
- P.Royen - Pieter van Royen (1923-…)
- P.Russell - Patrick Russell (1726-1805)
- P.S.Green - Peter Shaw Green (1920-…)
- P.S.Soltis - Pamela S. Soltis (1957-…)
- P.Sarasin - Paul Benedict Sarasin (1856-1929)
- P.Selby - Prideaux John Selby (1788-1867)
- P.Silva - António Rodrigo Pinto da Silva (1912-1992)
- P.V.Heath - Paul V. Heath (fl. 1983)
- P.Vilm. - Philippe de Vilmorin (1872-1917)
- P.W.Ball - Peter William Ball (1932-…)
- P.W.Lund - Peter Wilhelm Lund (1801-1880)
- P.W.Richards - Paul Westmacott Richards (1908-1995)
- P.Wilkie - Peter Wilkie (fl. 1999)
- Pa.Savi - Paolo Savi (1798-1871)
- Pabst - Guido Frederico João Pabst (1914-1980)
- Packard - Alpheus Spring Packard (1839-1905)
- Paill. - Justin Paillot (1829-1891)
- Palam. - Emanuel Palamarev (1933-2004)
- Palassou - Pierre Bernard Palassou (1745-1830)
- Palau - Antonio Palau y Verdera (?-1783)
- Pall. - Peter Simon Pallas (1741-1811)
- Palla - Eduard Palla (1864-1922)
- Palmer - Edward Palmer (botaniste) (1831-1911)
- Palmstr. - Johan Wilhelm Palmstruch (1770-1811)
- Palun - Maurice Palun (1777-1860)
- Pamp. - Renato Pampanini (1875-1949)
- Pancher - Jean Armand Isidore Pancher (1814-1877)
- Pančić - Josif Pančić (1814-1888)
- Pander - Christian Heinrich von Pander (1794-1865)
- Panigrahi - Gopinath Panigrahi (1924-2004)
- Panțu - Zacharia C. Panțu (1866-1934)
- Panz. - Georg Wolfgang Franz Panzer (1755-1829)
- Parish - Samuel Bonsall Parish (1838-1928)
- Parisot - Louis Charles Parisot (1820-1890)
- Park - Mungo Park (1771-1805)
- Parker - William Kitchen Parker (1823-1890)
- Parkin - John Parkin (1873-1964)
- Parkinson - Sydney Parkinson (1745-1771)
- Parl. - Filippo Parlatore (1816-1877)
- Parm. - Antoine Parmentier (1737-1813)
- Parmasto - Erast Parmasto (1928-…)
- Parrot - Friedrich Parrot (1792-1841)
- Parry - Charles Christopher Parry (1823-1890)
- Parsa - Ahmad Parsa (1907-1997)
- Pascal - Diego Baldassare Pascal (1768-1812)
- Pascher - Adolf Pascher (1881-1945)
- Pass. - Giovanni Passerini (1816-1893)
- Passarge - Siegfried Passarge (1866-1958)
- Passy - Antoine Passy (1792-1873)
- Pasteur - Louis Pasteur (1822-1895)
- Pat. - Narcisse Théophile Patouillard (1854-1926)
- Paterson - William Paterson (1755-1810)
- Patrick - William Patrick (fl. 1831)
- Patrin - Eugène Louis Melchior Patrin (1742-1815)
- Pau - Carlos Pau Español (1857-1937)
- Paul G.Wilson - Paul Graham Wilson (1928-…)
- Paulet - Jean-Jacques Paulet (1740-1826)
- Paulsen - Ove Paulsen (1874-1947)
- Pauquy - Charles Louis Constant Pauquy (1800-1854)
- Pav. - José Antonio Pavón (1754-1844)
- Pavar. - Giovanni Luigi Pavarino (1867-1937)
- Pavill. - Jules Pavillard (1868-1961)
- Pax - Ferdinand Albin Pax (1858-1942)
- Paxton - Joseph Paxton (1803-1865)
- Payen - Anselme Payen (1795-1871)
- Payer - Jean-Baptiste Payer (1818-1860)
- Pearse - Arthur Sperry Pearse (1877-1956)
- Peattie - Donald Culross Peattie (1898-1964)
- Peay - Kabir Peay (fl. 2011)
- Peck - Charles Horton Peck (1833-1917)
- Pedley - Leslie Pedley (1930-…)
- Pegler - David Norman Pegler (1938-…)
- Pellegr. - François Pellegrin (1881-1965)
- Pelser - Pieter Pelser (fl. 2005)
- Pelt. - Ernest-René Peltereau (1842-1928)
- Pennant - Thomas Pennant (1726-1798)
- Pennell - Francis Whittier Pennell (1886-1952)
- Pepin - Pierre Denis Pépin (1802-1876)
- Perini - Carlo Perini (1817-1883)
- Perkins - Janet Russell Perkins (1853-1933)
- Perleb - Karl Julius Perleb (1794-1845)
- Perp. - Helena Perpenti (1764-1846)
- Perr. - George Samuel Perrottet (1790-1870)
- Perrault - Claude Perrault[1] (1613-1688)
- Perrine - Henry Perrine (1797-1840)
- Perronc. - Edoardo Perroncito (1847-1936)
- Perrot - Émile Perrot (1867-1951)
- Pers. - Christiaan Hendrik Persoon (1761-1836)
- Perty - Joseph Anton Maximillian Perty (1804-1884)
- Petagna - Vincenzo Petagna (1734-1810)
- Peter - Gustav Albert Peter (1853-1937)
- Peters - Wilhelm Peters (1815-1883)
- Petersen - Otto George Petersen (1847-1937)
- Pethybr. - George Herbert Pethybridge (1871-1948)
- Petignat - Herman Petignat (fl. 1993)
- Petit - Antoine Petit (botaniste) (?-1843)
- Petitm. - Marcel Georges Charles Petitmengin (1881-1908)
- Petiver - James Petiver[1] (1658-1718)
- Petrie - Donald Petrie (botaniste) (1846-1925)
- Petrovič - Sava Petrovič (1839-1889)
- Pett. - Bror Johan Pettersson (1895-?)
- Peyerimh. - Paul-Marie de Peyerimhoff de Fontenelle (1873-1957)
- Pfeff. - Wilhelm Friedrich Philipp Pfeffer (1845-1920)
- Pfeiff. - Ludwig Karl Georg Pfeiffer (1805-1877)
- Pfender - Juliette Pfender (?-?)
- Pfiester - Lois Ann Pfiester (1936-?)
- Pfitzer - Ernst Hugo Heinrich Pfitzer (1846-1906)
- Pfund - Johann Daniel Christian Pfund (1813-1876)
- Phelsum - Murk van Phelsum (1730-1779)
- Phil. - Rodolfo Amando Philippi (1808-1904)
- Philippe - Xavier Philippe (1802-1866)
- Philipson - William Raymond Philipson (1911-1997)
- Phipps - Constantine John Phipps (1744-1792)
- Phutthai - Thamarat Phutthai (fl. 2010)
- Pic.Serm. - Rodolfo Emilio Giuseppe Pichi-Sermolli (1912-2005)
- Pichon - Marcel Pichon (1921-1954)
- Pickering - Charles Pickering (1805-1878)
- Pickersgill - Barbara Pickersgill (1940-…)
- Pickett - Fermen Layton Pickett (1881-1940)
- Pickford - Grace Evelyn Pickford (1902-1986)
- Picq. - Charles Armand Picquenard (1872-1940)
- Pidd. - Henry Piddington (1797-1858)
- Piearce - Graham D. Piearce (fl. 1980)
- Pierre - Jean Baptiste Louis Pierre (1833-1905)
- Pijl - Leendert van der Pijl (1903-1990)
- Pilg. - Robert Knud Friedrich Pilger (1876-1953)
- Pillans - Neville Stuart Pillans (1884-1964)
- Pintaud - Jean-Christophe Pintaud (1970-2015)
- Pio - Giovanni Battista Pio (fl. 1813)
- Piper - Charles Vancouver Piper (1867-1926)
- Pipoly - John J. Pipoly (1955-…)
- Piré - Louis Piré (1827-1887)
- Pires - João Murça Pires (1916-1994)
- Pirotta - Pietro Romualdo Pirotta (1853-1936)
- Piso - Willem Piso[1] (c.1611-1678)
- Pit. - Charles-Joseph Marie Pitard-Briau (1873-1927)
- Pittier - Henri Pittier (1857-1950)
- Planch. - Jules Émile Planchon (1823-1888)
- Plante - Raphaël Plante (?-…)
- Plée - Auguste Plée (1786-1825)
- Plenck - Joseph Jacob von Plenck (1738-1807)
- Plowes - Darrel Charles Herbert Plowes (1925-…)
- Pluk. - Leonard Plukenet[1] (1642-1706)
- Plum. - Charles Plumier[1] (1646-1704)
- Poche - Franz Poche (1879-1945)
- Pocock - Mary Pocock (1886-1977)
- Pocta - Filip Počta (1859-1924)
- Podger - Francis Denis Podger (1933-…)
- Podlech - Dietrich Podlech (1931-…)
- Poelln. - Karl von Poellnitz (1896-1945)
- Poelt - Josef Poelt (1924-1995)
- Poepp. - Eduard Friedrich Poeppig (1798-1868)
- Poggenb. - Justus Ferdinand Poggenburg (1840-1893)
- Pohl - Johann Baptist Emanuel Pohl (1782-1834)
- Poinar - George Poinar (1936-…)
- Poir. - Jean-Louis Marie Poiret (1755-1834)
- Poiss. - Henri Louis Poisson (1877-1963)
- Poit. - Pierre-Antoine Poiteau (1766-1854)
- Poivre - Pierre Poivre (1719-1786)
- Pojark. - Antonina Pojarkova (1897-1980)
- Pole-Evans - Illtyd Buller Pole-Evans (1879-1968)
- Polhill - Roger Marcus Polhill (1937-…)
- Poljakov - Piotr Poliakov (1902-1974)
- Pollich - Johann Adam Pollich (1740-1780)
- Pollock - James Barklay Pollock (1863-1934)
- Polunin - Nicholas Polunin (1909-1997)
- Pomel - Auguste Pomel (1821-1898)
- Pomerl. - René Pomerleau (1904-1993)
- Popov - Mikhaïl Popov (1893-1955)
- Porat - Carl Oscar von Porat (1843-?)
- Porter - Thomas Conrad Porter (1822-1901)
- Portier - Paul Portier (1866-1962)
- Porto - Paulo de Campos Porto (1889-1968)
- Post - George Edward Post (1838-1909)
- Postels - Alexandre Postels (1801-1871)
- Pott.-Alap. - Germaine Pottier-Alapetite (1894-1971)
- Potts - Thomas Henry Potts (1824-1888)
- Pouchet - Félix Archimède Pouchet (1800-1872)
- Pourr. - Pierre André Pourret (1754-1818)
- Pouzar - Zdenek Pouzar (1932-…)
- Powell - Thomas Powell (1809-1887)
- Praeger - Robert Lloyd Praeger (1865-1953)
- Prain - David Prain (1857-1944)
- Prance - Ghillean Prance (1937-…)
- Prantl - Karl Anton Eugen Prantl (1849-1893)
- Preble - Edward Alexander Preble (1871-1957)
- Pridgeon - Alec M. Pridgeon (1950-…)
- Prill. - Édouard Ernest Prillieux (1829-1915)
- Pringle - Cyrus Pringle (1838-1911)
- Pringsh. - Nathanael Pringsheim (1823-1894)
- Prins.Geerl. - Hendrik Coenraad Prinsen Geerligs (1864-?)
- Pritz. - Georg August Pritzel (1815-1874)
- Proença - Carolyn Elinore Barnes Proença (es) (1956–)
- Pronk - Olaf Pronk (fl. 2006)
- Prosk. - Johannes Max Proskauer (1923-1970)
- Proust - Louis Proust (1878-1959)
- Prov. - Léon Provancher (1820-1892)
- Prowazek - Stanislaus von Prowazek (1875-1915)
- Pruski - John Francis Pruski (1955-…)
- Pryer - Kathleen Pryer (fl. 1993)
- Przew. - Nikolaï Prjevalski (1839-1888)
- Puerari - Marc Nicolas Puerari (1766-1845)
- Pulliat - Victor Pulliat (1827-1866)
- Pult. - Richard Pulteney (1730-1801)
- Purk. - Emanuel von Purkyne (1832-1882)
- Pursh - Frederick Traugott Pursh (1774-1820)
- Putt. - Aloys Putterlick (1810-1845)
- Putz - F. E. Putz (fl. 1977)
- Putz. - Jules Antoine Adolph Henri Putzeys (1809-1882)
- Pyck - Nancy Pyck (1973-…)

## Q
- Haut – A
- B
- C
- D
- E
- F
- G
- H
- I
- J
- K
- L
- M
- N
- O
- P
- Q
- R
- S
- T
- U
- V
- W
- X
- Y
- Z

- Quaint. - Altus Lacy Quaintance (1870-1958)
- Quél. - Lucien Quélet (1832-1899)
- Quenst. - Friedrich August von Quenstedt (1809-1889)
- Quételet - Adolphe Quetelet (1796-1874)
- Quézel - Pierre Quézel (1926-…)
- Quinn - Christopher John Quinn (1936-…)
- Quisumb. - Eduardo Quisumbing y Arguelles (1895-1986)
- Quoy - Jean René Constant Quoy (1790-1869)

## R
- Haut – A
- B
- C
- D
- E
- F
- G
- H
- I
- J
- K
- L
- M
- N
- O
- P
- Q
- R
- S
- T
- U
- V
- W
- X
- Y
- Z

- R.A.Dyer - Robert Allen Dyer (1900-1987)
- R.A.Howard - Richard Alden Howard (1917-2003)
- R.A.Poiss. - Raymond Alfred Poisson (1895-1973)
- R.A.Towns. - Roberta Ann Townsend (1954-…)
- R.A.Young - Robert Armstrong Young (1876-1963)
- R.Baron - Richard Baron (botaniste et géologue) (1847-1907)
- R.Bauer - Robert Bauer (mycologue) (1950-2014)
- R.Bernal - Rodrigo Bernal (1959-…)
- R.Blanch. - Raphaël Blanchard (1857-1919)
- R.Br. - Robert Brown (botaniste) (1773-1858)
- R.Br.bis - Robert Brown (botaniste néo-zélandais) (1820-1906)
- R.Br.ter - Robert Brown (explorateur) (1842-1895)
- R.C.Moore - Raymond Cecil Moore (1892-1974)
- R.C.Starr - Richard Cawthorn Starr (1924-1998)
- R.Cunn. - Richard Cunningham (1793-1835)
- R.D.Good - Ronald Good (1896-1992)
- R.Dahlgren - Rolf Martin Theodor Dahlgren (1932-1987)
- R.E.Fr. - Robert Elias Fries (1876-1966)
- R.E.Norris - Richard Earl Norris (1926-…)
- R.E.Regel - Robert Regel (1867-1920)
- R.E.Schult. - Richard Evans Schultes (1915-2001)
- R.Engel - Roger Engel (1923-2018)
- R.Frey - Ruedi Frey (?-?)
- R.Gross - Roland Gross (botaniste) (1890-1945)
- R.Guzmán - Rafael Guzmán (1950-…)
- R.H.Petersen - Ronald H. Petersen (1934-…)
- R.H.Schomb. - Robert Hermann Schomburgk (1804-1865)
- R.H.Zander - Richard Henry Zander (1941-…)
- R.Hartig - Robert Hartig (1839-1901)
- R.Hedw. - Romanus Adolf Hedwig (1772-1806)
- R.Heim - Roger Heim (1900-1979)
- R.I.Schröd. - Richard Schröder (jardinier) (1822-1903)
- R.J.Bayer - Randall James Bayer (1955-…)
- R.J.Morgan - Raymond J. Morgan (fl. 2005)
- R.K.Jansen - Robert K. Jansen (1954-…)
- R.Knuth - Reinhard Gustav Paul Knuth (en) (1874-1957)
- R.Kozlowsky - Roman Kozłowski (1899-1977)
- R.Lesson - René Primevère Lesson (1794-1849)
- R.M.Bateman - Richard M. Bateman (fl. 1983)
- R.M.Crawford - Richard M. Crawford (?-…)
- R.M.King - Robert Merrill King (es) (1930-…)
- R.M.Patrick - Ruth Patrick (1907-2013)
- R.M.Sm. - Rosemary Margaret Smith (1933-2004)
- R.Moreau - Richard Moreau (fl. 1959)
- R.Parker - Richard Neville Parker (1884-1958)
- R.R.Gates - Reginald Ruggles Gates (1882-1962)
- R.S.Cowan - Richard Sumner Cowan (1921-1997)
- R.S.Williams - Robert Statham Williams (1859-1945)
- R.T.Baker - Richard Thomas Baker (1854-1941)
- R.T.Clausen - Robert Theodore Clausen (1911-1981)
- R.T.Moore - Royall T. Moore (1930-2014)
- R.Taylor - Richard Taylor (1781-1858) (1781-1858)
- R.Templeton - Robert Templeton (1802-1892)
- R.Townson - Robert Townson (1762-1827)
- R.Trimen - Roland Trimen (1840-1916)
- R.Vig. - René Viguier (1880-1931)
- R.Vilm. - Roger de Vilmorin (1905-1980)
- R.W.Long - Robert William Long (1927-1976)
- R.Wilczek - Rudolf Wilczek (1903-1984)
- Rabenh. - Gottlob Ludwig Rabenhorst (1806-1881)
- Rabin. - Lydia Rabinowitsch-Kempner (1871-1935)
- Racib. - Marian Raciborski (1863-1917)
- Racov. - Andrei Racovitza (1911-…)
- Radcl.-Sm. - Alan Radcliffe-Smith (1938-2007)
- Radde - Gustav Radde (1831-1903)
- Raddi - Giuseppe Raddi (1770-1829)
- Radford - Albert Ernest Radford (1918-2006)
- Radlk. - Ludwig Adolph Timotheus Radlkofer (1829-1927)
- Raeusch. - Ernst Adolf Räuschel (fl. 1772-1797)
- Raf. - Constantine Samuel Rafinesque (1783-1840)
- Raffles - Thomas Stamford Raffles (1781-1826)
- Rahn - Knud Rahn (1928-…)
- Raimondi - Antonio Raimondi (1826-1890)
- Raithelh. - Jörg Raithelhuber (fl. 1969)
- Rakotoarin. - Mijoro Rakotoarinivo (1951-…)
- Rakouth - Bakolimalala Rakouth (fl. 2006)
- Ralf Bauer - Ralf Bauer (fl. 2001)
- Ralfs - John Ralfs (1807-1890)
- Ramat. - Thomas d'Audibert de Ramatuelle (1750-1794)
- Ramond - Louis Ramond de Carbonnières (1755-1827)
- Raoul - Étienne Fiacre Louis Raoul (1815-1852)
- Raper - Kenneth Bryan Raper (1908-1987)
- Raspail - François-Vincent Raspail (1794-1878)
- Rataj - Karel Rataj (1925-…)
- Rathke - Jens Rathke (1769-1855)
- Rattray - John Rattray (naturaliste) (1858-1900)
- Ratzeb. - Julius Theodor Christian Ratzeburg (1801-1871)
- Rauh - Werner Rauh (1913-2000)
- Raulin - Victor Raulin (1815-1905)
- Raunk. - Christen Christiansen Raunkiær (1860-1938)
- Rauschert - Stephan Rauschert (1931-1986)
- Rauwenh. - Nicolas Willem Pieter Rauwenhoff (1826-1909)
- Rauwolff - Leonhard Rauwolf[1] (1535-1596)
- Ravenel - Henry William Ravenel (1814-1887)
- Ravenna - Pierfelice Ravenna (1938-…)
- Ray - John Ray[1] (1627-1705)
- Raym.-Hamet - Raymond-Hamet (1890-1972)
- Raymond - Louis-Florent-Marcel Raymond (1915-1972)
- Raynaud - Christian Raynaud (1939-1993)
- Rchb. - Heinrich Gottlieb Ludwig Reichenbach (1793-1879)
- Rchb.f. - Heinrich Gustav Reichenbach (1824-1889)
- Read - Robert William Read (1931-2003)
- Rebmann - Norbert Rebmann (1948-…)
- Rech. - Karl Rechinger (1867-1952)
- Rech.f. - Karl Heinz Rechinger (1906-1998)
- Redi - Francesco Redi[1] (1626-1698)
- Redouté - Pierre-Joseph Redouté (1759-1840)
- Rees - Abraham Rees (1743-1825)
- Reeves - Robert Gatlin Reeves (1898-?)
- Regel - Eduard von Regel (1815-1892)
- Rehder - Alfred Rehder (1863-1949)
- Reichard - Johann Jacob Reichard (1743-1782)
- Reiche - Karl Friedrich Reiche (1860-1929)
- Reinke - Johannes Reinke (1849-1931)
- Reinw. - Caspar Georg Carl Reinwardt (1773-1854)
- Remy - Esprit Alexandre Rémy (fl. 1858)
- Renauld - Ferdinand Renauld (1837-1910)
- Renault - Bernard Renault (1836-1904)
- Rendle - Alfred Barton Rendle (1865-1938)
- Reneaulme - Paul Reneaulme[1] (1560-1624)
- Renvoize - Stephen Andrew Renvoize (1944-…)
- Req. - Esprit Requien (1788-1851)
- Resv.-Holms. - Hanna Resvoll-Holmsen (1873-1943)
- Resvoll - Thekla Resvoll (1871-1948)
- Retz. - Anders Jahan Retzius (1742-1821)
- Reut. - Georges François Reuter (1805-1872)
- Reveal - James Lauritz Reveal (1941-…)
- Reverd. - Victor Reverdatto (1891-1969)
- Reyger - Jan Gotfryd Reyger (1704-1788)
- Reyn. - Jean-Louis-Antoine Reynier (1762-1824)
- Reynolds - Gilbert Westacott Reynolds (1895-1967)
- Reznicek - Anton Albert Reznicek (1950-…)
- Rheede - Hendrik van Rheede[1] (1637-1691)
- Rich. - Louis Claude Richard (1754-1821)
- Rich.Bell. - Pierre Richer de Belleval[1] (1564-1632)
- Richardson - John Richardson (naturaliste) (1787-1865)
- Richon - Charles Édouard Richon (1820-1893)
- Ricken - Adalbert Ricken (1851-1921)
- Riddell - John Leonard Riddell (1807-1865)
- Ridgway - Robert Ridgway (1850-1929)
- Ridl. - Henry Nicholas Ridley (1855-1956)
- Riedel - Ludwig Riedel (1790-1861)
- Rion - Alphonse Rion (1809-1856)
- Risse - Horst Risse (fl. 1985)
- Risso - Antoine Risso (1777-1845)
- Ritgen - Ferdinand von Ritgen (1787-1867)
- Riv. - Augustus Quirinus Rivinus[1] (1652-1723)
- Rivas Mart. - Salvador Rivas Martínez (es) (1935-…)
- Rivière - Auguste Rivière (1821-1877)
- Rizzini - Carlos Toledo Rizzini (1921-…)
- Rob. - William Robinson (en) (1838-1935)
- Robatsch - Karl Robatsch (1929-2001)
- Robbertse - Petrus Johannes Robbertse (1932-…)
- Robbr. - Elmar Robbrecht (1946-…)
- Roberg - Lars Roberg[1] (1664-1742)
- Roberge - Michael Robert Roberge (?-1864)
- Robertson - David Robertson (naturaliste) (1806-1896)
- Roberty - Guy Roberty (1907-1971)
- Robyns - Edouard Arthur Walter Robyns (1901-1986)
- Rochebr. - Alphonse Trémeau de Rochebrune (1834-1912)
- Rock - Joseph Rock (1884-1962)
- Rodigas - Émile Rodigas (1831-1902)
- Rodway - Leonard Rodway (1853-1936)
- Roekring - S. Roekring (fl. 2009)
- Roem. - Johann Jakob Römer (1763-1819)
- Roep. - Johannes August Christian Roeper (1801-1885)
- Roezl - Benedikt Roezl (1824-1885)
- Roguenant - Albert Roguenant (1933-…)
- Rohde - Michael Rohde (1782-1812)
- Röhl. - Johann Christoph Röhling (1757-1813)
- Rohlfs - Friedrich Gerhard Rohlfs (1831-1896)
- Rohrb. - Paul Rohrbach (botaniste) (1846-1871)
- Rol. - Daniel Rolander (1725-1793)
- Rol.-Goss. - Robert Roland-Gosselin (1854-1925)
- Rolfe - Robert Allen Rolfe (1855-1921)
- Rollins - Reed Clark Rollins (1911-1998)
- Romagn. - Henri Romagnesi (1912-1999)
- Romans - Bernard Romans (v. 1720-1784)
- Rondelet - Guillaume Rondelet[1] (1507-1566)
- Ronniger - Karl Ronniger (1871-1954)
- Ronse Decr. - Louis-Philippe Ronse Decraene (1962-…)
- Röösli - Walter Röösli (fl. 1994)
- Roques - Joseph Roques (botaniste) (1772-1850)
- Roscoe - William Roscoe (1753-1831)
- Rose - Joseph Nelson Rose (1862-1928)
- Rosell. - Ferdinando Rosellini (1817-1873)
- Rosenst. - Eduard Rosenstock (1856-1938)
- Rosenstein - Nils Rosén von Rosenstein (1706-1773)
- Rosenv. - Janus Lauritz Andreas Kolderup Rosenvinge (1858-1939)
- Ross-Craig - Stella Ross-Craig (1906-2006)
- Rossi - Pietro Rossi (1738-1804)
- Rostk. - Friedrich Wilhelm Gottlieb Rostkovius (1770-1848)
- Rostr. - Emil Rostrup (1831-1907)
- Roth - Albrecht Wilhelm Roth (1757-1834)
- Rothm. - Werner Rothmaler (1908-1962)
- Rothman - Göran Rothman (1739-1778)
- Rothsch. - Jules Rothschild (1838-1900)
- Rotman - Alicia Dora Rotman (es) (?-)
- Rottb. - Christen Friis Rottbøll (1727-1797)
- Rottler - Johan Peter Rottler (1749-1836)
- Roucel - François Antoine Roucel (1735-1831)
- Roum. - Casimir Roumeguère (1828-1892)
- Round - Frank Eric Round (1927-…)
- Rousseau - Jean-Jacques Rousseau (1712-1778)
- Roussel - Henri-François-Anne de Roussel (1747-1812)
- Roux - Jacques Roux (botaniste) (1773-1822)
- Rouy - Georges Rouy (1851-1924)
- Roxb. - William Roxburgh (1751-1815)
- Royen - Adriaan van Royen (1704-1779)
- Royle - John Forbes Royle (1798-1858)
- Roze - Ernest Roze (1833-1900)
- Rozier - François Rozier (1734-1793)
- Rübel - Eduard August Rübel (1876-1960)
- Rubite - Rosario Rivera Rubite (fl. 2013)
- Rudall - Paula Rudall (1954-…)
- Rudge - Edward Rudge (1763-1846)
- Rudolphi - Karl Asmund Rudolphi (1771-1832)
- Ruiz - Hipólito Ruiz López (1754-1815)
- Rumph. - Georg Everhard Rumphius[1] (1628-1702)
- Rupp - Herman Montague Rucker Rupp (1872-1956)
- Rüppell - Eduard Rüppell (1794-1884)
- Ruppius - Heinrich Bernhard Rupp[1] (1688-1719)
- Rupr. - Franz Josef Ruprecht (1814-1870)
- Rusby - Henry Hurd Rusby (1855-1940)
- Ruschenb. - William Samuel Waithman Ruschenberger (fl. 1831)
- Rutherf. - Daniel Rutherford (1749-1819)
- Rydb. - Per Axel Rydberg (1860-1931)
- Rye - Barbara Lynette Rye (1952-…)
- Rzed. - Jerzy Rzedowski (1926-…)

## S
- Haut – A
- B
- C
- D
- E
- F
- G
- H
- I
- J
- K
- L
- M
- N
- O
- P
- Q
- R
- S
- T
- U
- V
- W
- X
- Y
- Z

- S.A.Graham - Shirley Ann Tousch Graham (1935-…)
- S.C.Huang - Shu Chung Huang (1921-…)
- S.Carter - Susan Carter Holmes (1933-…)
- S.D.Sundb. - Scott D. Sundberg (1954-2004)
- S.Dale - Samuel Dale (botaniste)[1] (1659-1739)
- S.F.Blake - Sidney Fay Blake (1892-1959)
- S.G.Gmel. - Samuel Gottlieb Gmelin (1744-1774)
- S.G.M.Carr - Stella Grace Maisie Carr (1912-1988)
- S.González - Maria del Socorro González Elizondo (1953-…)
- S.Imai - Sanshi Imai (1900-1976)
- S.J.Christie - Susan J. Christie (1952-…)
- S.J.Fan - Shou Jin Fan (fl. 1993)
- S.J.Marais - Sarel J. Marais (fl. 2010)
- S.Jónss. - Sigurður Jónsson (1926-2007)
- S.Julia - Julia Sang (fl. 1998)
- S.Kaczm. - Sławomir Kaczmarek (fl. 1987)
- S.Knapp - Sandra Knapp (1956-…)
- S.Krasch. - Stepan Kracheninnikov (1713-1755)
- S.L.Welsh - Stanley Larson Welsh (1928-…)
- S.Lane - Stewart Sedgwick Lane (1936-…)
- S.Lund - Søren Jenssen Lund (1905-1974)
- S.M.Baker - Sarah Martha Baker (1887-1917)
- S.M.Ku - Shin Ming Ku (fl. 2012)
- S.M.Xu - Shun Mei Xu (fl. 1989)
- S.Moore - Spencer Le Marchant Moore (1850-1931)
- S.Puech - Suzette Puech (1937-2005)
- S.R.Zhang - Shu Ren Zhang (1962-…)
- S.Reichle - Steffen Reichle (fl. 2002)
- S.S.Berry - Samuel Stillman Berry (fl. 1964)
- S.S.Fernando - Samantha Suranjan Fernando (fl. 2008)
- S.S.Hooper - Sheila Spenser Hooper (1925-…)
- S.Schauer - Sebastian Schauer (fl. 1847)
- S.T.Blake - Stanley Thatcher Blake (1910-1973)
- S.V.Meyen - Sergei Viktorovich Meyen (1935-1987)
- S.van der Westh. - Suzelle Van der Westhuizen (fl. 1988)
- S.W.Su - Song Wang Su (fl. 1982)
- S.Watson - Sereno Watson (1826-1892)
- S.Y.Hu - Shiu-Ying Hu (1910-2012)
- S.Yun Liang - Sung Yun Liang (1935-…)
- Sabine - Joseph Sabine (1770-1837)
- Sabour. - Raymond Sabouraud (1864-1938)
- Sacc. - Pier Andrea Saccardo (1845-1920)
- Sachet - Marie-Hélène Sachet (1922-1986)
- Sachs - Julius von Sachs (1832-1897)
- Sadeb. - Richard Emil Benjamin Sadebeck (en) (1839-1905)
- Saff. - William Edwin Safford (1859-1926)
- Sageret - Augustin Sageret (1763-1851)
- Sagot - Paul Antoine Sagot (1821-1888)
- Sagra - Ramón de la Sagra (1798-1871)
- Sahlb. - Carl Reinhold Sahlberg (1779-1860)
- Sahlén - Anders Johan Sahlén (1822-1891)
- Sahni - Birbal Sahni (1891-1949)
- Sainge - Moses Nsanyi Sainge (1974-…)
- Salazar - Gerardo Salazar (1961-…)
- Sales - Fátima Sales (1956-…)
- Salisb. - Richard Anthony Salisbury (1761-1829)
- Salm-Dyck - Joseph de Salm-Reifferscheidt-Dyck (1773-1861)
- Salter - Samuel James Augustus Salter (es) (1825-1897)
- Salzm. - Philipp Salzmann (1781-1851)
- Samuels - Gary Joseph Samuels (1944-…)
- San Felice - Francesco San Felice (actif vers 1895)
- Sande Lac. - Cornelius Marinus van der Sande Lacoste (1815-1887)
- Sander - Henry Frederick Conrad Sander (1847-1920)
- Sands - Martin Jonathan Southgate Sands (1938-…)
- Santa - Sébastien Santa (fl. 1951)
- Saporta - Gaston de Saporta (1823-1895)
- Saposhn. - Vassili Sapojnikov (1861-1924)
- Sarg. - Charles Sprague Sargent (1841-1927)
- Satake - Yoshisuke Satake (1902-2000)
- Saunders - William Wilson Saunders (1809-1879)
- Sauss. - Horace Bénédict de Saussure (1740-1799)
- Saut. - Anton Eleutherius Sauter (1800-1881)
- Sauv. - Camille Sauvageau (1861-1936)
- Sauvage - Charles Sauvage (1909-1980)
- Sauvages - François Boissier de Sauvages de Lacroix (1706-1767)
- Sauvalle - Francisco Adolfo Sauvalle (1807-1879)
- Sav. - Ludovic Savatier (1830-1891)
- Savi - Gaetano Savi (1769-1844)
- Savigny - Jules-César Savigny (1777-1851)
- Savile - Douglas Barton Osborne Savile (en) (1909-2000)
- Say - Thomas Say (1787-1834)
- Scappat. - Gil Scappaticci (fl. 1995)
- Sch.Bip. - Carl Heinrich Schultz Bipontinus (1805-1867)
- Schaeff. - Jacob Christian Schäffer (1718-1790)
- Schaer. - Ludwig Emanuel Schaerer (1785-1853)
- Schaffnit - Ernst Schaffnit (de) (1878-?)
- Schafh. - Karl Emil von Schafhäutl (1803-1890)
- Schauer - Johannes Conrad Schauer (1813-1848)
- Scheele - George Heinrich Adolf Scheele (en) (1808-1864)
- Scheff. - Rudolph Herman Christiaan Carel Scheffer (1844-1880)
- Scheidw. - Michael Scheidweiler (1799-1861)
- Schelle - Ernst Schelle (1864-1945)
- Schenck - Johann Heinrich Rudolf Schenck (en) (1860-1927)
- Schenk - Joseph August Schenk (en) (1815-1891)
- Scherb. - Johannes Scherbius (1769-1813)
- Scheutz - Nils Johan Wilhelm Scheutz (sv) (1836-1889)
- Schiede - Christian Julius Wilhelm Schiede (1798-1836)
- Schikora - Friedrich Schikora (1859-1932)
- Schimp. - Guillaume Philippe Schimper (1808-1880)
- Schinz - Hans Schinz (1858-1941)
- Schischk. - Boris Chichkine (1886-1963)
- Schkuhr - Christian Schkuhr (1741-1811)
- Schleich. - Johann Christoph Schleicher (1768-1834)
- Schleid. - Matthias Jakob Schleiden (1804-1881)
- Schljakov - Roman Nicolaevich Schljakov (es) (1912-1999)
- Schloth. - Ernst Friedrich von Schlotheim (1764-1832)
- Schltdl. - Diederich Franz Leonhard von Schlechtendal (1794-1866)
- Schltr. - Rudolf Schlechter (1872-1925)
- Schlumbach - Friedrich Alexander von Schlümbach (1772-1835)
- Schmalh. - Johannes Theodor Schmalhausen (1849-1894)
- Schmarda - Ludwig Karl Schmarda (?-?)
- Schmeil - Otto Schmeil (1860-1943)
- Schmidel - Casimir Christoph Schmidel (1718-1792)
- Schmidely - Auguste Isaac Samuel Schmidely (1838-1918)
- Schmidt - Franz Schmidt (botaniste) (1751-1834)
- Schnizl. - Adalbert Schnizlein (1814-1868)
- Schodde - Richard Schodde (1936-…)
- Schoenef. - Wladimir de Schœnefeld (1816-1875)
- Scholler - Friedrich Adam Scholler (1718-1795)
- Schönl. - Johann Lukas Schönlein (1793-1864)
- Schönland - Selmar Schönland (1860-1940)
- Schott - Heinrich Wilhelm Schott (1794-1865)
- Schousb. - Peter Schousboe (1766-1832)
- Schouw - Joakim Frederik Schouw (1789-1852)
- Schrad. - Heinrich Adolf Schrader (1767-1836)
- Schrank - Franz von Paula Schrank (1747-1835)
- Schreb. - Johann Christian Daniel von Schreber (1739-1810)
- Schreibers - Carl Franz Anton Ritter von Schreibers (1775-1852)
- Schrenk - Alexander von Schrenk (1816-1876)
- Schröt. - Carl Schröter (1855-1939)
- Schub. - Gotthilf Heinrich von Schubert (1780-1860)
- Schuch. - Theodor Schuchardt (de) (1829-1892)
- Schult. - Josef August Schultes (1773-1831)
- Schult.f. - Julius Hermann Schultes (1804-1840) (1804-1840)
- Schulzer - Stephan Schulzer von Müggenburg (en) (1802-1892)
- Schum. - Julius Heinrich Karl Schumann (es) (1810-1868)
- Schumach. - Heinrich Christian Friedrich Schumacher (1757-1830)
- Schumacker - René Schumacker (1937-2015)
- Schur - Philipp Johann Ferdinand Schur (1799-1878)
- Schuurm.Stekh. - Jacobus Hermanus Schuurmans Stekhoven (naturaliste) (1792-1855)
- Schwacke - Carl August Wilhelm Schwacke (1848-1904)
- Schwann - Theodor Schwann (1810-1882)
- Schwantes - Gustav Schwantes (1891-1960)
- Schweigg. - August Friedrich Schweigger (1783-1821)
- Schwein. - Lewis David von Schweinitz (1780-1834)
- Schweinf. - Georg August Schweinfurth (1836-1925)
- Schwend. - Simon Schwendener (1829-1919)
- Scoggan - Homer John Scoggan (1911-1986)
- Scop. - Giovanni Antonio Scopoli (1723-1788)
- Scott Elliot - George Francis Scott-Elliot (1862-1934)
- Scribn. - Frank Lamson-Scribner (1851-1938)
- Sealy - Joseph Robert Sealy (1907-2000)
- Sebert - Hippolyte Sebert (1839-1930)
- Sebsebe - Sebsebe Demissew (1953-…)
- Secco - Ricardo de Sousa Secco (fl. 1985)
- Secr. - Louis Secretan (1758-1839)
- Seem. - Berthold Carl Seemann (1825-1871)
- Seemen - Karl Otto von Seemen (1838-1910)
- Ség. - Jean-François Séguier (1703-1784)
- Seidenf. - Gunnar Seidenfaden (1908-2001)
- Seitz - Ludwig Seitz (1792-1866)
- Selander - Sten Selander (1891-1957)
- Sellow - Friedrich Sellow (1789-1831)
- Selosse - Marc-André Selosse (1968-…)
- Semen. - Piotr Semionov-Tian-Chanski (1827-1914)
- Seneb. - Jean Senebier (1742-1809)
- Sénécl. - Adrien Sénéclauze (fl. 1867)
- Senft - Christian Carl Friedrich Ferdinand Senft (de) (1810-1893)
- Senghas - Karlheinz Senghas (1928-2004)
- Sennen - Étienne Marcellin Granier-Blanc (1861-1937)
- Senoner - Adolf Senoner (1806-1895)
- Seoane-Camba - Juan Antonio Seoane-Camba (1933-2017)
- Ser. - Nicolas Charles Seringe (1776-1858)
- Serebr. - Tatyana Yakovlevna Serebrjakova (1893-?)
- Sessé - Martin de Sessé y Lacasta (1751-1808)
- Setch. - William Albert Setchell (en) (1864-1943)
- Seub. - Moritz August Seubert (en) (1818-1878)
- Seurat - Léon Gaston Seurat (en) (1872-1949)
- Seward - Albert Charles Seward (1863-1941)
- Shafer - John Adolph Shafer (1863-1918)
- Shaler - Nathaniel Southgate Shaler (1841-1906)
- Sharman - Percy John Sharman (fl. 1916)
- Shaw - George Russell Shaw (en) (1848-1937)
- Shear - Cornelius Lott Shear (1865-1956)
- Sherard - William Sherard[1] (1659-1728)
- Sherff - Earl Edward Sherff (1886-1966)
- Shibata - Keita Shibata (1877-1949)
- Shinners - Lloyd Herbert Shinners (1918-1971)
- Shipley - Arthur Everett Shipley (1861-1927)
- Shipunov - Alexey Borisovich Shipunov (1965-…)
- Shiras. - Homi Shirasawa (1868-1947)
- Shuttlew. - Robert James Shuttleworth (1810-1874)
- Sibth. - John Sibthorp (1758-1796)
- Sieber - Franz Wilhelm Sieber (1789-1844)
- Siebold - Philipp Franz von Siebold (1796-1866)
- Siegesb. - Johann Georg Siegesbeck[1] (1686-1755)
- Siesm. - Franz Heinrich Siesmayer (1817-1900)
- Siev. - Johann Sievers (1762-1795)
- Silva Manso - Patricio Antonio Luiz da Silva Manso (1788-1848)
- Silverst. - Philip Arthur Silverstone-Sopkin (1939-…)
- Simmons - Hermann George Simmons (1866-1943)
- Simon - Eugène Simon (1848-1924)
- Simpson - Charles Torrey Simpson (1826-1932)
- Sims - John Sims (1749-1831)
- Simson - Augustus Simson (1836-1918)
- Singer - Rolf Singer (1906-1994)
- Sinsin - Brice Sinsin (1959-…)
- Sint. - Paul Sintenis (1847-1907)
- Skeels - Homer Collar Skeels (1873-1934)
- Skipw. - John Peyton Skipworth (1934-…)
- Skottsb. - Carl Skottsberg (1880-1963)
- Skuja - Heinrich Leonhards Skuja (1892-1972)
- Skutch - Alexander Frank Skutch (1904-2004)
- Skvortsov - Boris Vassilievich Skvortsov (1896-1980)
- Sleumer - Hermann Otto Sleumer (1906-1993)
- Sloane - Hans Sloane[1] (1660-1753)
- Sm. - James Edward Smith (1759-1828)
- Small - John Kunkel Small (1869-1938)
- Smeathman - Henry Smeathman (1742-1786)
- Smedmark - Jenny Smedmark (fl. 2006)
- Snell - Walter Henry Snell (1889-1980)
- Snelling - Lilian Snelling (1879-1972)
- Snijman - Deirdré Anne Snijman (1949-…)
- Soares-Silva - Lucia Helena Soares-Silva (cy) (1965-)
- Soczava - Viktor Sotchava (1905-1978)
- Soderstr. - Thomas Robert Soderstrom (1936-1987)
- Sodiro - Luis Sodiro (1836-1909)
- Soegeng - Wertit Soegeng-Reksodihardjo (1935-…)
- Soják - Jiří Soják (es) (1936-2012)
- Sol. - Daniel Solander (1733-1782)
- Solbrig - Otto Thomas Solbrig (1930-…)
- Soldano - Adriano Soldano (1944-…)
- Soleirol - Henri-Augustin Soleirol (1792-1860)
- Soler. - Hans Solereder (1860-1920)
- Solheim - Wilhelm Solheim (botaniste) (1898-1978)
- Solier - Antoine Joseph Jean Solier (1792-1851)
- Solms - Hermann zu Solms-Laubach (1842-1915)
- Soltis - Douglas E. Soltis (1953-…)
- Sommier - Carlo Pietro Stefano Sommier (1848-1922)
- Sond. - Otto Wilhelm Sonder (1812-1881)
- Songeon - André Songeon (1826-1905)
- Sonké - Bonaventure Sonké (1962-…)
- Sonn. - Pierre Sonnerat (1748-1814)
- Sonnini - Charles-Nicolas-Sigisbert Sonnini de Manoncourt (1751-1812)
- Soó - Rezső Soó (1903-1980)
- Sordelli - Ferdinando Sordelli (1837-1916)
- Sosef - Marc Simon Maria Sosef (1960-…)
- Soto Arenas - Miquel Angel Soto Arenas (1963-…)
- Souèges - Étienne Charles René Souèges (1876-1967)
- Soukup - Jaroslav Jenicek Soukup (1902-1989)
- Soul.-Bod. - Étienne Soulange-Bodin (1774-1846)
- Sowerby - James Sowerby (1757-1822)
- Spach - Édouard Spach (1801-1879)
- Spaend. - Gérard van Spaendonck (1746-1826)
- Spall. - Lazzaro Spallanzani (1729-1799)
- Span. - Johan Baptist Spanoghe (en) (1798-1838)
- Sparrm. - Anders Sparrman (1748-1820)
- Speg. - Carlos Luis Spegazzini (1858-1926)
- Speke - John Hanning Speke (1827-1864)
- Spencer - Herbert Spencer (1820-1903)
- Speta - Franz Speta (1941-2015)
- Spichiger - Rodolphe Spichiger (1946-…)
- Spix - Johann Baptist von Spix (1781-1826)
- Sprague - Thomas Archibald Sprague (1877-1958)
- Spreng. - Kurt Sprengel (1766-1833)
- Sprenger - Carl Ludwig Sprenger (1846-1917)
- Spring - Antoine Spring (1814-1872)
- Spruce - Richard Spruce (1817-1893)
- Sreem. - C. P. Sreemadhavan (?-?)
- St.-Amans - Jean Florimond Boudon de Saint-Amans (1748-1831)
- St.-Lag. - Jean Baptiste Saint-Lager (1825-1912)
- St.-Yves - Alfred Saint-Yves (1855-1933)
- Stackh. - John Stackhouse (1742-1819)
- Stafford - Peter J. Stafford (fl. 1998)
- Stafleu - Frans Antonie Stafleu (1921-1997)
- Stahl - Christian Ernst Stahl (1848-1919)
- Stamets - Paul Stamets (fl. 1980)
- Standl. - Paul Carpenter Standley (1884-1963)
- Staner - Pierre Staner (1901-1984)
- Stapf - Otto Stapf (1857-1933)
- Stapleton - Christopher Mark Adrian Stapleton (1957-…)
- Staude - Friedrich Staude (?-1861)
- Stauffer - Hans Ulrich Stauffer (1929-1965)
- Staunton - George Leonard Staunton (1737-1801)
- Stearn - William Thomas Stearn (1911-2001)
- Stebbins - George Ledyard Stebbins (1906-2000)
- Steenis - Cornelis Gijsbert Gerrit Jan van Steenis (1901-1986)
- Steenstr. - Japetus Steenstrup (1813-1897)
- Stefan. - Giuseppe Stefanini (paléontologue) (it) (1882-1938)
- Stein - Berthold Stein (1847-1899)
- Steller - Georg Wilhelm Steller[1] (1709-1746)
- Štěpánek - Jan Štěpánek (1955-…)
- Stephens - Edith Layard Stephens (1884-1966)
- Sternb. - Kaspar Maria von Sternberg (1761-1838)
- Sterns - Emerson Ellick Sterns (1846-1926)
- Steud. - Ernst Gottlieb von Steudel (1783-1856)
- Steven - Christian von Steven (1781-1863)
- Steyerm. - Julian Alfred Steyermark (1909-1988)
- Stiles - Charles Wardell Stiles (1867-1933)
- Stirt. - James Stirton (1833-1917)
- Stizenb. - Ernst Stizenberger (1827-1895)
- Stockey - Ruth A. Stockey (fl. 1998)
- Stockmans - François Stockmans (1904-1986)
- Stokes - Jonathan Stokes (1755-1831)
- Stoliczka - Ferdinand Stoliczka (1838-1874)
- Stoneman - Bertha Stoneman (1866-1943)
- Strasb. - Eduard Adolf Strasburger (1844-1912)
- Stresem. - Erwin Stresemann (1889-1972)
- Strobel - Gary A. Strobel (fl. 1990)
- Strøm - Hans Strøm (1726-1797)
- Stuart - John Stuart (3e comte de Bute) (1713-1792)
- Stuessy - Tod Falor Stuessy (1943-…)
- Sturhan - Dieter Sturhan (fl. 1981)
- Sturm - Jacob Sturm (1771-1848)
- Sturt - Charles Sturt (1795-1869)
- Sturtev. - Edward Lewis Sturtevant (1842-1898)
- Suckow - Georg Adolph Suckow (1751-1813)
- Sudre - Henri Sudre (1862-1918)
- Sudw. - George Bishop Sudworth (1864-1927)
- Suess. - Karl Suessenguth (1893-1955)
- Suffrian - Christian Wilhelm Ludwig Eduard Suffrian (1805-1876)
- Sukaczev - Vladimir Soukatchev (1880-1967)
- Sull. - William Starling Sullivant (1803-1873)
- Summerh. - Victor Samuel Summerhayes (1897-1974)
- Sunding - Per Øgle Sunding (1937-…)
- Suriray - Jacques Simon Amand Suriray (1769-1846)
- Sv.Nilsson - Sven Nilsson (mycologue) (1929-…)
- Svent. - Eric Svensson Sventenius (1910-1973)
- Sw. - Olof Peter Swartz (1760-1818)
- Swainson - William Swainson (1789-1855)
- Swallen - Jason Richard Swallen (1903-1991)
- Swanepoel - Wessel Swanepoel (1957-…)
- Sweet - Robert Sweet (1783-1835)
- Swingle - Walter Tennyson Swingle (1871-1952)
- Swinhoe - Robert Swinhoe (1836-1877)
- Szépl. - Győző Szépligeti (1855-1915)
- Szlach. - Dariusz Szlachetko (1961-…)
- Szyszył. - Ignaz von Szyszyłowicz (1857-1910)

## T
- Haut – A
- B
- C
- D
- E
- F
- G
- H
- I
- J
- K
- L
- M
- N
- O
- P
- Q
- R
- S
- T
- U
- V
- W
- X
- Y
- Z

- T.A.Chr. - Tyge Ahrengot Christensen (1918-1996)
- T.A.Conrad - Timothy Abbott Conrad (1803-1877)
- T.A.McCoy - Thomas A. McCoy (1959-…)
- T.A.Stephenson - Thomas Alan Stephenson (1898-1961)
- T.Anderson - Thomas Anderson (botaniste) (1832-1870)
- T.C.Cole - Thomas C. Cole (fl. 2011)
- T.C.E.Fr. - Thore Christian Elias Fries (en) (1886-1930)
- T.C.Ku - Tsue Chih Ku (1931-…)
- T.Cooke - Theodore Cooke (1836-1910)
- T.D.Bruns - Thomas D. Bruns (fl. 1996)
- T.Durand - Théophile Alexis Durand (1855-1912)
- T.E.Bowdich - Thomas Edward Bowdich (1791-1824)
- T.F.Daniel - Thomas Franklin Daniel (1954-…)
- T.F.Forst. - Thomas Furly Forster (1761-1825)
- T.G.Forrest - Thomas G. Forrest (fl. 2011)
- T.H.Nguyên - Tiên Hiêp Nguyên (fl. 1980)
- T.H.Wen - Tai Hui Wen (1924-…)
- T.Hanb. - Thomas Hanbury (1832-1907)
- T.Hoshino - Takuji Hoshino (fl. 2003)
- T.Johnson - Thomas Johnson (1863-1954) (1863-1954)
- T.Knight - Thomas Andrew Knight (1759-1838)
- T.Koyama - Tetsuo Michael Koyama (1933-…)
- T.Kuros. - Takahide Kurosawa (fl. 1994)
- T.L.Jahn - Theodore Louis Jahn (1905-1979)
- T.Lestib. - Gaspard Thémistocle Lestiboudois (1797-1876)
- T.Lobb - Thomas Lobb (1820-1894)
- T.M.C.Taylor - Thomas Mayne Cunninghame Taylor (1904-1983)
- T.M.Harris - Thomas Maxwell Harris (1903-1983)
- T.M.Salter - Terence Macleane Salter (1883-1969)
- T.Mey. - Teodore Meyer (1910-1972)
- T.Mitch. - Thomas Mitchell (explorateur) (1792-1855)
- T.Moore - Thomas Moore (botaniste) (1821-1887)
- T.Mori - Tamezo Mori (1884-1962)
- T.N.Taylor - Thomas N. Taylor (fl. 1969)
- T.Nees - Theodor Friedrich Ludwig Nees von Esenbeck (1787-1837)
- T.Osborn - Theodore George Bentley Osborn (1887-1973)
- T.Q.Nguyen - To Quyen Nguyen (1944-…)
- T.R.Dudley - Theodore Robert Dudley (1936-1994)
- T.R.Mert. - Thomas Robert Mertens (1930-…)
- T.S.Palmer - Theodore Sherman Palmer (botaniste) (1860-1962)
- T.S.Patrick - Thomas S. Patrick (fl. 1984)
- T.T.Yu - Tse Tsun Yu (1908-1986)
- T.Taylor - Thomas Taylor (mycologue) (en) (1820-1910)
- T.V.Egorova - Tatiana Vladimirovna Egorova (1930-2007)
- Täckh. - Vivi Täckholm (1898-1978)
- Takht. - Armen Takhtajan (1910-2009)
- Talavera - Salvador Talavera Lozano (1945-…)
- Tanaka - Tyōzaburō Tanaka (1885-1976)
- Tang - Tsin Tang (1897-1984)
- Tansley - Arthur George Tansley (1871-1955)
- Tappan - Helen Niña Tappan Loeblich (1917-2004)
- Tardieu - Marie-Laure Tardieu-Blot (1902-1998)
- Targ.Tozz. - Giovanni Targioni Tozzetti (1712-1783)
- Tärnström - Christopher Tärnström[1] (1703-1746)
- Taschenb. - Ernst Ludwig Taschenberg (en) (1818-1898)
- Tate - Ralph Tate (en) (1840-1901)
- Taton - Auguste Simon Taton (1914-1989)
- Taub. - Paul Taubert (1862-1897)
- Tausch - Ignaz Friedrich Tausch (1793-1848)
- Taylor - Thomas Taylor (botaniste) (en) (1786-1848)
- Tchich. - Piotr Tchikhatchov (1812-1890)
- Tebbitt - Mark C. Tebbitt (fl. 2000)
- Teichm. - Hermann Friedrich Teichmeyer[1] (1685-1746)
- Teijsm. - Johannes Elias Teijsmann (1809-1882)
- Telfair - Charles Telfair (1777-1833)
- Telford - Sam Rountree Telford Jr. (1932-…)
- Temminck - Coenraad Jacob Temminck (1778-1858)
- Templeton - John Templeton (botaniste) (en) (1766-1825)
- Ten. - Michele Tenore (1780-1861)
- Tenney - Sanborn Tenney (1827-1877)
- Teodor. - Emanoil Constantin Teodorescu (en) (1866-1949)
- Tepe - Eric Tepe (fl. 2009)
- Termier - Henri Termier (1897-1989)
- Tesfaye - Awas Tesfaye (fl. 2007)
- Tessier - Henri-Alexandre Tessier (1741-1837)
- Teusch. - Henry Teuscher (1891-1984)
- Th.Fr. - Theodor Magnus Fries (1832-1913)
- Thaer - Albrecht Thaer (botaniste) (1828-1906)
- Thaxt. - Roland Thaxter (1858-1932)
- Thays - Charles Thays (1849-1934)
- Thell. - Albert Thellung (1881-1928)
- Theophr. - Théophraste[1] (VIe – IIIe siècles av. J.-C.)
- Thib.Chanv. - Jean-Baptiste Thibault de Chanvalon (1725-1785)
- Thiéry Mén. - Nicolas Joseph Thiéry de Ménonville (1739-1780)
- Thin - Nguyen Nghia Thin (fl. 1983)
- Thivy - Francesca Thivy (?-?)
- Thom - Charles Thom (1872-1956)
- Thom.-Desm. - Charles Thomine des Mazures (1799-1824)
- Thomé - Otto Wilhelm Thomé (1840-1925)
- Thomson - Thomas Thomson (botaniste) (1817-1878)
- Thonn. - Peter Thonning (1775-1848)
- Thonner - Franz Thonner (1863-1928)
- Thor - Sig Thor (fl. 1930)
- Thore - Jean Thore (1762-1823)
- Thorel - Clovis Thorel (1833-1911)
- Thorne - Robert Folger Thorne (1920-…)
- Thory - Claude Antoine Thory (1759-1827)
- Thouars - Louis-Marie Aubert du Petit-Thouars (1758-1831)
- Thouin - André Thouin (1747-1824)
- Thuill. - Jean-Louis Thuillier (1757-1822)
- Thulin - Mats Thulin (1948-…)
- Thunb. - Carl Peter Thunberg (1743-1828)
- Thur. - Gustave Thuret (1817-1875)
- Thurm. - Jules Thurmann (1804-1855)
- Thwaites - George Henry Kendrick Thwaites (1811-1882)
- Tidestr. - Ivar Frederick Tidestrom (1864-1956)
- Tiegh. - Philippe Van Tieghem (1839-1914)
- Tilesius - Wilhelm Gottlieb von Tilesius von Tilenau (1769-1857)
- Tiling - Heinrich Sylvester Theodor Tiling (1818-1871)
- Tilloch - Alexander Tilloch (1759-1825)
- Timb.-Lagr. - Édouard Timbal-Lagrave (1819-1888)
- Tineo - Vincenzo Tineo (en) (1791-1856)
- Tod. - Agostino Todaro (1818-1892)
- Toml. - Philip Barry Tomlinson (1932-…)
- Tomm. - Muzio Giuseppe Spirito de Tommasini (en) (1794-1879)
- Tömösváry - Ödön Tömösváry (?-?)
- Tonduz - Adolphe Tonduz (1862-1921)
- Topsent - Émile Topsent (1862-1951)
- Torell - Otto Martin Torell (1828-1900)
- Torén - Olof Torén[1] (1718-1753)
- Torr. - John Torrey (1796-1873)
- Torssander - Axel Gustav Abraham Torssander (1843-1905)
- Tourn. - Joseph Pitton de Tournefort[1] (1656-1708)
- Trab. - Louis Charles Trabut (1853-1929)
- Trad. - John Tradescant le Jeune[1] (1608-1662)
- Traill - George William Traill (1836-1897)
- Tratt. - Leopold Trattinnick (1764-1849)
- Traub - Hamilton Paul Traub (1890-1983)
- Trautv. - Ernst Rudolf von Trautvetter (1809-1889)
- Treat - Mary Treat (1830-1923)
- Trécul - Auguste Trécul (1818-1896)
- Trel. - William Trelease (1857-1945)
- Trémaux - Pierre Trémaux (1818-1895)
- Treub - Melchior Treub (1851-1910)
- Trevir. - Ludolph Christian Treviranus (1779-1864)
- Trevis. - Vittore Benedetto Antonio Trevisan de Saint-Léon (1818-1897)
- Trew - Christoph Jakob Trew (1695-1769)
- Triana - José Jerónimo Triana (1834-1890)
- Triest - Ludwig Triest (1957-…)
- Trimen - Henry Trimen (1843-1896)
- Trin. - Carl Bernhard von Trinius (1778-1844)
- Tristram - Henry Baker Tristram (1822-1906)
- Tronc - Nélida Sara Troncoso (es) (1914-1988)
- Tropea - Calcedonio Tropea (botaniste) (1884-mort après 1930)
- Trotter - Alessandro Trotter (1874-1967)
- Tsang - Peter Tsang (fl. 1984)
- Tscherm.-Seys. - Erich von Tschermak-Seysenegg (1871-1962)
- Tswett - Mikhaïl Tswett (1872-1919)
- Tuck. - Edward Tuckerman (1817-1886)
- Tul. - Edmond Tulasne (1815-1885)
- Tulloss - Rodham Tulloss (fl. 1984)
- Turcz. - Nikolaï Tourtchaninov (1796-1863)
- Turesson - Göte Wilhelm Turesson (1892-1970)
- Turner - Dawson Turner (1775-1858)
- Turpin - Pierre Jean François Turpin (1775-1840)
- Turra - Antonio Turra (1730-1796)
- Turrill - William Bertram Turrill (1890-1961)
- Turton - William Turton (1762-1835)
- Tussac - François Richard de Tussac (en) (1751–1837)
- Tutin - Thomas Gaskell Tutin (1908-1987)
- Tüxen - Reinhold Tüxen (1899-1980)
- Tuyama - Takasi Tuyama (1910-2000)
- Tuzet - Odette Tuzet (1903-1976)
- Twining - Elizabeth Twining (1805-1889)
- Tzvelev - Nikolaï Nikolaïevitch Tzvelev (1925-2015)

## U
- Haut – A
- B
- C
- D
- E
- F
- G
- H
- I
- J
- K
- L
- M
- N
- O
- P
- Q
- R
- S
- T
- U
- V
- W
- X
- Y
- Z

- U.Hamann - Ulrich Hamann (1931-…)
- U.Müll.-Doblies - Ute Müller-Doblies (1938-…)
- U.U.Müll.-Doblies - Uwe Ulex Müller-Doblies (1968-…)
- Ulbr. - Oskar Eberhard Ulbrich (1879-1952)
- Ule - Ernst Heinrich Georg Ule (1854-1915)
- Underw. - Lucien Marcus Underwood (1853-1907)
- Unger - Franz Unger (1800-1870)
- Unter. - Wendy Untereiner (fl. 1993)
- Upham - Warren Upham (1850-1934)
- Urb. - Ignaz Urban (1848-1931)
- Usteri - Paul Usteri (1768-1831)
- Utley - John F. Utley (1944-…)

## V
- Haut – A
- B
- C
- D
- E
- F
- G
- H
- I
- J
- K
- L
- M
- N
- O
- P
- Q
- R
- S
- T
- U
- V
- W
- X
- Y
- Z

- V.A.Albert - Victor A. Albert (fl. 1992)
- V.A.Matthews - Victoria Ann Matthews (1941-…)
- V.A.Wager - Vincent Athelstan Wager (1904-?)
- V.Allorge - Valentine Allorge (1888-1977)
- V.B.Stewart - Vern Bonham Stewart (1888-1918)
- V.Cordus - Valerius Cordus[1] (1514-1544)
- V.D.Roth - Vincent Daniel Roth (1924-1997)
- V.E.Grant - Verne Edwin Grant (1917-2007)
- V.I.Krecz. - Vitalii Ivanovich Kreczetowicz (es) (1901-1942)
- V.J.Cook - Varner James Cook (1904-?)
- V.Jaram. - Victor Jaramillo (fl. 1984)
- V.M.Baum - Vicki M. Baum (fl. 1982)
- V.M.L.Kellogg - Vernon Myman Lyman Kellogg (1867-1937)
- V.N.Tikhom. - Vadim Tikhomirov (1932-1998)
- V.W.Steinm. - Victor W. Steinmann (fl. 1995)
- Vacc. - Lino Vaccari (1873-1951)
- Vachell - Eleanor Vachell (1879-1948)
- Vaga - August Vaga (1893-1960)
- Vahl - Martin Vahl (1749-1804)
- Vaill. - Sébastien Vaillant[1] (1669-1722)
- Valerio - Juvenal Valerio Rodríguez (1900-1971)
- Valeton - Theodoric Valeton (1855-1929)
- Vallot - Joseph Vallot (1854-1925)
- Valls - José Francisco Montenegro Valls (1945-…)
- Valmont - Jacques-Christophe Valmont de Bomare (1731-1807)
- Van Geert - Auguste Van Geert (1888-1938)
- Van Heurck - Henri Ferdinand Van Heurck (1838-1909)
- Van Houtte - Louis Van Houtte (1810-1876)
- van Jaarsv. - Ernst Jacobus van Jaarsveld (1953-…)
- Van Sterbeeck - Johannes Franciscus Van Sterbeeck[1] (1630-1693)
- Vand. - Domenico Agostino Vandelli (1735-1816)
- Vanden Berghen - Constant Vanden Berghen (1914-2004)
- Vanhöffen - Ernst Vanhöffen (1858-1918)
- Vaniot - Eugène Vaniot (?-1913)
- Vánky - Kálmán Vánky (1930-…)
- Vasey - George S. Vasey (1822-1893)
- Vassal - Jacques Vassal (botaniste) (1932-…)
- Vatke - Wilhelm Vatke (1849-1889)
- Vaucher - Jean-Pierre Vaucher (1763-1841)
- Vauquelin - Louis-Nicolas Vauquelin (1763-1829)
- Vavilov - Nikolaï Vavilov (1887-1943)
- Veillon - Jean-Marie Veillon (fl. 1982)
- Veitch - John Gould Veitch (1839-1870)
- Véla - Errol Véla (1975-…)
- Velarde - Octavio Velarde (fl. 1945-1959)
- Veldkamp - Jan Frederik Veldkamp (1941-…)
- Velen. - Josef Velenovský (1858-1949)
- Vell. - José Mariano da Conceição Velloso (1742-1811)
- Venetz - Ignace Venetz (1788-1859)
- Vent. - Étienne Pierre Ventenat (1757-1808)
- Venturi - Gustavo Venturi (1830-1898)
- Verdc. - Bernard Verdcourt (1925-2011)
- Verhoeff - Karl Wilhelm Verhoeff (1867-1945)
- Vermoesen - Camille Vermoesen (1882-1922)
- Verschaff. - Ambroise Verschaffelt (1825-1886)
- Vesque - Julien-Joseph Vesque (1848-1895)
- Vest - Lorenz Chrysanth von Vest (1776-1840)
- Veull. - Charles Veulliot (1829-1890)
- Vězda - Antonin Vězda (1920-2008)
- Viala - Pierre Viala (1859-1936)
- Vibert - Jean-Pierre Vibert (1777-1866)
- Vickery - Joyce Winifred Vickery (1908-1979)
- Vict. - Marie-Victorin (1885-1944)
- Vieill. - Eugène Vieillard (1819-1896)
- Vierh. - Friedrich Vierhapper (1876-1932)
- Vig. - Louis Guillaume Alexandre Viguier (1790-1867)
- Vigo - Josep Vigo Bonada (es) (1937-…)
- Vill. - Dominique Villars (1745-1814)
- Villada - Manuel María Villada (1841-1924)
- Villar - Emilio Huguet del Villar (1871-1951)
- Villareal - Tracy Villareal (?-?)
- Villarreal - José Ángel Villarreal-Quintanilla (1956-…)
- Villiers - Jean-François Villiers (1943-2001)
- Vilm. - Pierre Louis François Levêque de Vilmorin (1816-1860)
- Vines - Sydney Howard Vines (1849-1934)
- Virey - Julien-Joseph Virey (1775-1846)
- Vis. - Roberto de Visiani (1800-1878)
- Vittad. - Carlo Vittadini (1800-1865)
- Viv. - Domenico Viviani (1772-1840)
- Voigt - Joachim Johann Otto Voigt (1798-1843)
- Vollesen - Kaj Børge Vollesen (1946-…)
- Vorster - Pieter Johannes Vorster (1945-…)
- Vosa - Canio Giuseppe Vosa (fl. 1975)
- Voss - Andreas Voss (1857-1924)
- Vuill. - Jean Paul Vuillemin (1861-1932)
- Vved. - Alexeï Vvedenski (1898-1972)
- Vyverman - Wim Vyverman (1963-…)

## W
- Haut – A
- B
- C
- D
- E
- F
- G
- H
- I
- J
- K
- L
- M
- N
- O
- P
- Q
- R
- S
- T
- U
- V
- W
- X
- Y
- Z

- W.Anderson - William Anderson (naturaliste) (1750-1778)
- W.B.Carp. - William Benjamin Carpenter (1813-1885)
- W.Bartram - William Bartram (1739-1823)
- W.Baxter - William Baxter (naturaliste anglais) (?-mort avant 1836)
- W.Becker - Wilhelm Becker (1874-1928)
- W.Bull - William Bull (1828-1902)
- W.C.Burger - William Carl Burger (1932-…)
- W.C.Cheng - Wan Chun Cheng (1908-1987)
- W.C.Lin - Wei Chih Lin (fl. 1970)
- W.C.R.Watson - William Charles Richard Watson (1885-1954)
- W.Cooper - William Cooper (conchyliologiste) (1798-1864)
- W.D.Francis - William Douglas Francis (1889-1959)
- W.D.J.Koch - Wilhelm Daniel Joseph Koch (1771-1849)
- W.E.Higgins - Wesley Ervin Higgins (1949-…)
- W.E.Manning - Wayne Eyer Manning (1899-2004)
- W.F.Barker - Winsome Fanny Barker (1907-1994)
- W.G.Jones - Wyn G. Jones (fl. 1995)
- W.G.Schneid. - Wilhelm Gottlieb Schneider (1814-1889)
- W.G.Sm. - Worthington George Smith (1835-1917)
- W.Gams - K. Walter Gams (1934-…)
- W.H.Adey - Walter H. Adey (1934-…)
- W.H.Brewer - William Henry Brewer (1828-1910)
- W.H.Chen - Wen Hong Chen (fl. 2002)
- W.H.Duncan - Wilbur Howard Duncan (1910-2005)
- W.H.Lang - William Henry Lang (1874-1960)
- W.H.Wagner - Warren Herbert Wagner (1920-2000)
- W.Hochst. - Wilhelm Christian Hochstetter (1825-1881)
- W.Hook. - William Hooker (1779-1832) (1779-1832)
- W.Hunter - William Hunter (botaniste) (1755-1812)
- W.J.Baker - William J. Baker (1972-…)
- W.J.de Wilde - Willem Jan Jacobus Oswald de Wilde (1936-…)
- W.L.Bray - William L. Bray (1865-1953)
- W.L.Culb. - William Louis Culberson (1929-2003)
- W.L.Stern - William Louis Stern (1926-…)
- W.L.Waterh. - Walter Lawry Waterhouse (1887-1969)
- W.Lobb - William Lobb (1809-1863)
- W.M.Chu - Wei Ming Chu (1930-…)
- W.M.Curtis - Winifred Mary Curtis (1905-2005)
- W.MacGill. - William MacGillivray (1796-1852)
- W.N.Takeuchi - Wayne N. Takeuchi (1952-…)
- W.O.Dietr. - Wilhelm Otto Dietrich (1881-1964)
- W.P.C.Barton - William Paul Crillon Barton (1786-1856)
- W.P.Fang - Wen Pei Fang (1899-1983)
- W.P.Teschner - Walter Paul Teschner (1927-…)
- W.Parry - William Edward Parry (1790-1855)
- W.Peck - William Dandridge Peck (1763-1822)
- W.R.B.Oliv. - Walter Reginald Brook Oliver (1883-1957)
- W.R.Gerard - William Ruggles Gerard (1841-1914)
- W.R.Taylor - William Randolph Taylor (en) (1895-1990)
- W.Rich - William Rich (1800-1864)
- W.Saunders - William Saunders (botaniste) (en) (1822-1900)
- W.Saunders bis - William Saunders (scientifique) (1836-1914)
- W.Seitz - Wolfgang Seitz (1940-…)
- W.Siev. - Wilhelm Sievers (1860-1921)
- W.Stearns - Winfrid Alden Stearns (1852-1909)
- W.Stone - Witmer Stone (1866-1939)
- W.T.Aiton - William Townsend Aiton (1766-1849)
- W.T.Davis - William Thompson Davis (1897-?)
- W.Theob. - William Theobald (en) (1829-1908)
- W.Thomps. - William Thompson (botaniste) (1823-1903)
- W.V.Br. - Walter Varian Brown (1913-1977)
- W.W.Sm. - William Wright Smith (1875-1956)
- W.Watson - William Watson (1858-1925) (1858-1925)
- W.Wight - William Franklin Wight (1874-1954)
- W.Wright - William Wright (botaniste) (1735-1819)
- W.Zimm. - Walter Max Zimmermann (1892-1980)
- Wabuyele - Emily N. Wabuyele (fl. 2006)
- Waddell - Coslett Herbert Waddell (1858-1919)
- Wahlenb. - Göran Wahlenberg (1780-1851)
- Waksman - Selman Waksman (1888-1973)
- Waldst. - Franz de Paula Adam von Waldstein (1759-1823)
- Walker - John Walker (1731-1803) (1731-1803)
- Walkom - Arthur Bache Walkom (1889-1976)
- Wall. - Nathaniel Wallich (1786-1854)
- Wallace - Alfred Russel Wallace (1823-1913)
- Wallis - Gustav Wallis (1830-1878)
- Wallr. - Karl Friedrich Wilhelm Wallroth (1792-1857)
- Walp. - Wilhelm Gerhard Walpers (1816-1853)
- Walter - Thomas Walter (botaniste) (1740-1789)
- Wangenh. - Friedrich Adam Julius von Wangenheim (1749-1800)
- Warb. - Otto Warburg (botaniste) (1859-1938)
- Ward - Lester Frank Ward (1841-1913)
- Ward.-Johnson - Grant Wardell-Johnson (fl. 1996)
- Warder - John Aston Warder (1812-1883)
- Warm. - Johannes Eugenius Bülow Warming (1841-1924)
- Wassh. - Dieter Carl Wasshausen (1938-…)
- Watling - Roy Watling (1938-…)
- Watson - William Watson (1715-1787) (1715-1787)
- Watts - William Walter Watts (1856-1920)
- Wawra - Heinrich Wawra von Fernsee (1831-1887)
- Webb - Philip Barker Webb (1793-1854)
- Webber - Herbert John Webber (1865-1946)
- Weber - George Heinrich Weber (1752-1828)
- Weber Bosse - Anna Antoinette Weber-van Bosse (1852-1942)
- Weberb. - August Weberbauer (1871-1948)
- Weberling - Focko H.E. Weberling (1926-2009)
- Wedd. - Hugh Algernon Weddell (1819-1877)
- Wehrmeyer - Werner Wehrmeyer (1931-2010)
- Weigel - Christian Ehrenfried von Weigel (1748-1831)
- Weigend - Maximilian Weigend
- Weihe - Carl Ernst August Weihe (1779-1834)
- Weism. - August Weismann (1834-1914)
- Welw. - Friedrich Welwitsch (1806-1872)
- Wender. - Georg Wilhelm Franz Wenderoth (1774-1861)
- Went - Friedrich August Ferdinand Christian Went (1863-1935)
- Werderm. - Erich Werdermann (1892-1959)
- Wernham - Herbert Fuller Wernham (1879-1941)
- Wesm. - Alfred Wesmael (1832-1905)
- Westc. - Frederic Westcott (?-1861)
- Westling - Per Richard Westling (1868-1942)
- Weston - Richard Weston (1733-1806)
- Wettst. - Richard Wettstein (1863-1931)
- Wherry - Edgar Theodore Wherry (1885-1982)
- Whetzel - Herbert Hice Whetzel (1877-1944)
- Whitel. - Thomas Whitelegge (1850-1927)
- Whittaker - Robert Harding Whittaker (1920-1980)
- Widjaja - Elizabeth Anita Widjaja (1951-…)
- Wied-Neuw. - Maximilian zu Wied-Neuwied (1782-1867)
- Wiegand - Karl McKay Wiegand (1873-1942)
- Wieland - George Reber Wieland (1865-1953)
- Wieringa - Jan Johannes Wieringa (1967-…)
- Wiersema - John Wiersema (1950-…)
- Wiesner - Julius von Wiesner (1838-1916)
- Wigand - Albert Wigand (1821-1886)
- Wight - Robert Wight (1796-1872)
- Wikstr. - Johan Emanuel Wikström (1789-1856)
- Wilbur - Robert Lynch Wilbur (1925-…)
- Wilczek - Ernest Wilczek (1867-1948)
- Wild - Hiram Wild (en) (1917-1982)
- Wilkes - Charles Wilkes (1798-1877)
- Wilkin - Paul Wilkin (fl. 1995)
- Will. - William Crawford Williamson (1816-1895)
- Will.Watson - William Watson (1832-1912) (1832-1912)
- Willd. - Carl Ludwig Willdenow (1765-1812)
- Wille - Johan Nordal Fischer Wille (1858-1924)
- Willemet - Remi Willemet (1735-1807)
- Willis - John Christopher Willis (1868-1958)
- Willk. - Heinrich Moritz Willkomm (1821-1895)
- Wilmott - Alfred James Wilmott (1888-1950)
- Wimm. - Christian Friedrich Heinrich Wimmer (1803-1868)
- Windham - Michael Windham (1954-…)
- Winka - Katarina Winka (fl. 2000)
- Winterl - József Jakab Winterl (1739-1809)
- With. - William Withering (1741-1799)
- Withner - Carl Leslie Withner (1918-…)
- Wittm. - Ludwig Wittmack (1839-1929)
- Wm.G.Sm. - William Gardner Smith (botaniste) (1866-1928)
- Wm.Thomps. - William Thompson (phycologue) (en) (1805-1852)
- Wolf - Nathanael Matthaeus von Wolf (1724-1784)
- Wolle - Francis Wolle (1817-1893)
- Woodson - Robert Everard Woodson (1904-1963)
- Woodw. - Thomas Jenkinson Woodward (1745-1820)
- Woolls - William Woolls (1814-1893)
- Wooton - Elmer Ottis Wooton (1865-1945)
- Wormsk. - Martin Wormskjöld (1783-1845)
- Woron. - Nikolai Nikolaevich Woronichin (1882-?)
- Woronow - Youri Voronov (1874-1931)
- Worth. - Richard Dane Worthington (1941-…)
- Wulfen - Franz Xaver von Wulfen (1728-1805)
- Wurmb - Friedrich von Wurmb (1742-1781)
- Wydler - Heinrich Wydler (1800-1883)

## X
- Haut – A
- B
- C
- D
- E
- F
- G
- H
- I
- J
- K
- L
- M
- N
- O
- P
- Q
- R
- S
- T
- U
- V
- W
- X
- Y
- Z

- X.D.Chen - Xi Dian Chen (1935-…)
- X.F.Jin - Xiao Feng Jin (fl. 2002)
- X.J.Ge - Xue Jun Ge (fl. 2001)
- X.L.Chen - Xin Lu Chen (fl. 1989)
- Xhonneux - Guy Xhonneux (1953-…)

## Y
- Haut – A
- B
- C
- D
- E
- F
- G
- H
- I
- J
- K
- L
- M
- N
- O
- P
- Q
- R
- S
- T
- U
- V
- W
- X
- Y
- Z

- Y.C.Dai - Yu Cheng Dai (fl. 1994)
- Y.C.Tang - Yan Cheng Tang (1926-…)
- Y.C.Yang - Yung Chang Yang (1927-…)
- Y.Hara - Yoshiaki Hara (1944-…)
- Y.L.Chang - Yui Liang Chang (1923-1977)
- Y.L.Yang - Ya Ling Yang (1933-…)
- Y.M.Shui - Yu Min Shui (fl. 1994)
- Y.M.Yuan - Yong Ming Yuan (fl. 1992)
- Y.M.Zhang - Yan Min Zhang (1957-…)
- Y.T.Chang - Yong Tian Chang (1936-…)
- Y.Z.Huang - Yi Zhong Huang (fl. 1995)
- Yakovlev - G. P. Yakovlev (1938-…)
- Yamam. - Yoshimatsu Yamamoto (1893-1947)
- Yan Liu - Yan Liu (fl. 2003)
- Yarrow - David Yarrow (1935-…)
- Yatabe - Ryokichi Yatabe (1851-1899)
- Yendo - Kichisaburo Yendo (1874-1921)
- Yeo - Peter Frederick Yeo (1929-2010)
- Yu. Tanaka - Yuichirō Tanaka (1901-1983)
- Yunck. - Truman George Yuncker (1891-1964)

## Z
- Haut – A
- B
- C
- D
- E
- F
- G
- H
- I
- J
- K
- L
- M
- N
- O
- P
- Q
- R
- S
- T
- U
- V
- W
- X
- Y
- Z

- Z.P.Wang - Zhang Ping Wang (fl. 1989)
- Zabel - Hermann Zabel (1832-1912)
- Zahlbr. - Alexander Zahlbruckner (1860-1938)
- Zamudio - Sergio Zamudio (1953-…)
- Zanardini - Giovanni Zanardini (1804-1878)
- Zander - Robert Zander (1892-1969)
- Zea - Francisco Antonio Zea (1770-1822)
- Zeiller - Charles René Zeiller (1847-1915)
- Zenker - Jonathan Carl Zenker (1799-1837)
- Ziesenh. - Rudolf Christian Ziesenhenne (1911-2005)
- Zika - Peter Francis Zika (1957-…)
- Zimm. - Albrecht Zimmermann (1860-1931)
- Zinn - Johann Gottfried Zinn (1727-1759)
- Zitt. - Karl Alfred von Zittel (1839-1904)
- Zoellner - Otto Zöllner Schorr (1909-2007)
- Zohary - Michael Zohary (1898-1983)
- Zoll. - Heinrich Zollinger (1818-1859)
- Zolot. - N. I. Zolotuchin (1952-…)
- Zona - Scott Zona (1959-…)
- Zopf - Friedrich Wilhelm Zopf (1846-1909)
- Zorn - Johann Zorn (1739-1799)
- Zucc. - Joseph Gerhard Zuccarini (1797-1848)
- Zuccagni - Attilio Zuccagni (1754-1807)
- Zundel - George Lorenzo Zundel (1885-1950)

## #
- Haut – A
- B
- C
- D
- E
- F
- G
- H
- I
- J
- K
- L
- M
- N
- O
- P
- Q
- R
- S
- T
- U
- V
- W
- X
- Y
- Z

- 't Hart - Henk 't Hart (1944-2000)
- 't Mannetje - Len 't Mannetje (fl. 1977)